# Сексуальність у Стародавньому Римі

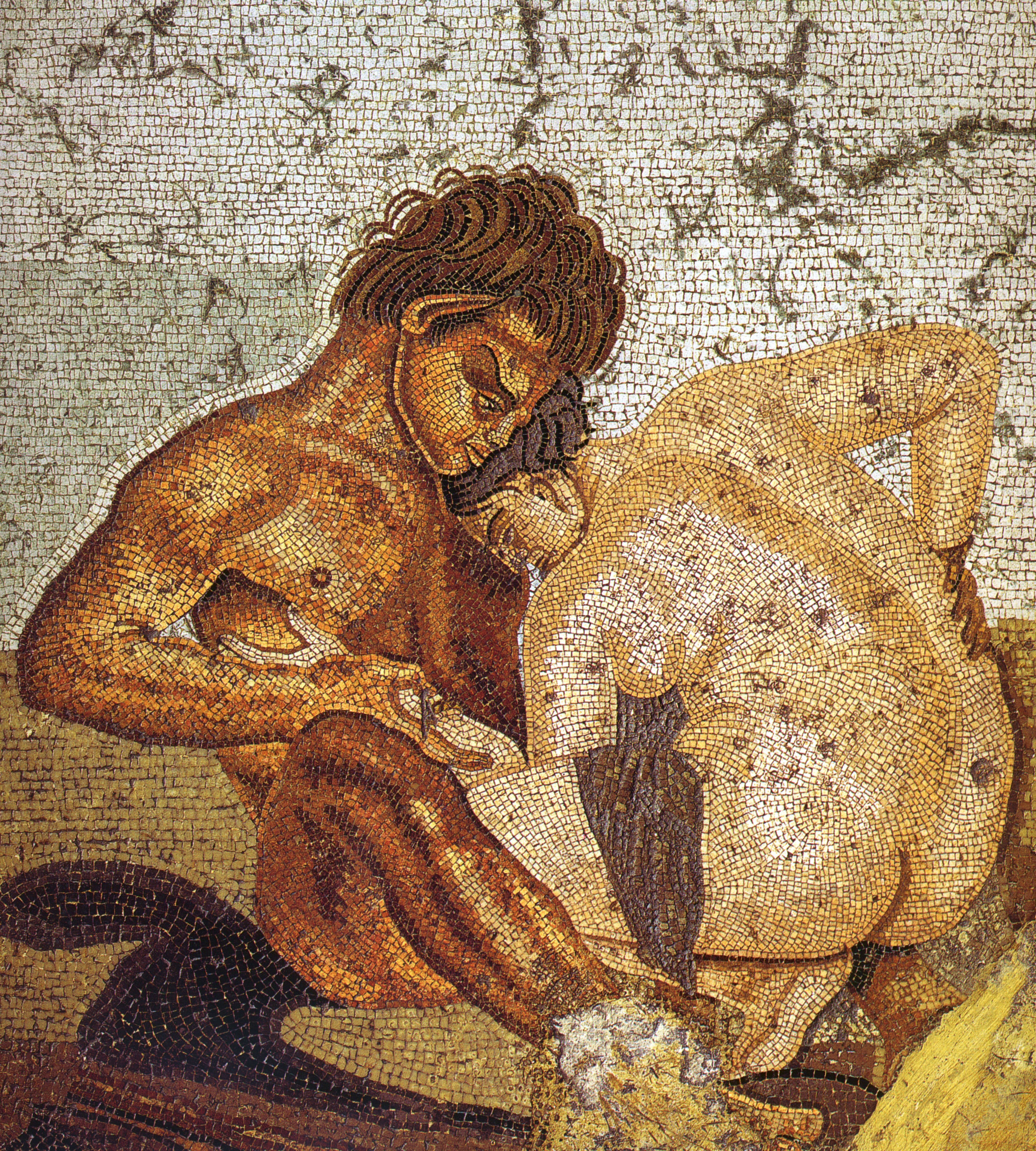
Сатир та німфа, міфологічні символи сексуальності на мозаїці зі спальні у Помпеях

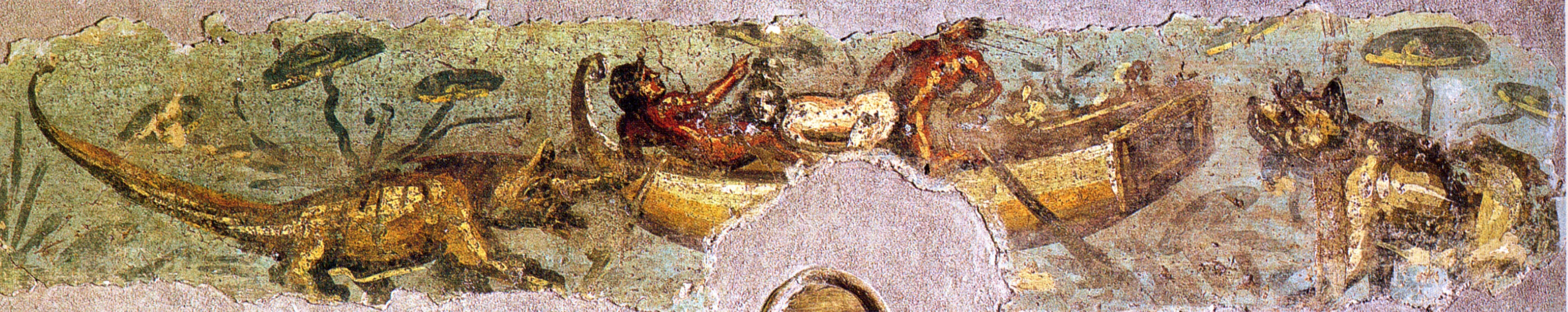
Троє у човні, оточені тваринами; сцени сексу на Нілі досить часто показують позицію на колінах, що часто поєднується, як і тут, з мінетом

Пара чоловік–жінка на зворотній стороні бронзового дзеркала (бл. 70–90 рр.н. е.)

Про сексуальність у Стародавньому Римі відомо за творами мистецтва, літературою та написами, а також, меншою мірою, з археологічних знахідок, таких як еротичні артефакти та архітектура. Деякий час вважалося, що давньому Риму була характерна «сексуальна вседозволеність». Історики Берт Верстрет (Beert C. Verstraete) і Вернон Провансаль (Vernon Provençal) висловлюють думку, що це була християнська інтерпретація: «Сексуальність давніх римлян ніколи не мала гарного висвітлення на Заході з часів установлення християнства. У народній уяві та культурі вона стала синонімом сексуальної вседозволеності та зловживання».
Але сексуальність не виключалась як сфера застосування mos maiorum - традиційних соціальних норм, які впливали на публічне, приватне та військове життя. Pudor («сором, скромність») був регуляторним фактором поведінки, як і юридичне переслідування певних сексуальних правопорушень як у Римській республіці, так і в Римській імперії. Цензори — державні чиновники, які визначали соціальний ранг індивідуумів — мали повноваження усунути громадян з класу сенаторів або вершників за сексуальні порушення і деколи це робили. Мішель Фуко, теоретик сексуальності, який працював в середині 20-го ст., вважав, що секс по всьому греко-римському світі регулювався обмеженням та мистецтвом управління сексуальним задоволенням.
Римське суспільство було патріархальним (див. paterfamilias), і маскулінність визначалась здатністю управляти собою та іншими нижчого статусу, але не лише на війні чи в політиці, а й в сексуальних стосунках. Virtus («чеснота») була активним чоловічим ідеалом самодисципліни, пов'язаним з латинським словом vir («чоловік»). Відповідним ідеалом для жінки була pudicitia, яку часто перекладають як «цнота» або «скромність», але це була більш позитивна та конкурентна персональна якість, яка демонструвала одночасно і привабливість, і самоконтроль жінки. Очікувалось, що римські жінки вищих класів будуть добре освіченими, з сильним характером та активними в підтриманні становища своєї родини в суспільстві. Але за дуже незначним винятком вціліла латинська література зберегла думки лише освічених чоловіків-римлян з питань сексуальності. Візуальне мистецтво створювалося людьми нижчого соціального статусу та ширшої етнічної приналежності, але спрямовувалося на смаки та вподобання досить заможних, щоб собі його дозволити, в тому числі, в імперську добу, колишніх рабів.
Деякі сексуальні ставлення та поведінки у культурі Стародавнього Риму значно відрізнялись від таких у пізніших західних суспільствах. Давньоримська релігія підтримувала сексуальність як аспект багатства для держави, а люди могли зверталися до приватних релігійних практик або «магії», щоб покращити своє еротичне життя або репродуктивне здоров'я. Проституція була легальною, публічною та поширеною. «Порнографічні» малюнки були частиною колекцій мистецтва в поважних домогосподарствах вищого класу. Природним та не вартим уваги вважалось сексуальне бажання чоловіків до підлітків обох статей, і педерастія не засуджувалась, якщо тільки молодший партнер чоловічої статі не був вільнонародженим римлянином. «Гомосексуальність» і «гетеросексуальність» не формували первинну дихотомію римської думки про сексуальність, і не існує латинських слів для цих концепцій. Моральна цензура не спрямовувалась на чоловіка, якому подобались статеві акти з жінками або чоловіками нижчого статусу, допоки його поведінка не демонструвала слабкості або надмірності, або не зазіхала на права та прерогативи рівних йому по статусу чоловіків. Хоча еффемінація засуджувалась, особливо у політичній риториці, помірна кількість сексу з чоловіками-повіями або рабами не вважалася чимось вартим засудження чи загрозою маскулінності, якщо римський громадянин мав у сексі активну, а не пасивну роль. Однак гіперсексуальність засуджувалася як морально, так і медично і в чоловіків, і в жінок. До жінок також застосовувався більш жорсткий моральний кодекс, а одностатеві зв'язки між жінкам погано задокументовані, водночас сексуальність жінок або святкується, або ганьбиться у всій латинській літературі. Загалом у римлян були більш гнучкі гендерні категорії, ніж у давніх греків.
Парадигма кінця XX ст. аналізувала давньоримську сексуальність у термінах бінарної моделі «проникнення–прийняття» - оманливо жорсткому аналізі, який не дозволяє побачити інші вирази сексуальності окремих римлян. Навіть відповідність використання терміна «сексуальність» до давньоримської культури була предметом дискусії,, але за відсутності іншої назви для «культурної інтерпретації еротичного досвіду», термін продовжує використовуватись.

## Еротична література та мистецтво

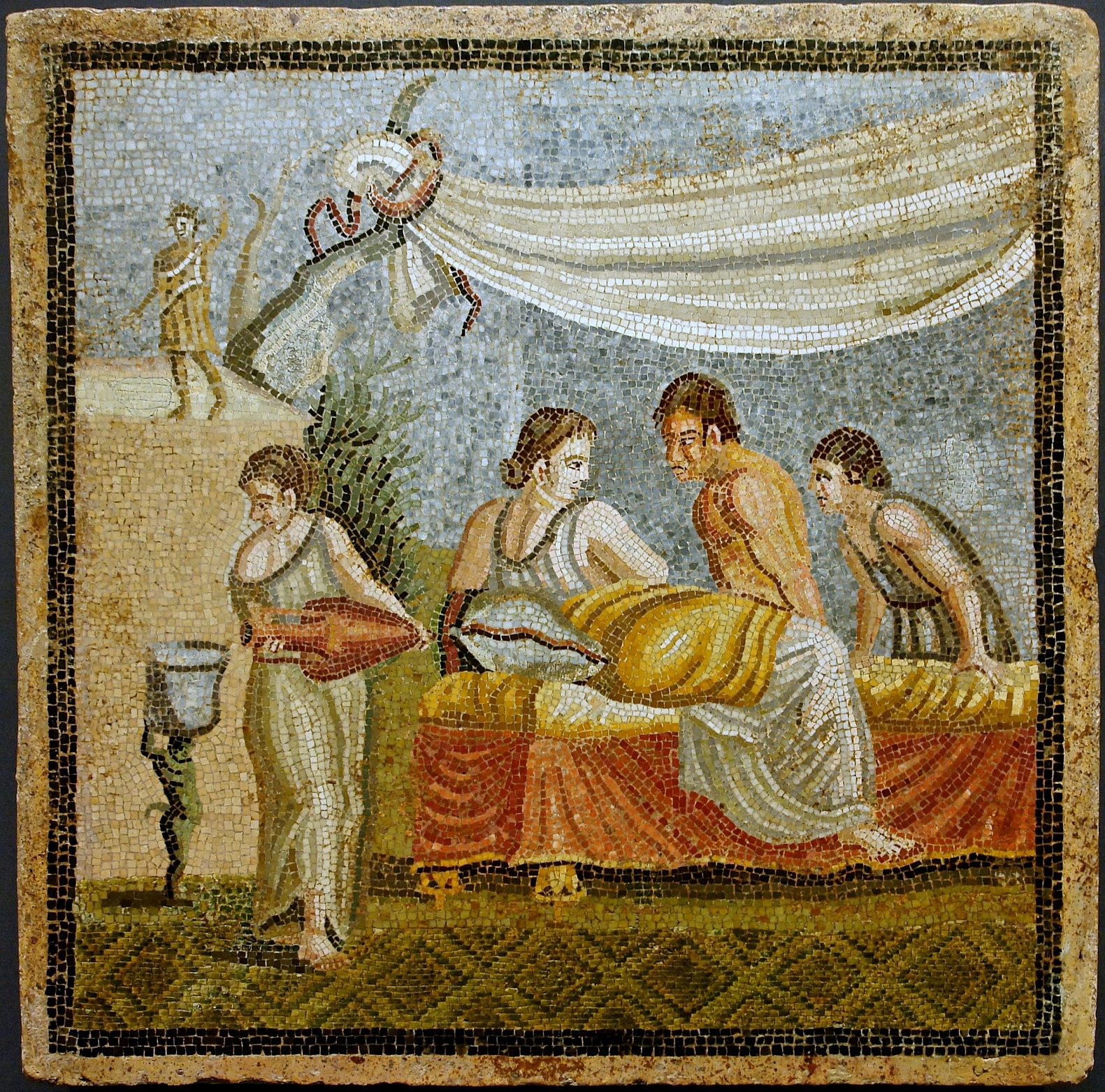
Романтична сцена з мозаїки (Вілла у Ченточелле, Рим, 20 р. до н. е.–20 р.н. е.)

Стародавня література щодо римської сексуальності переважно поділяється на чотири категорії: правові тексти; медичні тексти; поезія; та політичний дискурс. Виразні форми нижчих культурних рівнів в античності — такі як комедія, сатира, інвектива, любовна поезія, графіті, магічні заклинання, написи та внутрішні декорації — більше кажуть про секс ніж «високі» жанри, такі як епопея та трагедія. Інформація про сексуальне життя римлян розкидана по історіографії, ораторському мистецтву, філософії, і працях про медицину, сільське господарство та інші технічні теми. Правові тексти вказують на поведінки, які римляни хотіли регулювати або заборонити, що не обов'язково вказує на те, що люди насправді робили або утримувались від здійснення.
Латинські автори, чиї праці дають суттєвий внесок к розуміння римської сексуальності, включають:
- автор комічних п'єс Тит Макцій Плавт (†184 р. до н. е.), чиї сюжети часто розвиваються довкола еротичної комедії і того, що молодих коханців розділяють обставини;
- державний діяч та мораліст Катон Старший († 149 р. до н. е.), праці якого дають уривчасте уявлення про сексуальність в часи, які пізніші римляни вважали часами з вищими моральними стандартами;
- поет Лукрецій († бл.55 р. до н. е.), який дає детальний опис епікурейської сексуальності у своїй філософській праці Про природу речей;
- Катулл (писав у 50-ті роки до н. е.), чиї вірші описують широту еротичного досвіду поблизу кінця Римської республіки, від делікатної романтичності до брутально непристойної інвективи;
- Цицерон (†43 р. до н. е.), чиї промови у судах часто атакують сексуальну поведінку опонента, а у листах повно чуток про римську еліту;
- елегісти доби Августа Секст Проперцій та Тібулл, твори яких дають уявлення про соціальне ставлення до романів з коханками;
- Овідій († 17 р.н. е.), особливо його Amores («Любовні елегії») та Мистецтво кохання, які, за традицією, вважаються однією з причин рішення Августа про вигнання поета, та його епопея Метаморфози, яка згадує ряд питань сексуальності, з фокусом на зґвалтуванні, через призму міфології;
- епіграматист Марціал († бл. 102/4 р.н. е.), чиї спостереження суспільства підкріплені сексуально відвертими інвектитивами;
- сатирик Ювенал († на початку 2-го ст.н. е.), який висловлюється негативно про сексуальну етику його часу.

Овідій також перелічує ряд письменників, відомих непристойним матеріалом, чиї праці зараз втрачені. Грецькі керівництва з сексу та «відверта порнографія» оприлюднювались від імені відомих гетер (куртизанок) і поширювались у Римі. Відверто сексуальна Milesiaca Аристида була перекладена Сізенною, одним з преторів 78 р. до н. е. Овідій називає цю книгу колекцією порушень (crimina), і каже, що текст був насичений брудними жартами. Після битви при Каррах, за оповідями парфяни були шоковані знайти Milesiaca серед особистих речей офіцерів Красса.
Еротичне мистецтво, особливо збережене у Помпеях та Геркуланумі, є багатим, але не повністю надійним джерелом; деякі зображення суперечать сексуальним схильностям, на які роблять наголос письмові джерела, і могли бути створені з метою провокування сміху або виклику звичайним ставленням. Повсякденні предмети, такі як дзеркала або глечики для подачі могли бути декоровані еротичними сценами; на аретинській кераміці ці сцени коливаються від «елегантної любовної пригоди» до надзвичайно відвертих сцен вставлення пенісу у вагіну. Еротичні малюнки були знайдені у більшості поважних будинків римської еліти, як зазначав Овідій:

Як і поважні фігури чоловіків, намальовані рукою митця, прикрашають наші будинки, так у деяких кутках існують і маленькі малюнки (tabella), що зображують різні сцени та позиції сексу: коли Аякс Теламонід сидить з виразом свого гніву на обличчі, а мати варварів (Медея) має злочин у очах, так і мокра Венера сушить своє волосся пальцями і при цьому майже не прикрита водами, з яких народжена.

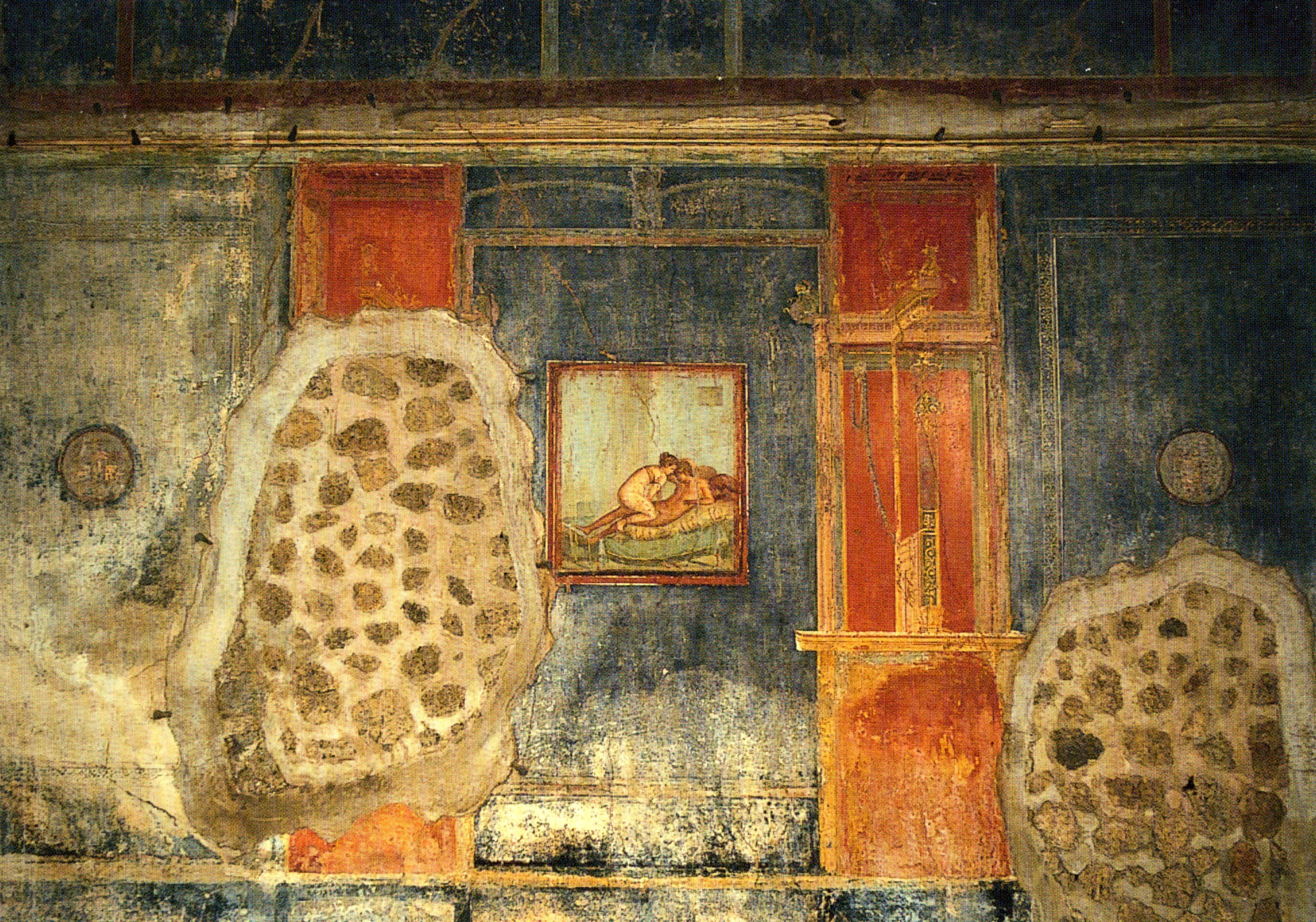
Еротична фреска, Ювілейний будинок, Помпеї

Порнографічні tabella та еротично-провокуюча Венера є деякими з різних зображень, які можуть сподобатися поціновувачу такого мистецтва. Серія фресок у Пригородних термах у Помпеяї, відкрита 1986 та оприлюднена 1995 року, показує еротичні сценарії, які, здається, мали намір «розважити глядача обурливим сексуальним видовищем», включно з різноманітними сексуальними позиціями, оральним сексом, and груповим сексом та стосунками чоловік–жінка, чоловік–чоловік та жінка-жінка.
Декор римської спальні буквально віддзеркалював її використання для сексу: поет доби Августа Горацій за оповідями мав повністю дзеркальну кімнату для сексу, щоб коли він наймав проститутку, він міг бачити зі всіх кутів. Імператор Тиберій замовив декорування своїх спалень «надзвичайно хтивими» фресками та скульптурами та наповнив їх давньогрецькими посібниками з сексу авторства Елефантиди на випадок, якщо під час сексу тим, хто перебуває у кімнаті, знадобляться поради.
У 2-му ст.н. е. "відбувався бум у текстах про секс давньогрецькою та латиною, " а також у створенні романів про кохання. Але відверта сексуальність майже щезає з літератури після цього, і сексуальні теми обмежуються текстами з медицини або християнської теології. У 3-му столітті, целібат став ідеалом серед зростаючої кількості християн, і отці Церкви такі як Тертуліан та Климент Александрійський обговорювали, чи навіть подружній секс може бути дозволений для продовження роду. Сексуальність мучеництва фокусується на випробуваннях християнської цноти і сексуальних тортурах; жінки-християнки частіше за чоловіків піддаються каліцтву репродуктивних органів, зокрема грудей. Непристойний гумор Марціала ненадовго був відроджений у Бордо 4-го ст.н. е. галло-римським вченим та поетом Авсонієм, хоча він відкидав схильність Марціала до педерастії та принаймні номінально був християнином.

## Секс, релігія та держава
Як і інші аспекти римського життя, сексуальність підтримувалась і регулювалась релігійними традиціями, як публічним державним культом, так і приватними релігійними практиками та магією. Сексуальність була важливою категорією давньоримської релігійної думки. Поєднання чоловічого та жіночого було життєвонеобхідним для римської концепції божества. Dii Consentes був радою богів у чоловічо-жіночих парах, і певною мірою еквівалентом Дванадцяти олімпійців греків. Принаймні дві державних релігійних посади спільно займали одружені пари. Весталки (один з державних культів, в якому служили лише жінки) брали обітницю целібату, яка давала їм відносну незалежність від контролю чоловіків; серед релігійних предметів у їхній опіці перебував священний фалос: «Вогонь Вести … пробуджував ідею сексуальної чистоти у жінці» та «представляв породжуючу силу чоловіка». Очікувалось, що чоловіки, які служили у різних колегіях жреців, будуть одружуватись та мати родини. Цицерон вважав, що бажання (libido) до розмноження було «грядкою республіки», оскільки воно було першою формою соціального інституту, шлюбу. Шлюб породжував дітей, і «будинок» (домус) для єдності родини був цеглиною міського життя.
Багато римських релігійних свят містили елемент сексуальності. Лютневі Луперкалії, які святкувались до 5-го ст. н. е., включали архаїчний обряд плодючості. Флоралії включали оголені танці. У певних релігійних фестивалях квітня повії брали участь або офіційно вшановувались.
Зв'язок між розмноженням людей, загальною успішністю та усмпішністю держави втілений у давньоримському культі Венери, яка відрізняється від давньогрецької Афродіти роллю матері римського народу через напівсмертного сина Енея. Під час громадянських війн 80-х рр. до н. е., Сулла, перед вторгненням до власної країни з легіонами випустив монету, яка зображувала Венеру як його особисту богиню-покровительку, з Купідоном, який тримав пальмову гілку перемоги. Іконографія пов'язує богів кохання та бажання з військовим успіхом та релігійною владою; Сулла взяв титул Epaphroditus, «належний Афродіті», до того як став диктатором. Фасцинус, фалічний оберіг, був дуже поширений у римській культурі, з'являючись на всьому — від прикрас до дзвіночків до ламп, включно з амулетом для захисту дітей та тріумфальних генералів.

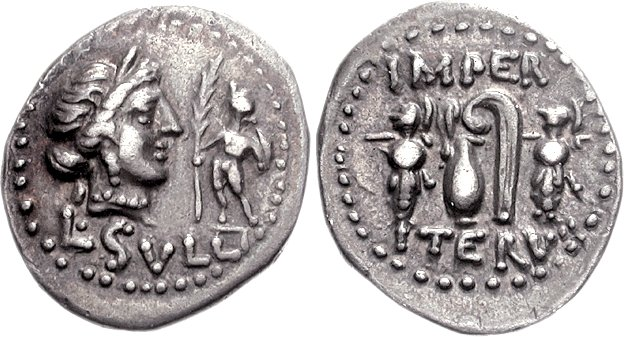
Денарій, випущений Суллою бл. 84–83 рр до н. е. з зображенням Венери з діадемою та Купідоном з пальмовою гілкою

Купідон надихав бажання; імпортований бог Пріап був втіленням брудного або жартівливого сексуального бажання; Мутунус Тутунус сприяв подружньому сексу. Бог Лібер (якого розуміли як «Вільний») наглядав за фізіологічними реакціями під час статевого акту. Коли чоловік вдягав toga virilis, «тогу чоловіка», Лібер ставав його патроном; за поетам любовної лірики, він полишав позаду невинну скромність (pudor) дитинства та набував сексуальної свободи (libertas), щоб почати свій шлях кохання. Різні боги наглядали за всіма аспектами статевого акту, запліднення та народження.
Класичні міфи часто стосуються таких сексуальних тем як гендерна ідентичність, подружня зрада, інцест та зґвалтування. Давньоримське мистецтво та література продовжили геліністичне ставлення до сексу між міфологічними постатями як до таких, що несли людську еротику та деколи були жартівливими, і часто позбавленими релігійного виміру.

### Моральні та правові концепції

#### Castitas
Латинський абстрактний іменник castitas позначав «моральну та фізичну чистоту, зазвичай у виключно релігійному контексті», і деколи, але не завжди, стосувався і сексуальної незайманості. Пов'язаний прикметник castus (жіночий рід casta, середній рід castum), «чистий», міг використовуватись для людей, місцин та об'єктів; прикметник pudicus («незайманий, скромний») більш специфічно описує особу, яка дотримується сексуальної моралі. Богиня Керера опікувалась і ритуальною, і сексуальною castitas, і смолоскип, який несли на її честь у римській весільній процесії асоціювався з чистотою нареченої; Керера також була втіленням материнства.. Богиня Веста була основним божеством давньоримського пантеону, яке асоціювалось з castitas та сама була богинею-дівою; її жриці-весталки були дівами, які дали обітницю целібату.

#### Incestum

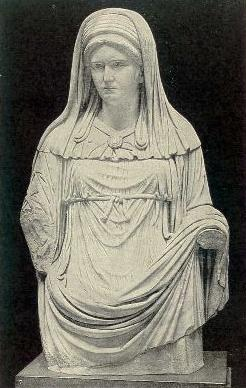
Весталка

Incestum (те, що «не castum») є актом, який порушує релігійну чистоту, ймовірно синонімічним з nefas, релігійно недозволеним. Порушення обітниці целібату весталки було incestum, і юридичні звинувачення висувались проти неї та чоловіка, який зробив її нечистою через сексуальні стосунки, за згодою або силою. Втрата весталкою castitas порушувало угоду Риму з богами (pax deorum), та зазвичай супроводжувалась спостереженням поганих знаків (prodigia). Покарання за incestum за участю весталки часто співпадали з політичними заворушеннями, і деякі звинувачення у incestum видаються політично вмотивованими: Марк Красс був виправданий у звинуваченні incestum з весталкою, яка носила його родове ім'я. Хоча сучасне слово «інцест» походить з латинського, відносини інцесту були лише одним з видів ширшого поняття давньоримського incestum, яке деколи перекладається як «блюзнірство». Коли Клодій Пульхр перевдягнувся в жінку та втрутився у суто жіночі обряди Бона Деа, його звинуватили в incestum.

#### Stuprum
У латинському правовому та моральному дискурсі, stuprum є незаконним сексуальним актом, і може перекладатись як «злочинна розпуста» або «сексуальний злочин». Stuprum охоплює різні сексуальні злочини, включно з incestum, зґвалтуванням («незаконний секс під примусом»), та подружньою зрадою. У ранньому Римі, stuprum позначав в цілому соромну дію, або будь-яке публічне осоромлення, включно, але не обмежуючись, незаконним сексом. На час життя автора комедій Плавта (бл. 254—184 рр. до н. е.) слово вже набуло свого більш обмеженого сексуального значення. Stuprum могло відбутися лише серед громадян; захист від сексуального насильства був серед юридичних прав, які відрізняли римського громадянина від негромадянина.

#### Raptus
У римському праві, raptus або raptio переважно позначало викрадення; міфологічне викрадення сабінянок було формою викрадення нареченої, у якій сексуальне насильство було другорядним питанням. (У англомовній літературі, замість «викрадення» використовується слово «rape», яке має сучасне значення виключно «зґвалтування», але раніше *принаймні до початку 19-го ст.) позначало просто «захопити когось силою».) Викрадення неодруженої дівчини від її батьків у певних обставинах було формою втечі пари без згоди її батька на одруження. Зґвалтування частіше позначалось як stuprum, здійснене силою або примусом (cum vi або per vim). Коли закони щодо насильства були кодифіковані наприкінці періоди Римської республіки, raptus ad stuprum, «викрадення з метою здійснення сексуального злочину», виникло як правове поняття. (Див. нижче «Зґвалтування чоловіків» і «Зґвалтування та закон».)

### Зцілення та магія

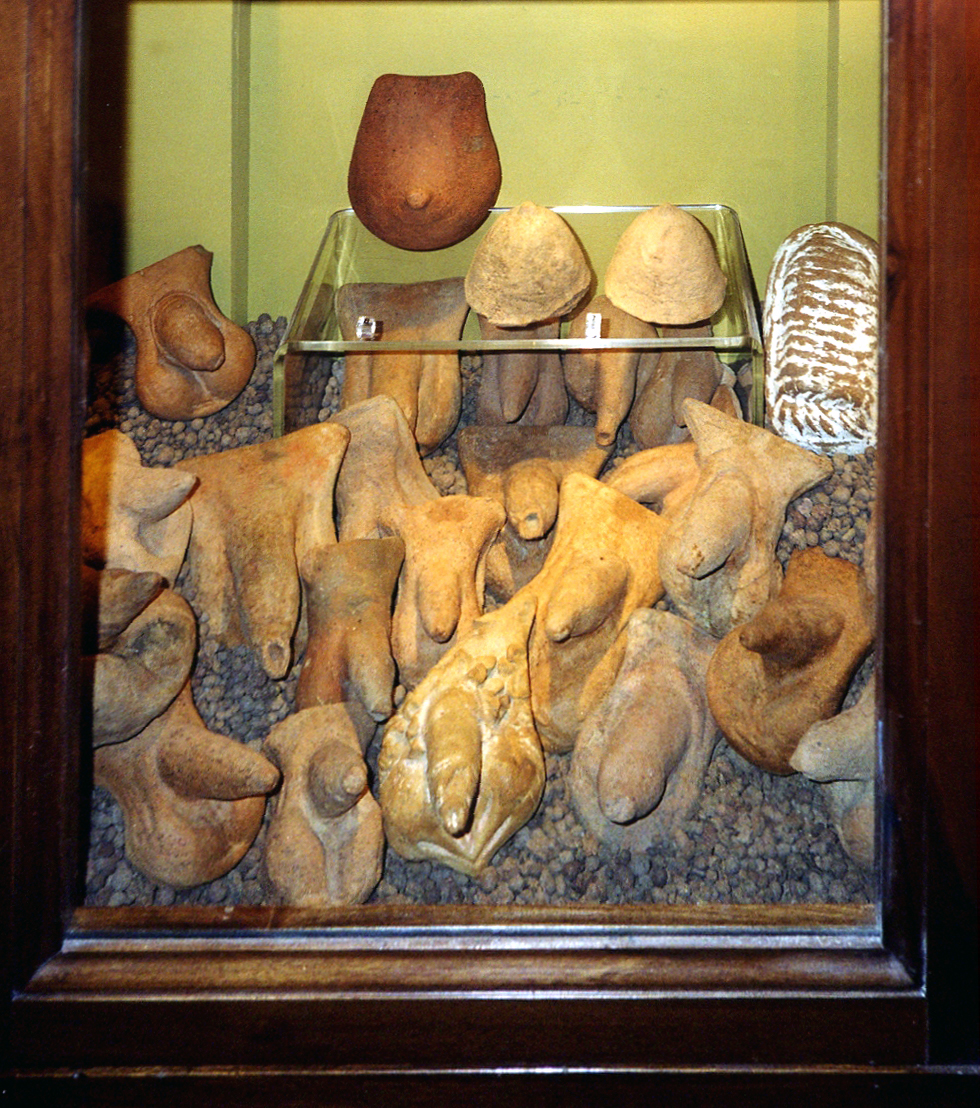
Вотивні предмети з Помпей, які символізують груди, пеніси та матку

Божественної допомоги шукали у приватних релігійних ритуалах у доповнення до медичних процедур для збільшення або блокування плодовитості, або для лікування хвороб репродуктивних органів. Вотивні предмети (вотуми) у формі грудей та пенісів знаходять на місцях зцілювальних святилищ.
Приватний ритуал за певних умов може вважатися «магією», невизначеною категорією в античності. Римський Amatorium (грецький philtron) позначав приворотний предмет або зілля; приворотні заговори (defixiones) мали «виправити» сексуальну прихильність особи. Грецькі магічні папіруси, колекція текстів синкретичної магії, включають багато любовних заклинань, що вказує на «активний ринок еротичної магії у римський період», яким опікувалися вільні жреці, які деколи казали, що їх компетенції походять з єгипетської релігійної традиції. Відьма Канідія, описана Горацієм, виконує заклинання, використовуючи ляльку жіночої статі для домінування над значно меншою за розміром лялькою чоловічої статі.
Афродизіаки, анафродизіаки, контрацептиви та засоби абортативної дії збереглися і в медичних працях, і в магічних текстах; зілля може були складно відрізнити від фармакології. У своєму томі 33 De medicamentis Марцел Емпірик, сучасник Авсонія, зібрав понад 70 засобів для лікування геніталій та станів — при пухирях і ураженнях яєчок і пеніса, неопущених яєчках, еректильній дисфункції, гідроцеле, для «утворення євнуха без операції», забезпечення вірності жінки, а також збільшення або зменшення чоловічого бажання — деякі за яких включають ритуальні процедури:

Якщо у тебе була жінка, і ти не хочеш, щоб будь-який інший чоловік оволодів нею, роби це: відріж хвіст живої зеленої ящірки лівою рукою та відпусти її, доки вона ще жива. Тривай хвіст затиснутим у долоні тої самої руки, доки ящірка не помре і доторкнися цією рукою жінки та її інтимних місць від час сексу з нею.

Є рослина, що зветься nymphaea грецькою, 'палиця Геркулеса' латиною, та baditis галльською. Її корінь, розтертий в пасту та випитий з оцтом протягом 10 послідовних днів, має дивовижний ефект перетворення хлопчика на євнуха.

Якщо вени у мошонці малого хлопця збільшаться, розріжте саджанець черешні посередині до її коріння, але лишіть стояти, так, щоб хлопчика можна було протягнути у цей отвір. Після того, знову з'єднайте саджанець та закрийте розріз навозом та тканиною, так, щоб розрізані частини краще одна з одною торкалися. Швидкість, з якою саджанець зростеться та утвориться шрам визначатиме, як швидко збільшені вени хлопчика повернуться до здорових.

Марцел Емпірик також описує, які рослини можуть бути використані для провокування менструації, або для очищення матки після дітонародження або аборту; ці рослини включають потенційні засобі абортативної дії та могли використовуватись для цих цілей. Інші джерела радять такі засоби як покрити пеніс сумішшю меду та перцю для отримання ерекції, або варити геніталії віслюка у олії та намазати отриманою маззю.

## Теорії сексуальності
Старовинні теорії сексуальності розроблялися освіченою елітою та для неї. Те, наскільки теоретизування щодо сексу насправді впливало на поведінку, є дискусійним, навіть серед тих, хто уважно ставився до філософських та медичних праць, які представляли такі погляди. Цей елітарний дискурс, хоча часто навмисно критичний до загальної чи типової поведінки, в той же час не можна вважати, що виключає цінності, широко поширені в суспільстві.

### Епікурейська сексуальність
Лукрецій, Про природу речей 4.1073–1085
Четверта книга Лукреція Про природу речей дає один з найдовших текстів про людську сексуальність у латинській літературі. Єйтс, описуючи його переклад Драйдена, назвав його «найкращим описом сексуального акту, який колись був написаний.» Лукрецій був сучасником Катулла та Цицерона у середині 1-го ст. до н. е. Його дидактична поема Про природу речей є висловом епікурейської філософії в рамках еннійської традиції латинської поезії. Епікурейство є одночасно матеріалістичним та гедоністичним. Найвищим благом є задоволення, визначене як відсутність фізичного болю та емоційного напруження. Епікуреєць прагне задовольнити свої бажання з найменшими витратами пристрасті та зусиль. Бажання розподілені на ті, які одночасно природні та необхідні, такі як голод та спрага; ті, які природні, але не необхідні, такі як секс; та ті, які не є природними та необхідними, включно з бажанням правити над іншими та прославляти себе. Саме в цьому контексті Лукрецій дає свій аналіз кохання та сексуального бажання, який протиставляється еротичному етосу Катулла та вплинуло на любовних поетів доби Августа.
Лукрецій розглядає чоловіче бажання, жіноче сексуальне задоволення, спадковість та безпліддя як аспекти сексуальної фізіології. З точки зору епікурейців, сексуальність виникає з безособових фізичних причин без божественного чи надприродного впливу. З настанням фізичної дорослості починається генерація сперми, а полюції виникають по мірі розвитку сексуального інстинкту. Чуттєве сприйняття, зокрема погляд на красиве тіло, провокує рух сперми в геніталії та до об'єкта бажання. Напруження геніталій створює потяг до еякуляції в поєднанні з передчуттям задоволення. Реакція організму на фізичну привабливість є автоматичною, і ні характер бажаної людини, ні власний вибір не є фактором. У поєднанні наукової відстороненості та іронічного гумору Лукрецій сприймає статевий потяг людини як «muta cupido», «німе бажання», порівнюючи фізіологічну відповідь еякуляції з кров'ю, що тече з рани. Кохання (amor) є лише витонченою культурною постановкою, яка затьмарює стан залози; любов заплямовує сексуальне задоволення так само, як життя заплямоване страхом смерті. Лукрецій писав переважно для чоловіків, і припускав, що кохання є чоловічою пристрастю, направленою або на хлопчиків, або на жінок. Чоловіче бажання розглядається як патологічне, фрустраційне та насильницьке.
Лукрецій таким чином висловлює Епікурейську амбівалентність до сексуальності, яка загрожує душевному спокою хвилюванням, якщо бажання стає формою неволі та муки, але його погляд на жіночу сексуальність є менш негативним. Хоча чоловіків неприродні сподівання спонукають займатися однобічним і відчайдушним сексом, жінки реалізують чисто тваринний інстинкт до прихильності, що призводить до взаємного задоволення. Порівняння з тваринами-самками у течці, було використано з метою образи, хоча у праці є кілька випадків звичайної мізогінії, але вказується на те, що бажання є природним і не повинно сприйматися як тортури.
Проаналізувавши статевий акт, Лукрецій далі розмірковує над заплідненням та тим, що у сучасних термінах мало б назву генетики. І чоловік, і жінка, за його словами, утворюють генітальні рідини, які змішуються в успішному заплідненні. Риси дитини формуються відносними пропорціями «насіння» матері та батька. Дитина, яка більше нагадує матір, народиться, якщо жіноча рідина переважає над чоловічою, і навпаки; коли жодна не домінує, дитина матиме порівну риси батька та матері. Безпліддя виникало, коли два партнери не могли утворити належну суміш їх рідин після кількох спроб; пояснення безпліддя є фізіологічне та раціональне, та не залучає богів. Передача генітального «насіння» (semina) узгоджується з епікурейською фізикою та темою роботи взагалі: невидиме «насіння речей» (semina rerum) постійно розчиняється та рекомбінується у потоках всесвіту. В основі опису Лукрецієм того, як речовина утворюється з атомів, лежить словник біологічного розмноження.
Метою Лукреція було виправити невігластво та надати знання, необхідні для раціонального управління власним сексуальним життям. Він розрізняє між задоволенням та заплідненням як метою сексу; обидві прийнятні, але вимагають різних підходів. Він рекомендує випадковий секс як спосіб звільнення від сексуального напруження, без одержимості жодним об'єктом бажання; як сурогат має бути використана «вулична Венера» — звичайна повія. Секс без пристрасної прихильності створює чудову форму задоволення, вільну від невпевненості, шаленості та психічних порушень. Лукрецій називає цю форму сексуального задоволення venus, на противагу amor, пристрастному коханню. Найкращим сексом є секс щасливих тварин або богів. Лукрецій поєднує епікурейську настороженість до сексу як загрози спокою душі з римською культурною цінністю, що ставиться до сексуальності як аспекту шлюбу та сімейного життя, що висловлюється як епікурейський чоловік у спокійному та дружньому шлюбі з доброю, але звичайною жінкою, адже краса є тривожним спонуканням до надмірного бажання. Лукрецій виступає проти римської схильності відверто демонструвати секс, як в еротичному мистецтві, і відкидає агресивну, «пріапічну» модель сексуальності, яка спонукається зоровим стимулом.

### Сексуальна мораль стоїків
У ранньому стоїцизмі серед греків, секс вважався благом, якщо він був між людьми, що дотримувались принципів поваги та приязності; у ідеальному суспільстві, сексом слід було насолоджуватись вільно, без ланцюгів шлюбу, який ставився до партнера як власності. Деякі грецькі стоїки надавали перевагу одностатевим відносинам між чоловіком та молодшим партнером-чоловіком (дивись «Педерастія у Стародавній Греції»). Однак, стоїки доби Римської імперії відійшли від погляду на людей як «суспільно сексуальних тварин» та наголошували на сексі в шлюбі, який як інститут допомагав підтримувати соціальний порядок. Хоча вони не довіряли сильним пристрастям, включно з сексуальним бажанням, сексуальна активність була необхідною для розмноження.
Давньоримські стоїки, такі як Сенека Молодший та Музоній, що обидва творили бл. 100 років після Лукреція, наголошували на «єднання статей» на противагу протиставленню статей. Хоча Музоній переважно вважається стоїком, його філософія також залучає платонізм та піфагореїзм. Він відкинув традицію арістотелізму, яка представляла статевий диморфізм як вираз справжнього стосунку тих, хто править, (чоловіки) та тих, ким правлять (жінки), та відрізняла між чоловіками жінкам як біологічно недосконалими. За Музонієм, диморфізм існує просто для створення відмінності, а відмінність в свою чергу створює бажання до взаємодоповнюючих відносин, тобто пари, яка утворить зв'язок на все життя для один одного та їх дітей. Давньоримський ідеал шлюбу був партнерством компаньйонів, які спільно працюють над народженням та вирощуванням дітей, займаються щоденними заняттями, ведуть варте поваги життя та мають прихильність один до одного; Музоній використав цей ідеал для просування погляду стоїків на те, що здатність до чесноти та володіння собою не залежить від статі.

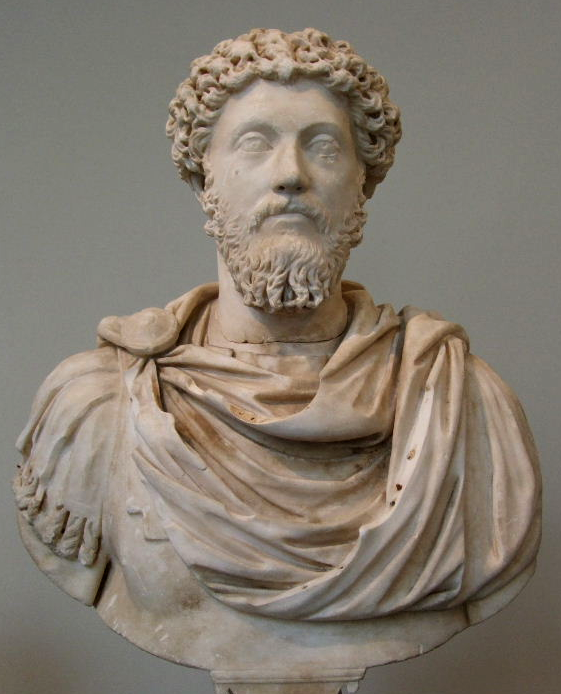
Марк Аврелій писав, що секс є «фрикцією шматка нутра і, після свого роду судом, викидання якогось слизу»

І Музоній, і Сенека критикували подвійні стандарти, культурні та правові, які давали римським чоловікам більшу сексуальну свободу, ніж жінкам. Музоній доводив, що чоловікам суспільство прощає використання повій та рабів для задоволення своїх сексуальних потреб, і жінці таку поведінку не схвалюють; тому, якщо чоловіки думають мати владу над жінками, оскільки вони вважають, що вони мають більший самоконтроль, вони повинні мати здатність керувати своїм сексуальним потягом. Аргумент, відповідно, те в тому, що сексуальна свобода є людським благом, а в тому, що і жінки, і чоловіки повинні практикувати сексуальну стриманість. Чоловік, що ходить до повії, шкодить собі відсутністю самодисципліни; причина не в неповазі до його дружини та її очікувань подружньої вірності. Аналогічно, чоловік не повинен бути настільки само-поблажливим, щоб сексуально експлуатувати жінку-рабиню; однак її право не були використаною не є мотивом його стриманості. Музоній вважав, що навіть в шлюбі, секс має були виразом прихильності та для розмноження, а не для «чистого задоволення».
Музоній не схвалював одностатевих відносин, оскільки у них не могло були мети розмноження. Сенека та Епіктет також вважали, що розмноження надавало перевагу парі чоловік-жінка в рамках шлюбу, і Сенека сильно не схвалював подружню зраду, і особливо якщо зраджувала жінка.
Хоча Сенека переважно відомий як філософ-стоїк, у своїх поглядах на сексуальну стриманість він засновується на неопіфагореїзмі. Неопіфагорейці характеризували сексуальність поза шлюбом як невпорядковані та небажані; целібат не був ідеалом, але цнотливість всередині шлюбу була. Для Сенеки сексуальний потяг до задоволення (libido) — це «руйнівна сила (exitium), підступно закріплена в нутрі»; нерегульований, він стає cupiditas, похіттю. Єдиним виправданням для сексу є розмноження в рамках шлюбу. Хоча інші стоїки бачили потенціал у красі як етичному стимулі, способі привабити та розвинути прихильність та дружбу у сексуальних стосунках, Сенека не вірить у любов фізичної краси як причину руйнації аж до безумства. Чоловік не повинен мати іншого сексуального партнера ніж власна дружина, а мудрець (sapiens, давньогрецька sophos) кохатиметься з дружиною, застосовуючи розумне судження (iudicium), а не емоції (affectus). Це набагато суворіший погляд, ніж погляд інших стоїків, які виступають за секс як засіб сприяння взаємній прихильності в шлюбі.

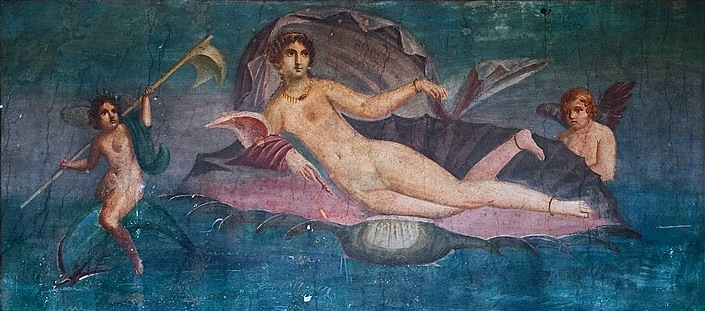
Венера виходить з моря, фреска з Помпей

Філософський погляд на тіло як на труп, який тягає за собою душа, мало наслідком відразу до сексуальності: імператор та філософ-стоїк Марк Аврелій писав, «а щодо статевого акту, то він є фрикцією шматка нутра і, після свого роду судом, викидання якогось слизу». Сенека сильно обурюється збоченістю рабовласника Гостія Квадра, який оточив себе еквівалентом кривих дзеркал, щоб мати змогу дивитись на сексуальні оргії з викривлених кутів, а пеніси виглядали більшими.
Сексуальна суворість зробила римських стоїків вразливими до звинувачень у лицемірстві: Ювенал висміює тих, які зовні мають грубий та мужній фасад стоїків, а у приватному житті активні у сексі. Часом жартували, що стоїки не тільки були схильні до педерастії, але вони вподобували молодиків з бородами, на відміну від римських сексуальних звичаїв. Марціал неодноразово натякає на тих, хто ззовні висглядають стоїками, але за закритими дверима насолоджуються пасивною гомосексуальною роллю.
Сексуальна етика стоїків була заснована на їх фізиці та космології. Письменник 5-го ст.н. е. Макробій зберіг інтерпретацію стоїками міфу про народження Венери в результаті кастрації божества Небо (латинський бог Целус). Як зазначає Макробій, міф може розумітись як алегорія доктрини про насінневі причини. Елементи походять від «насіння» (semina), яке породжується небесами; «любов» поєднує елементи у акті творення, як сексуальне єднання чоловіка та жінки. Цицерон припускає, що алегорія стоїків про відрізання репродуктивних органів позначає, «…що найвищий небесний ефір, той насіннєвий вогонь, який породжує все, не вимагав еквівалента геніталій людини, щоб продовжувати свою генеративну роботу».

## Чоловіча сексуальність

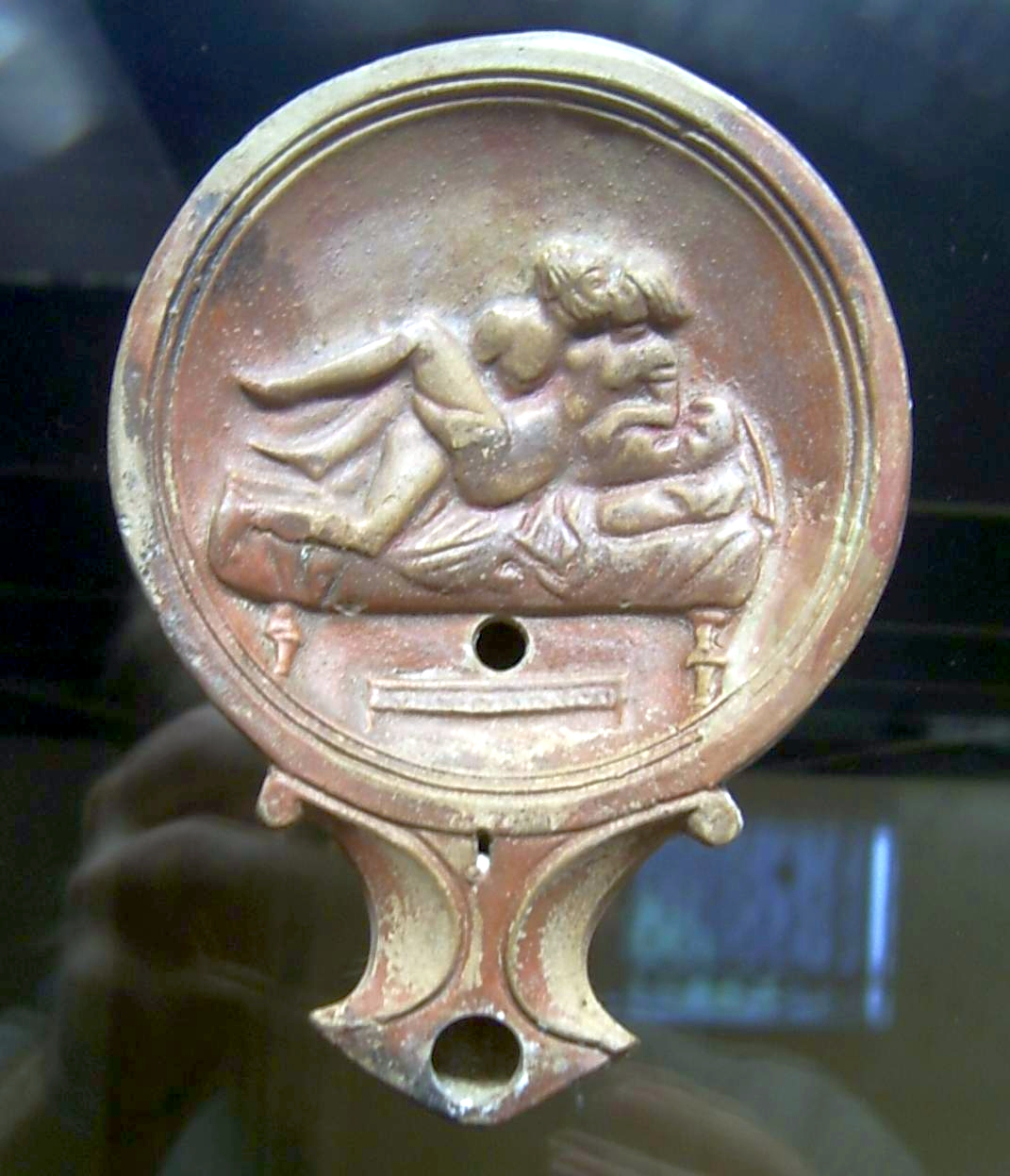
Пара чоловік-жінка на каганці (Римсько-германський музей)

В часи Римської республіку, політична свобода (libertas) римського громадянина частково визначалась правом на захист свого тіла від фізичного примусу, що включало як тілесні покарання, так і сексуальне насильство. Чеснота virtus (умовно «відвага») позначала те, що робило чоловіка найбільше чоловіком (vir), буде серед активних чеснот. Римські ідеали маскулінності таким чином засновуватись на активній ролі, що як зазначав Вільямс, також було «первинною директивою маскулінної сексуальної поведінки римлян.» Поштовх до дії у цій чесноті найвиразнішо проявлявся в ідеалі домінування, який відзеркалював ієрархію римського патріархального суспільства. «Завойовницька ментальність» була частиною «культу мужності», який особливим чином сформував давньоримські гомосексуальні практики. Наприкінці 20-го -початку 21 сторіччя, наголос на домінуванні змусив науковців розглядати давньоримську чоловічу сексуальність у термінах бінарної моделі «проникнення-прийняття»; тобто, що прийнятним видом отримання сексуального задоволення для римського чоловіка було вставити свій пеніс у свого партнера. Дозволити собі бути у пасивній ролі приймаючого загрожувало як свободі чоловіка як вільного громадянина, так і його сексуальній цілісності.
Було очікувано і соціально прийнятно для вільного римського чоловіка бажати сексу і з жінками, і з чоловіками, допоки він був у домінуючій ролі. Прийнятними об'єктами бажання були жінки будь-якого соціального або правового статусу, чоловіки-повії або чоловіки-раби, але сексуальна поведінка за межами шлюбу мала обмежуватись рабами та повіями, та рідше конкубіною або «утриманкою». Недостатній самоконтроль, включно з управлінням власним сексуальним життям, вказував, що чоловік не здатний управляти іншими; прагнення до «низького чуттєвого задоволення» загрожувало розмити ідентичність чоловіка з еліт як культурної персони. Гай Гракх пишався тим, що під час свого перебування на посаді губернатора римської провінції він не тримав хлопчиків-рабів, обраних за їх красу, не приймав жінок-повій у своєму будинку та не зазіхав на хлопчиків-рабів інших чоловіків.
В добу Римської імперії, занепокоєння з приводу втрати політичної свободи та підпорядкування громадянина імператору виражалося думкою про зростання пасивної гомосексуальної поведінки серед вільних чоловіків, що супроводжувалося задокументованим збільшенням страти і тілесних покарань громадян. Втрата ідеалів Республіки щодо фізичної цілісності стосовно libertas сприяла та відображена у сексуальній вседозволеності, яку асоціюють з Римською імперією.

### Чоловіча оголеність

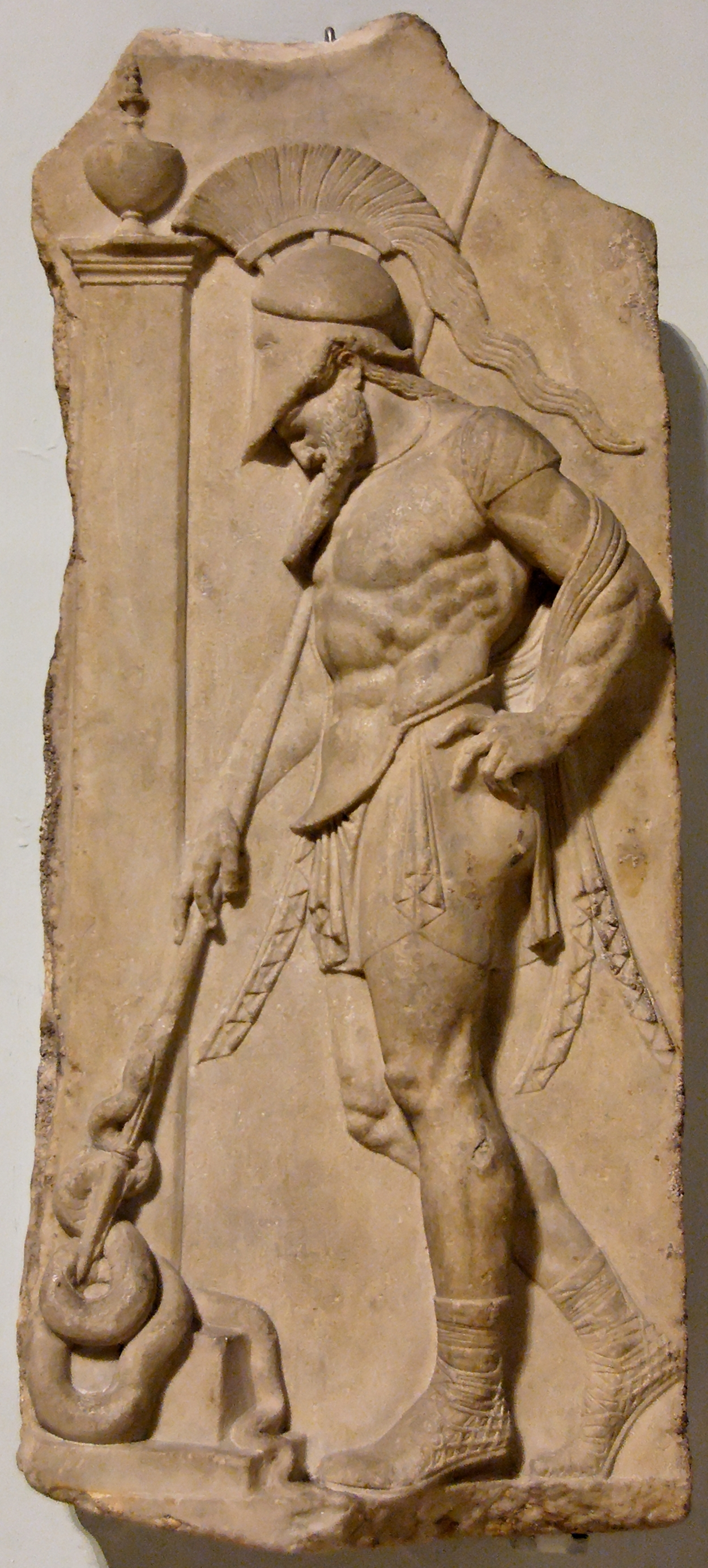
Римська неоаттична стела, яка зображує воїна у анатомічній кірасі, що ідеалізує чоловіче тіло без оголеності (1-ше ст. до н. е.)

Поет Квінт Енній (бл. 239—169 до н. е.) заявляв, що «демонстрація оголеного тіла серед громадян є початком публічного осоромлення (flagitium)»; з ним погоджувався і Цицерон, який поєднував самостійне приховування тіла з громадянством. Римське ставлення до наготи відрізнялося від греків, чий ідеал мужності виражався оголеним чоловічим тілом у мистецтві та таких місцях реального життя, як спортивні змагання. Тога, навпаки, вирізняла тіло сексуально привілейованого римського чоловіка. Навіть коли вони роздягались для вправ, римські чоловіки прикривали геніталії та сідниці, у спільній традиції італіків з етрусками, чиє мистецтво переважно показує чоловіків у пов'язці на стегнах, схожому на спідницю вбранні або найранішій формі атлетичних «шортів». Вважається, що римляни, які змагалися у Олімпійських іграх були оголеними за грецькою традицією, але атлетична оголеність у Римі датується по різному, ймовірно з поширення ігор у грецькому стилі у 2 ст. до н. е., але ймовірно не регулярно аж до часів Нерона бл. 60 р.н. е.
Публічна нагота може бути образливою або неприємною навіть у традиційних обставинах; Цицерон критикував Марка Антонія за те, що він з'явився майже оголеним як учасник Луперкалій, навіть якщо це було вимагалось ритуалами. Нагота була однією з тем цього релігійного фестивалю, яка найбільше захопила увагу Овідія у його поемі Фасті про календар римлян. Октавіан Август, в межах своєї програми відновлення релігійності, намагався реформувати Луперкалії, частково шляхом придушення використання оголеності, незважаючи на аспект родючості.
Негативні конотації наготи включають поразку у війні, оскільки полонених роздягають, і рабство, оскільки рабів на продаж часто виставляли голими. Таким чином, несхвалення наготи було менш справою спроби придушити невідповідне сексуальне бажання, ніж справою гідності та позначання тіла громадянина.
Однак вплив давньогрецького мистецтва призвів до зображень «героїчної» наготи давньоримських чоловіків та богів; ця практика розпочалася у 2-му ст. до н. е. Коли статуї оголених римських генералів вперше почали встановлювати у манері елліністичних царів, вони шокували не лише тому, що зображували оголену чоловічу фігуру, а і тому, що пропагували концепцію царської влади та божественності, які суперечили республіканським ідеалам громадянства, які втілювала тога. Бога Марса зображували як дорослого, бородатого чоловіка у вбранні римського генерала, коли його сприймали як батька римського народу, а зображення Марса як безбородого оголеного юнака вказують на вплив грецького Ареса. У мистецтві доби Августа, програмне впровадження елліністичного та нео-аттичного стилю призвели до більш складного символізму чоловічого тіла, яке показували оголеним, напівоголеним або у анатомічній кірасі.
Одним винятком дозволеної публічної оголеності були терми, хоча ставлення до оголеного купання змінювались з часом. У 2-му ст. до н. е. Катон Старший надавав перевагу не купатися оголеним у присутності свого сина, а Плутарх натякає, що для римлян у ті раніші часи вважалось соромним старшим чоловікам оголювати тіла у присутності молодих чоловіків. Однак пізніше, чоловіки та жінки навіть могли купатися разом.

### Фалічна сексуальність

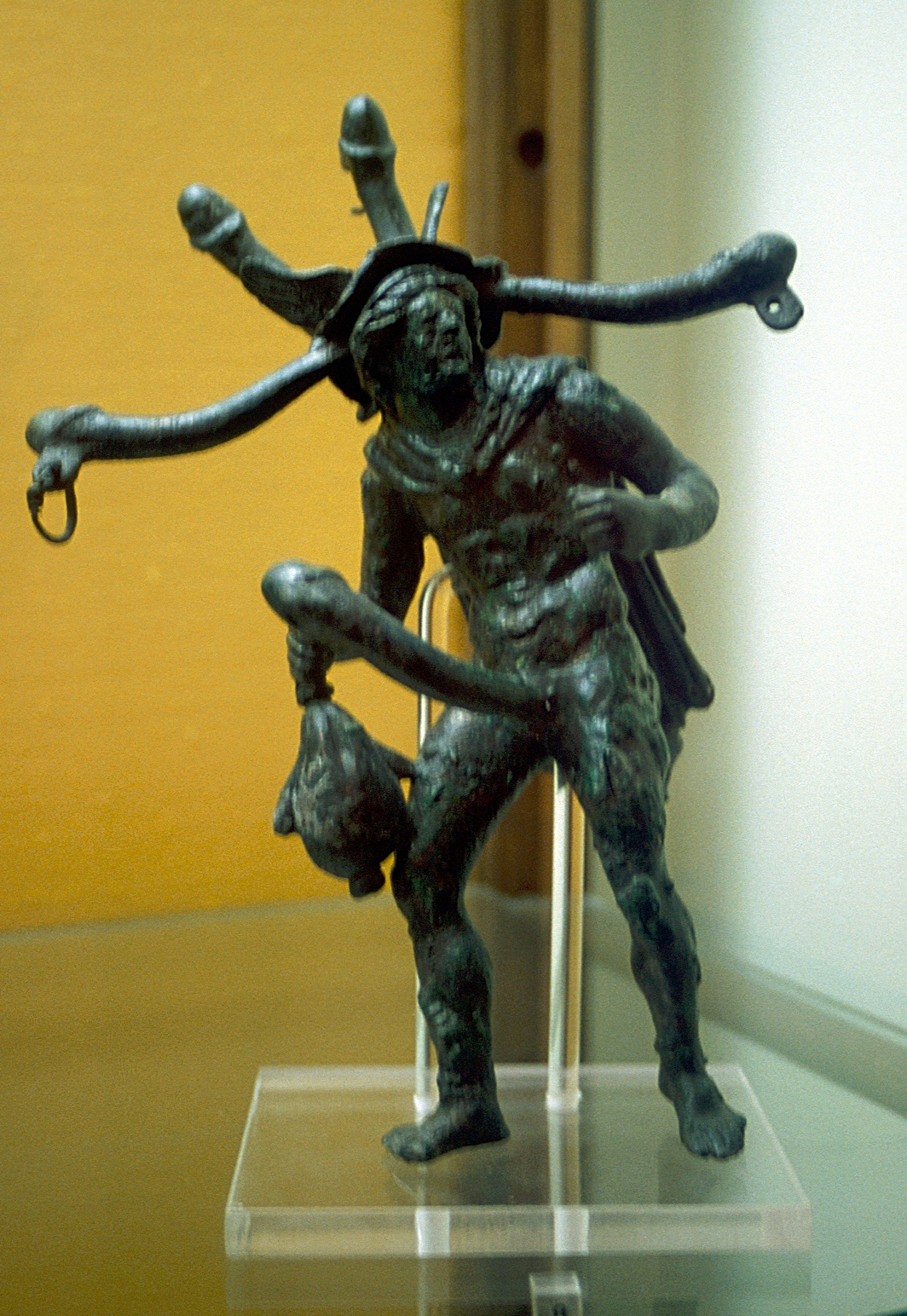
Поліфалічний бронзовий тинтиннабулум; кінець кожного фаллоса мав кільце для підвішування дзвіночка

Римська сексуальність, як вона наведена у латинській літературі, описується як фалоцентрична. Вважалось, що фалос має силу захистити від лихого ока та інших злих надприродних сил. Він використовувався як амулет, що має назву фасцинус (fascinum), багато прикладів якого збереглися, особливо у формі тинтиннабулумів. Деякі вчені навіть інтерпретували план Форуму Августа як фалічний, «з його двома напівкруглими галереями чи екседрами як яєчками та його довгий витягнутий передній двір як пеніс».
Непропорційно великі фалоси у римському мистецтві асоціюються з богом Пріапом, через інших. Вони створювались для провокування сміху, гротеску або для магічних цілей. За походженням з грецького міста Лампсак, Пріап був богом плодовитості, і його статую розташовували у садах для відлякування грабіжників. Збірка поезії Пріапея присвячена фалічній сексуальності, включно з віршами, які промовляються від імені Пріапа. Наприклад, в одному Пріап погрожує будь-якому потенційному крадію анальним зґвалтуванням. Гнів Пріапа міг спричиняти імпотенцію або стан постійного збудження без можливості задоволення: одне з проклять Пріапа крадію було, що йому буде недостатньо жінок чи юнаків для позбавлення ерекції і він лусне.
Відомо про принаймні 120 записаних латинських термінів та метафор для пеніса, серед яких найбільша категорія трактує цей чоловічий орган як інструмент агресії, зброю. Ця метафорична тенденція підкреслюються реальними свинцевими кулями для пращі, на яких деколи вишкрябували малюнок пеніса або слоганами, які прирівнюють ціль до сексуального завоювання — наприклад «Я шукаю сфінктер Октавіана.» Найпоширеніша ненормативна назва для пеніса була mentula, яку Марціал використовував замість ввічливих термінів — його перевага використанню цього слова засновувалась на тому, що це перевірене часом латинське слово з доби Нуми. Цицерон не використовує це слово навіть при розмірковування над природою ненормативної лексики у листі до свого друга Аттіка; Катулл відомо використовує його як псевдонім для безславного Мамурри, друга Юлія Цезаря. Mentula часто можна побачити на графіті та у Пріапеї,, але хоча це слово було ненормативним, воно само по собі не було образливим чи лайкою. Натомість Verpa було «емоційним і дуже образливим словом» для пеніса, у якого крайня плоть зібралась біля основи, в результаті ерекції, надмірної сексуальної активності чи обрізання. Поширеною метафорою є Virga та інші слова зі значенням «гілка, стрижень, кіл, балка», а також vomer, «плуг».

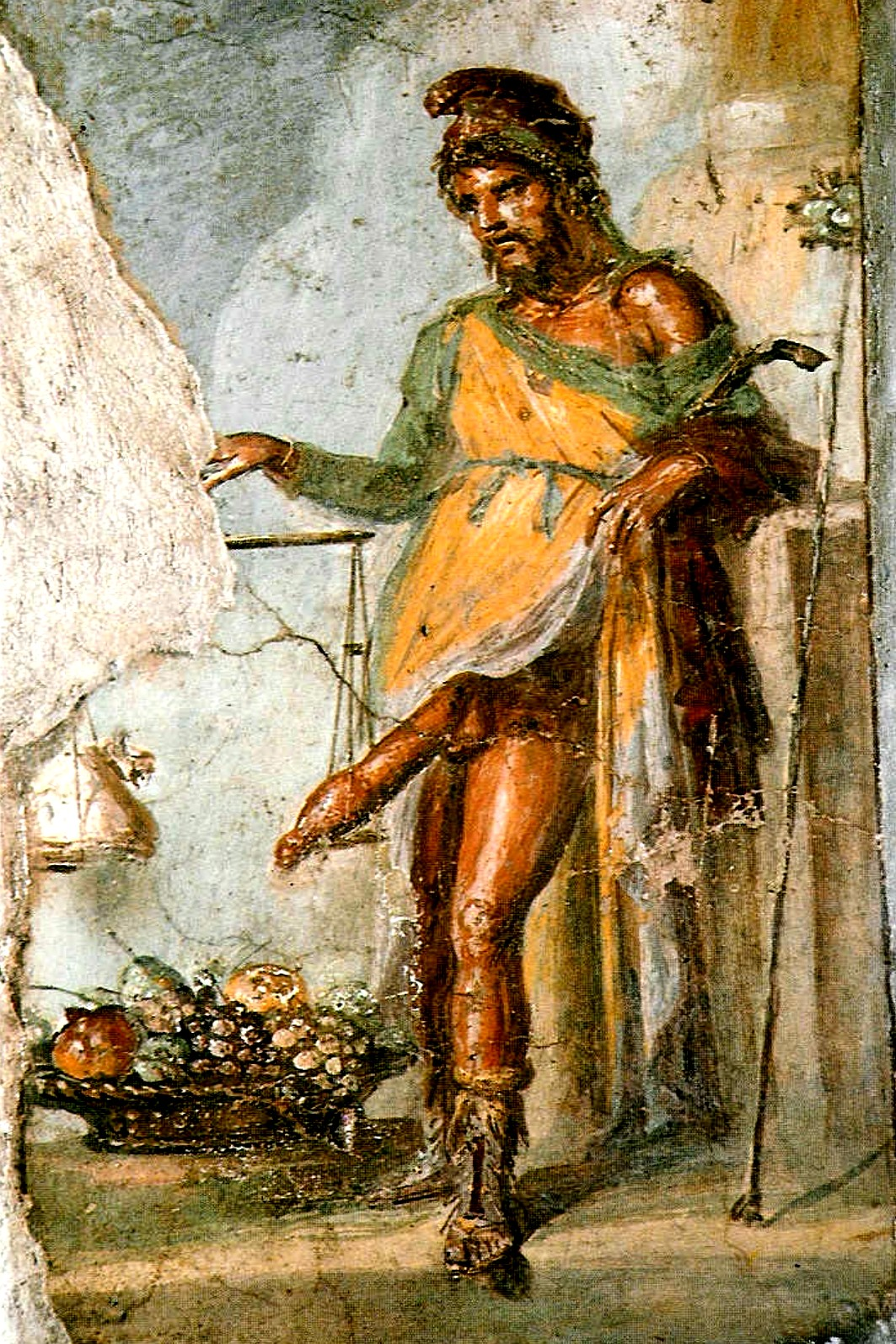
Пріап, що вбраний у фригійський ковпак та зважує свій фалос на вагах (будинок Ветті (Помпеї))

Пеніс могли також називати «веною» (vena), «хвостом» (penis або cauda), чи «жилою» (nervus). Власне слово «пеніс» походить від penis, що початково означало «хвіст», але вже у класичній латині регулярно використовувалось як «ризикова розмовна назва» для чоловічого органу. Пізніше penis став стандартною назвою органу у ввічливій латинській мові, наприклад, використаний схоластами до Ювенала та Арнобія Афра, але не ввійшло у використання романськими мовами. Медичні автори цей термін не використовували, крім Марцела Емпірика. У середньовічній латині, мода на наукові непристойності призвела до сприйняття дактиля, метричної одиниці поезії, яка зображується як — ‿ ‿, як зображення пеніса, з довгим складом (longum) як стовбуром та двома короткими (breves) — як яєчками.
Видимий зв'язок між латинськими словами testes, «яєчка», та testis, множина testes, «свідок» може мати коріння у архаїчному ритуалі. У деяких стародавніх культурах Середземномор'я була практика зобов'язуваних клятв над чоловічими геніталіями, символізуючи, що «Неправдиве свідчення приносить прокляття не тільки собі, але і родині, і майбутнім нащадкам». У латинських авторів часто зустрічаються жарти та каламбури щодо двох значень testis: Обсценне слово для «яєчко» було coleus.

#### Кастрація та обрізання
Для давніх римлян та греків кастрація та обрізання були пов'язані з варварськими каліцтвами чоловічих геніталій. Коли культ Кібели був завезений до Риму наприкінці ІІІ ст. до н. е., його традиції євнухства були обмежені жерцями-іноземцями (Galli), а римські громадяни утворювали суспільні групи (sodalitas), які дотримувались власних традицій. Припускається, що однією з причин включення апостолом Павлом до Послання до Галатів заклику не здійснювати обрізання  є те, що практику обрізання того часу слід розуміти не лише в контексті її поширення серед євреїв, але і в контексті ритуальної кастрації (оскоплення), асоційованої з культом Кібели, центром якого була Галатея. Серед євреїв, обрізання було маркером Авраамського завіту; єврейська діаспора у Давньому Римі обрізала своїх хлопчиків-немовлят, а також рабів-чоловіків та дорослих навернених у віру. Хоча греко-римські автори вважали обрізання ідентифікатором євреїв, вони були переконані, що практика виникла у Єгипті, та повідомляли, що ця практика відома серед арабів, сирійців, фінікійців, колхидців та ефіопів. Філософ Саллюстій асоціює обрізання з дивними родинно-сексуальними традиціями масагетів, які «їдять своїх батьків» та персів, які «зберігають свій шляхетних рід заплідненням їх матерів».
У часи Римської республіки Lex Cornelia забороняло різні види каліцтва, включно з кастрацією. Незважаючи на ці заборони, деякі римляни тримали вродливих рабів-чоловіків як deliciae чи delicati («іграшки, задоволення»), яких деколи кастрували, намагаючись зберегти андрогінний вигляд їхньої молодості. Імператор Нерон кастрував свого вільновідпущеника Споруса й одружився з ним у публічній церемонії.
До кінця І ст. н. е. заборона кастрації була запроваджена імператорами Доміціаном і Нервою з огляду на зростання торгівлі рабами-євнухами. У період між 128 і 132 рр. н. е. Адріан, здається, тимчасово заборонив обрізання під страхом смерті. Антонін Пій виключив євреїв з дії заборони, а також єгипетських жерців, а Ориген пише, що у його часи лише євреям дозволялося практикувати обрізання. Закони Константина, першого імператора-християнина, звільняли всіх рабів, яким зробили обрізання; у 339 р.н. е. за обрізання рабів передбачалось покарання смертю.
Медична процедура відома як епіспазм, яка складалась з хірургічних та нехірургічних методів, існувала в Давньому Римі та Давній Греції для відновлення крайньої плоті та прикриття голівки «заради пристойності». Обидві були детально описані грецьким медиком Цельсом у його енциклопедичній праці De Medicina, написаній за правління Тиберія (14-37 рр.н. е.). Хірургічний метод включав вивільнення шкіри на пенісі розрізанням та натягування її вперед на голівку; він також описав простішу хірургічну техніку, яка використовувалась для чоловіків, у яких крайня плоть була природним чином недостатня, для покриття голівки. Другий підхід був нехірургічним: спеціальний пристрій (з бронзи, міді або шкіри) прикріплювався до пеніса і тягнув його шкіру вниз; з часом утворювалась нова крайня плоть або витягувалась коротка шляхом розростання тканини. Марціал також згадує такий пристрій у Epigrammaton (книга 7:35). Еллінізовані або романізовані євреї вдавались до епіспазму, щоб краще інтегруватись до греко-римського суспільства, менше вирізнятись у термах чи при атлетичних заняттях; деякі з них пізніше проходили повторне обрізання.

### Регулювання еякуляції
Вважалось, що занадто часта еякуляція робить чоловіків слабкими. Давньогрецькі медичні теорії, засновані на стихіях та гуморах (рідинах), рекомендували обмеження вироблення сперми шляхом охолоджуючої, підсушуючої та в'яжучої терапії, зокрема холодні ванни та уникнення їжі, яка сприяє метеоризму. У ІІ ст. н. е. лікар Клавдій Гален пояснював, що сперма є сумішшю крові (яка вважалась гумором) та пневми («життєдайної стихії повітря», яка була необхідною для функціонування органів), що утворювалась всередині скручених артерій яєчок чоловіка, де гумор отримував білий колір під дією тепла при потраплянні до яєчок. У своєму трактаті Про сперму, Гален застерігає, що надмірна сексуальна активність має наслідком втрату пневми, а отже життєвої сили:

Зовсім не дивно, що ті, хто менш поміркований у статевому плані, виявляються слабшими, оскільки все тіло втрачає найчистішу частину обох речовин, і крім настання задоволення, яке саме по собі досить, щоб втратити життєвий тонус, до цього часу деякі люди померли від надмірного задоволення.

Вважалося, що неконтрольоване витрачання пневми у спермі може призводити до втрати фізичної бадьорості, гостроти розуму, мужності та сильного чоловічого голосу, скаргу на що можна побачити в Пріапеї. Була поширеною думка, що сексуальна активність особливо сильно впливає на голос: співаків та акторів могли infibulated для збереження їх голосів. Квінтиліан радить ораторам, які хотіли розробити глибокий чоловічий голос для судів, утриматись від сексуальних стосунків. Цього погляду дотримувався друг Катулла Кальв, поет-неотерик та оратор 1 ст. до н. е., який спав зі свинцевими пластинами над нирками для контролю над полюціями. Пліній писав:

Коли свинцеві пластини примотують до ділянок чересел та нирок, завдяки їх досить охолоджуючій природі, їх використовують для стримання нападів статевого потягу та сексуальних сновидінь уві сні, що спричиняють спонтанні еякуляції аж до перетворення на своєрідну хворобу. Повідомляється, що за допомогою цих пластин оратор Кальв стримався і зберіг сили свого тіла для своїх трудів.

Свинцеві пластини, медичні банки, та видалення волосся лікарі рекомендували для лікування трьох сексуальних розладів, які вважались пов'язаними з полюціями: сатиріазису; пріапізму (хронічної ерекції без бажання до сексу); і мимовільного виділення сперми (seminis lapsus або seminis effusio).

### Еффемінація та трансвестизм

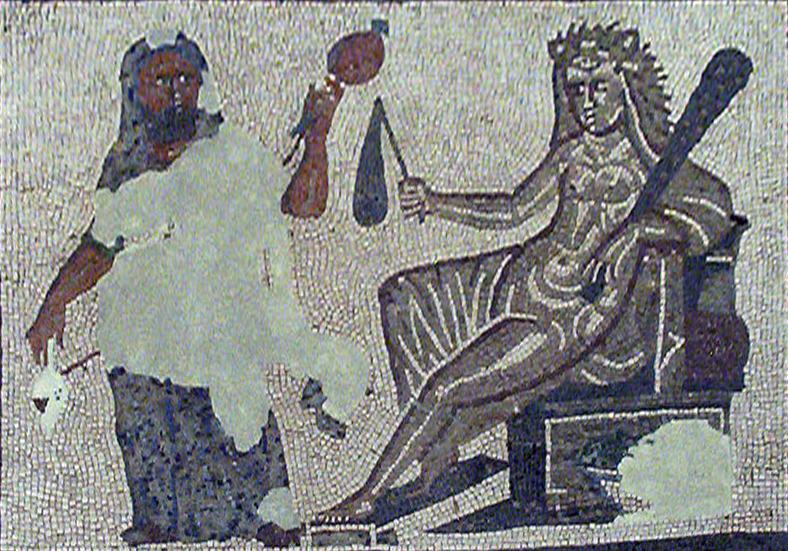
Hercules and Omphale cross-dressed (mosaic from Roman Spain, 3-те ст.н. е.)

Еффемінація була улюбленим звинуваченням у давньоримській політичній інвективі, і в першу чергу була направлена на популярів, політиків фракції, які презентувати себе як захисників простого люду (їх деколи називають римською «демократичною» партією у контрасті з оптиматами, консервативною елітою знаті. В останні роки Римської республіки, популяристи Юлій Цезар, (Марк Антоній) та Клодій Пульхр, а також змовники Каталіни, всі засуджувались як зніжені, «жіночі», надмірно доглянуті та доброго вигляду чоловіки, які можуть бути у пасивній ролі в сексі з іншими чоловіками; одночасно, їх звинувачували у тому, що вони «бабники» або мають надмірну сексуальну привабливість.
Ймовірно найвідоміший випадок кросдресингу у Стародавньому Римі відбувся 62 р. до н. е., коли Клодій Пульхр втрутився у щорічні обряди Бона Деа, на яких дозволялось бути присутнім виключно жінкам. Ці обряди проводились у будинку головного магістрата, того року це був Юлій Цезар, чий час як претора закінчувався і він лише нещодавно був обраний як Pontifex Maximus. Для отримання доступу Клодій перебрався у жінку-музиканта, як описано у Цицерона, який засудив його за святотатство (incestum):

Заберіть його шафранове плаття, його тіару, його жіноче взуття та пурпурні підв'язки, його бюстгальтер, його грецьку арфу, приберіть його безсоромну поведінку та сексуальний злочин, і раптово Клодій виявляється демократом.

Дії Клодія, який тоді був щойно обраним квестором та якому ймовірно мало невдовзі виповнитись 30 років, часто вважаються останнім юнацьким пранком. Виключно жіноча природа цих нічних обрядів викликала багато похітливих спекуляцій з боку чоловіків; вони їх уявляли як п'яні лесбійські оргії, за якими може бути цікаво спостерігати. Вважається, що наміром Клодія було спокусити жінку Цезаря, але його низький чоловічий голос виказав його до того як він отримав шанс на це. Але скандал змусив Цезаря до негайного розлучення у намаганні обмежити втрати для його власної репутації, і це вважається витоком відомого вислову, що «жінка Цезаря маж бути вище підозр». Цей інцидент вважається яскравим прикладом безладу останніх років Римської республіки.
Додатково до політичної інвективи, крос-дресінг відомий у римській літературі та мистецтві як міфологічний троп (як наприклад в історії, коли Геркулес та Омфала обмінюються ролями та вбранням), як релігійна інвеститура, та зрідка або непевно як фетишизм трансвестизму. Розділ у Збірці Ульпіана категоризує давньоримське вбрання за тим, хто міг його належним чином носити; чоловік, який вбирався у жіночий одяг, за коментарем Ульпіана, ризикував стати об'єктом зневаги. Фрагмент твору драматурга Луція Акція (170–86 рр. до н. е.) може стосуватись батька, який таємно носив «файне вбрання діви». Випадок трансвестизму відомий з судової справи, в якій «певний сенатор, який постійно вбирав жіноче вечірнє вбрання», заповідав цей одяг у своєму заповіті. У вправі «навчального суду», описаній Сенекою Старшим, юнак (adulescens) піддається груповому зґвалтуванню, коли він вбраний на публіці у жіночий одяг, але пояснюється, що він так вбрався на підбурення друзями, а не як вибір, заснований на гендерній ідентичності або прагненні еротичного задоволення.
Гендерна неоднозначність була характеристикою жерців богині Кібели (відомих як галли), чиє ритуальне вбрання елементи жіночого одягу. Їх деколи вважають трансгендерним жрецтвом, оскільки жерців піддавали кастрації в імітації Аттіса. Складності гендерної ідентичності у культі Кібели та міфу про Аттіса описані Катуллом у одному з його найдовших віршів, Кармен 63.

### Секс між чоловіками
Римські чоловіки могли займатися сексом з чоловіками нижчого статусу і це не сприймалось як втрата мужності, а іноді навіть підсилювало її. Однак ті, хто мав приймаючу роль у статевих актах (яку деколи називають «пасивною» чи «підпорядкованою»), засуджувались як слабкі та женоподібні, незалежно від статі їх партнера (дивись секцію нижче «Кунілінгус та мінет»); а секс з чоловіками в активній позиції був підтвердженням мужності активного партнера. Володіння власним тілом було аспектом політичної свободи (libertas) римського громадянина,, а використання свого тіла для надання насолоди іншим (у гомосексуальних чи гетеросексуальних стосунках), було актом служіння. Закони, такі як погано зрозумілий Lex Scantinia та різні частини моральних законів Августа, були призначення для обмеження одностатевих відносин серед вільнонароджених чоловіків, які розглядалися як загрозливі для статусу чоловіка та його незалежності як громадянина.
Латинська мова мала настільки багато назв для чоловіків за межами норм мужності, що деякі дослідники переконані у існуванні у Давньому Римі гомосексуальної субкультури; зокрема, хоча іменник «гомосексуал» не має прямого відповідника у латині, літературні джерела дають патерн поведінки меншості вільнонароджених чоловіків, яка може вказувати на одностатеву орієнтацію. Деякі терміни, такі як exoletus, стосуються саме дорослого чоловіка; римляни, які були соціально позначені як «мужні», не обмежували свою одностатеву пенетрацію повій-чоловіків або рабів лише тими, хто були «юнаками», молодшими 20 років. Наприклад, Сатирикон, включає багато описів прояву дорослим вільним чоловіком сексуального інтересу до іншого чоловіка. А деякі старші чоловіки могли надавати перевагу пасивній ролі з партнером того ж віку або молодшим, хоча соціально це не схвалювалось.
Гомоеротична латинська література включає вірші «Ювентус» Катулла, елегії Тібулла та Проперція, другу Буколику Вергілія та декілька віршів Горація. Лукрецій торкається любові до юнаків у своїй праці Про природу речей (4.1052–1056). Поет Марціал, незважаючи на те, що був одружений з жінкою, часто висміює жінок як сексуальних партнерів і відзначає принади pueri (хлопчиків). Сатирикон Петронія настільки просочений культурою одностатевої сексуальності, що у англійських літературних колах 18-го століття його ім'я стало «позначенням гомосексуальності». Хоча Овідій включає міфологічне ставлення до гомоеротизму у Метаморфози,, він виділявся серед латинських поетів, які писали про кохання, та навіть серед римлян в цілому, своєю агресивно гетеросексуальною позицією (хоча навіть він не був виключно гетеросексуальним).
Хоча римське право не визнавало шлюбів між чоловіками, в ранньому імперському періоді деякі одностатеві пари виконували традиційні шлюбні обряди. Про одностатеві весілля повідомляли ті, хто їх висміював; почуття учасників не записані.
На додаток до заходів на захист свобод громадян, переслідування гомосексуальності як злочину розпочалося у 3-му ст. н. е., коли чоловіча проституція була заборонена Філіппом I Арабом, який схилявся до християнства. До кінця 4 ст.н. е., пасивна гомосексуальність у християнській Імперії каралась смертною карою спаленням. «Смерть від меча» була покаранням для «чоловіків, які спарюються як жінки» у Кодексі Феодосія. За правління Юстиніана I всі одностатеві акти, пасивні чи активні, незалежно від партнерів, були оголошені протиприродними та каралися смертю. Гомосексуальну поведінку почали вважати причиною кари Господньої після серії лих між 542 та 559 роками. Юстиніан також вимагав смертної кари будь-кому, хто поработив кастрованого римлянина, хоча він дозволяв торгівлю євнухами-іноземцями, якщо вони були кастровані за межами кордонів Римської імперії (Codex Justinianus, 4.42.2).

### Зґвалтування чоловіків
Чоловіки, яких було зґвалтовано, були захищені від втрати правового чи соціального статусу (infamia), якої зазнавали чоловіки, що були повіями або добровільно приймали пасивну роль у сексі. За словами юриста Помпонія, «якщо чоловіка було силою зґвалтовано злочинцями або противником у війні (vi praedonum vel hostium)», він не несе ніякої стигми. Побоювання масового зґвалтування після військової поразки однаково охоплювали потенційних жертв — як чоловіків, так і жінок.

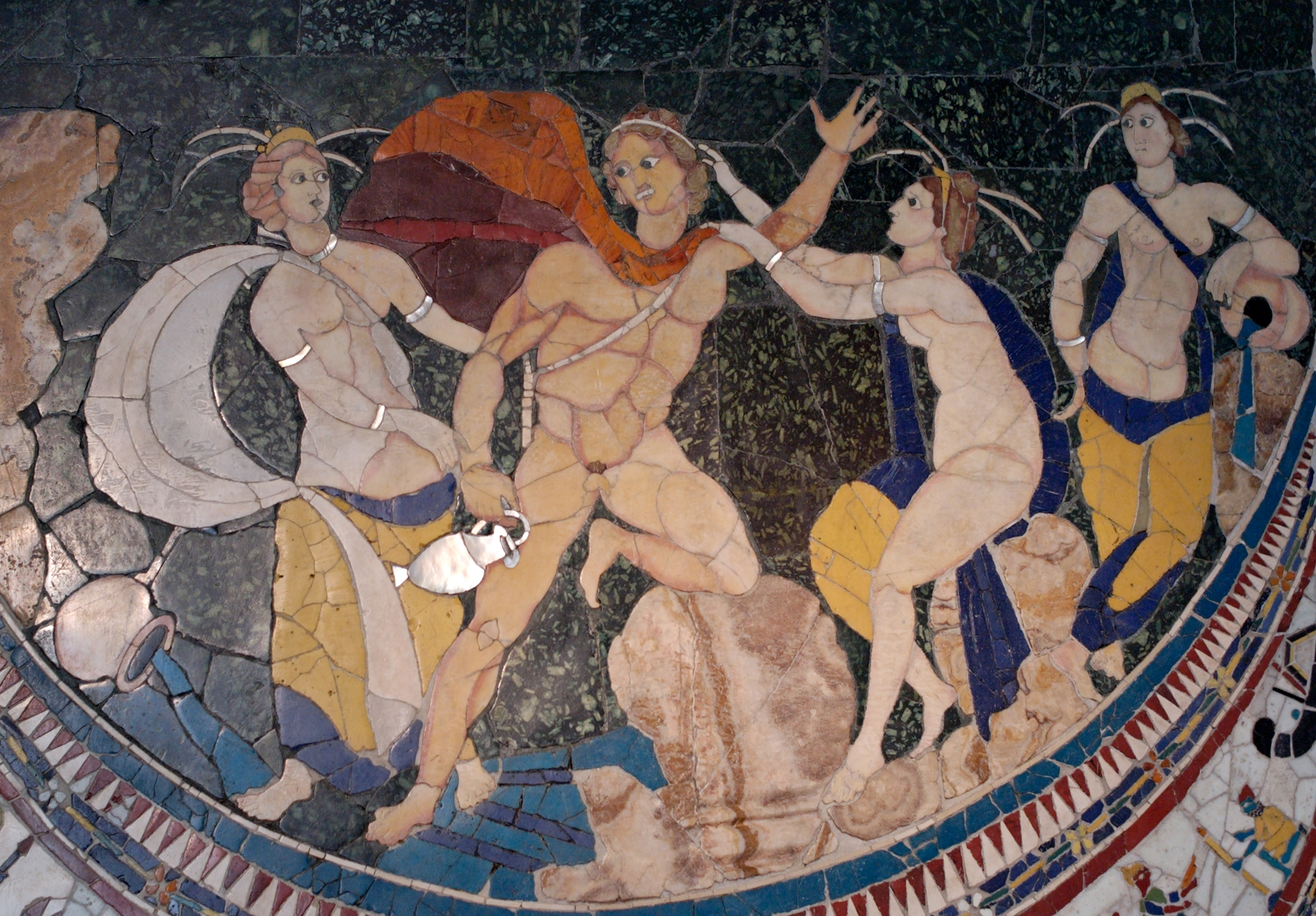
Міфологічне викрадення або «зґвалтування» Гіла німфами (opus sectile, базиліка Юнія Баса, 4-те ст.н. е.)

Римське право торкалось питання зґвалтування громадянина принаймні вже у 2-му ст. до н. е., коли було прийнято судове рішення у справі, яка могла стосуватись чоловіка-гомосексуала. Хоча з точки зору закону, чоловік, який працював повією, не міг бути зґвалтований, суд все ж вирішив, що навіть «недостойний (famosus) та підозрілий (suspiciosus)» має такі самі права, як і інші вільні чоловіки, на захист свого тіла від примусового сексу. У книзі з риторики початку 1 ст. до н. е., зґвалтування вільнонародженого чоловіка (ingenuus) прирівнювалось до materfamilias як злочин, який карається смертю. Закон Lex Julia de vi publica,, записаний на початку 3-го ст. н. е., але «ймовірно датований часом диктаторства Юлія Цезаря», визначав зґвалтування як примус до сексу «хлопчика, жінки або будь-кого»; ґвалтівника засуджували до страти, що було рідкісним покаранням у римському праві. До смертної кари слід було засуджувати чоловіка, який викрадав вільнонародженого хлопчика з сексуальною метою, або підкупляв його опікуна/компаньйона (comes) для цієї мети. Недбалих опікунів можна було переслідувати за різними законами, покладаючи вину на тих, хто не виконував своїх обов'язків як опікунів, а не на жертву. Хоча закон визнав невинуватість жертви, риторика, яку використовує захист, вказує на те, що різне ставлення серед присяжних до покладання вини могло бути використано.
У своїй збірці «12 випадків замахів на невинність», історик Валерій Максим порівну наводить випадки жертв чоловічої та жіночої статі. У випадку «тренувального суду», описаному Сенекою Старшим, юнак (adulescens, тобто чоловік, який ще занадто молодий, щоб почати формальну кар'єру) зазнав групового зґвалтування десятьма товаришами; хоча справа є уявною, Сенека зазначає, що закон дозволяв успішне покарання винуватих. У іншому гіпотетичному випадку наводиться крайнощі, до яких може бути доведена жертва: зґвалтований вільнонароджений чоловік накладає на себе руки. Зґвалтування ingenuus вважалось одним з найсерйозніших злочинів у Римі, поруч з вбивством батька/голови роду, зґвалтуванням невинної діви та обкраданням храму. Тим не менш, зґвалтування було одним з традиційних покарань чоловіком жінки її коханця, хоча це могла бути більше уявна помста, ніж реальна практика. Погроза одним чоловіком піддати іншого оральному чи анальному зґвалтуванню (irrumatio) є однією з тем інвективної поезії, найбільш відомо у Кармен 16 Катулла, та була формою чоловічих хвастощів.

### Секс у війську
Римський солдат, як і інший вільний та поважний римський чоловік зі статусом, мав демонструвати самодисципліну у питаннях сексу. Солдати, звинувачені у перелюбі звільнялись з ганьбою; засуджені за подружню зраду не могли вступати у військо. Суворі командувачі могли заборонити доступ повій та сутенерів до військового табору, хоча зазвичай римську армію, на марші або у постійному форті (каструмі), обслуговували послідовники табору, які могли включати повій. Здається, їх присутність сприймалася як само собою зрозуміле і згадується головним чином, коли це ставало проблемою; наприклад, коли Сципіон Еміліан розпочинав облогу Нуманції 133 р. до н. е., він розпустив послідовників табору в порядку одного із заходів на відновлення дисципліни війська.
Найдивнішою в армії Римської імперії була заборона на одруження. У ранному періоді, римська армія складалась з громадян, які полишали свої родини та брались за зброю за потреби. В часи експансії Середньої Республіки, Рим почав отримувати величезні території, які було потрібно захищати як провінції, і в часи Гай Марій († 86 р. до н. е.), армія стала професійною. Заборона на шлюб була встановлена за правління Августа (27 р. до н. е.–14 р.н. е.), ймовірно для того, щоб відвадити родини від слідування за військом, що обмежувало його мобільність. Заборона на шлюб застосовувалась до всіх рангів аж до центуріонів, але виключала чоловіків панівних класів. На початок 2-го ст. н. е., стабільність Римської імперії призвела до того, що більшість військових одиниць стояли у постійних фортах, де виникали зв'язки з місцевими жінками. Хоча юридично такі союзи не могли визнаватись шлюбами, їх цінність у наданні підтримки солдатам визнавалась. Після того, як солдат звільнявся з війська, такій парі дарували право на шлюб як громадянам (conubium), а всі діти, які у них вже могли бути, вважались народженими громадянами Септимій Север скасував заборону 197 р.н. е..
Іншими формами сексуального задоволення, доступними для солдатів, були використання рабів чоловічої статі, воєнне сексуальне насилля та одностатеві відносини. Гомосексуальна поведінка між солдатами жорстко каралась, аж до смертної кари, як порушення військової дисципліни. Полібій (2-ге ст. до н. е.) писав, що одностатеві відносини у війську карались фустуарієм (забиттям до смерті). Секс між солдатами порушував римську соціальну норму проти статевого акту з іншим вільнонародженим чоловіком. Солдат зберігав свою мужність, не дозволяючи використовувати його тіло в сексуальних цілях. Ця фізична цілісність контрастувала з обмеженнями його дій як вільної людини у військовій ієрархії; найвражаюче, що римські солдати були єдиними громадянами, які регулярно зазнавали фізичних покарань, зарезервованих у цивільному світі переважно для рабів. Сексуальна цілісність допомагала відрізняти статус солдата, який в іншому випадку пожертвував значною частиною своєї цивільної автономії, від статусу раба. У військовій справі, зґвалтування позначало поразку, що було ще однією підставою для солдата не компроментувати своє тіло сексуально.

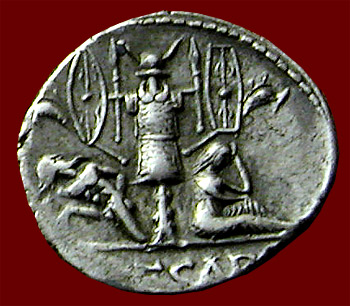
Зворотна сторона денарія, випущеного Юлієм Цезарем, на які зображено військовий трофей з оголеним полоненим галлом та жіночою персоніфікацією підкореної Галлії; на аверсі зображена Венера

Плутарх у біографія Марія описує інцидент, який ілюструє право солдата на збереження сексуальної цілісності. Привабливий молодий рекрут Требоній тривалий час зазнавав сексуальних домагань від старшого по рангу Гая Люція, який був племінником Марія. Однієї ночі, відбившись від небажаних домагань численні рази, Требонія покликали до шатра Люція. Він не міг не послухатись команди керівника, він пішов до шатра, де захищаючись від сексуального нападу, вихопив меча та вбив Люція. Покаранням за вбивство офіцера, як правило, була страта. На суді він зміг надати свідків, які повідомили, що він неодноразово мав відбиватись від зазіхань Люція і що він „ніколи не продавав своє тіло нікому, незважаючи на пропозиції дорогих подарунків“. Марій не лише виправдав Требонія у вбивстві свого родича, але і надав йому вінок за хоробрість. Давньоримські історики писали і про інші застережні історії про офіцерів, які користувались своєю владою, щоб примусити своїх солдатів до сексу, і поплатились за це. Наймолодшим офіцерам, які ще могли зберігати юнацьку привабливість, що подобалась римлянам у одностатевих відносинах, рекомендувалось підсилювати свої мужні якості, наприклад, не носити парфум, не підрізати волосся у носі чи під пахвами.
Під час війни, насильницьке використання полонених для сексу не вважалось зґвалтуванням, яке мало каратись стратою Масове зґвалтування було одним з актів карального насильства під час розграбування міста,. але якщо облога завершувалась дипломатичними перемовинами, а не штурмом стін, за традицією мешканців міста не обертали на рабів і не піддавали особистому насильству. Масове зґвалтування деколи траплялось, а також можливо про нього недостатньо повідомляється у вцілілих джерелах, але воно не було цілеспрямованою чи поширеною стратегією контролю населення. Етичний ідеал сексуального самоконтролю серед військових був дуже важливим для збереження миру після завершення військових дій. На територіях та провінціях, які за мирними угодами перейшли під контроль Риму, військові, які вчинили зґвалтування місцевих мешканців, могли отримати більш жорстоке покарання, ніж цивільні. Квінт Серторій, що тривалий час був губернатором Римської Іспанії і чия політика наголошувала на повазі та співробітництві з мешканцями провінції, стратив цілу когорту, коли один солдат з неї намагався зґвалтувати місцеву жінку. Видається, що масове зґвалтування було більш поширене як каральний захід під час громадянських воєн, ніж за кордоном.

## Жіноча сексуальність
Внаслідок давньоримського наголосу на родині, жіноча сексуальність вважалась однією з основ соціального порядку та багатства. При цьому очікувалось, що громадянки Риму свою сексуальність будуть проявляти лише у шлюбі, і їх вшановували за сексуальну скромність (pudicitia) та плодючість: Август роздавав особливі пошани та привілеї жінкам, які народили трьох дітей (див. „Ius trium liberorum“). Контроль жіночої сексуальності вважався необхідним для стабільності держави, що особливо яскраво виражено у абсолютній цноті весталок. Весталку, яка порушувала обітницю, ховали живцем у ритуалі, який повторював певні аспекти римського похорону; її коханця страчували. Жіноча сексуальність, дика або зразкова, часто впливала на державну релігію в кризові періоди Римської республіки. Моральні закони Августа мали фокусом підкорення сексуальності жінок.
Як і у випадку з чоловіками, вільні жінки, які показували себе сексуально, такі як повії чи мисткині, або ті, хто робили себе нерозбірливо доступними, виключались з захисту законом та суспільної поваги.
Багато давньоримських письмових джерел схвалюють реалізацію шанованими жінками своєї пристрасті у шлюбі. Хоча стародавня література домінуюче представляє чоловічий погляд на сексуальність, Овідій висловлює відвертий та практично унікальний інтерес до того, як жінки відчувають статевий акт.

### Жіноче тіло

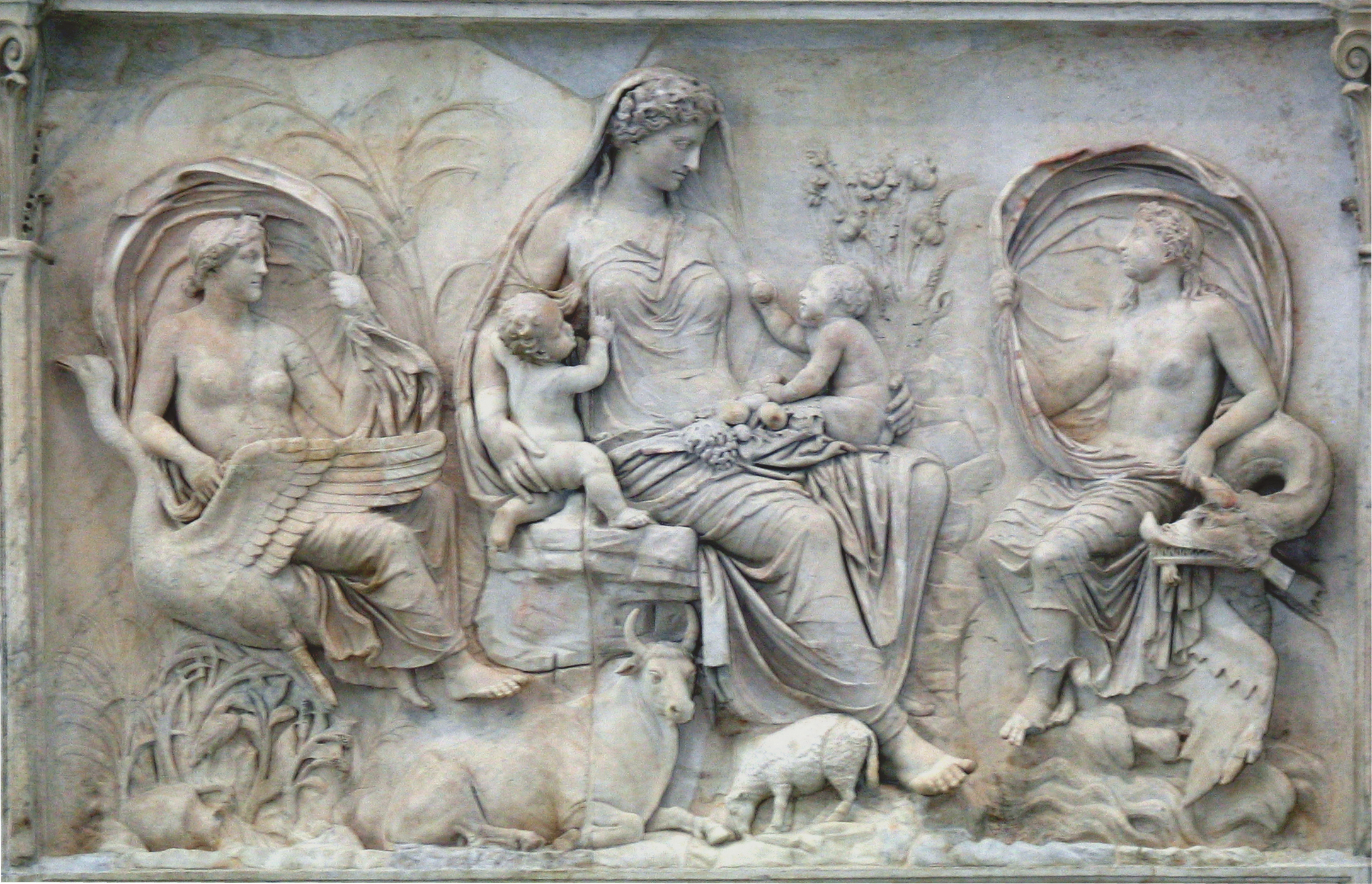
Напівоголеність богині Пакс на Вівтарі миру, яка поєднує давньоримський символізм з давньогрецьким стилістичним впливом

Давньоримське ставлення до жіночої оголеності відрізнялось від давньогрецького, але перебувало під його впливом (греки ідеалізували чоловіче оголене тіло, але поважних жінок зображували одягненими). Часткова оголеність богинь у мистецтві Римської імперії, однак, може підкреслювати груди як статечні, але приємні образи виховання, достатку та миру. Еротичне мистецтво натякає, що жінки з маленькими грудьми та широкими кульшами мали ідеальний тип фігури. Римське мистецтво 1 ст. н. е. показує широкий інтерес до зображень оголених жінок за різними заняттями, включно з сексом. Порнографічне мистецтво з жінками, які вважаються повіями під час статевих актів, часто містить груди, прикриті бюстгальтером-строфіумом (strophium), навіть якщо решта тіла оголена.
У реальному світі, як описано в літературі, повії часто демонстрували себе оголеними при вході до їх кімнат у борделі або носили прозорі шовкові вбрання; рабинь на продаж часто демонстрували оголеними, щоб покупці могли проінспектувати їх на наявність недоліків та як символ того, що вони не мають права контролювати власне тіло. Сенека Старший так описував жінку на продаж:

Оголеною вона стояла на березі, на задоволення покупця; кожну частину її тіла обстежували і мацали. Чи почули б ви результат продажу? Пірат продав; сутенер купив, щоб він використовувати її як повію.

Демонстрація жіночого тіла робила його вразливим. Марк Теренцій Варрон сказав, що погляд є найкращим з відчуттів, оскільки коли інші відчуття обмежені відстанню, погляд може досягти навіть зір; він вважав, що латинське слово для погляду, „visus“, було етимологічно пов'язано з „vis“ (сила, влада). Але такий зв'язок між visus та vis, казав він, також передбачав потенціал для насильства, так само як спостереження Актеоном за оголеною Діаною було актом насильства над богинею.
Повністю оголене жіноче тіло у скульптурі вважалось втіленням універсальної концепції Венери, чий аналог Афродиту найчастіше зображували оголеною у давньогрецькому мистецтві.

#### Жіночі геніталії
Базова „непристойна назва“ жіночих геніталій була cunnus(звідси: кунілінгус). Марціал вживає це слово понад 30 разів, Катулл — один раз, а Горацій — тричі, але лише у ранніх працях; слово також з'являється у Пріапеї та у графіті. Одним зі сленгових слів, які використовували самі жінки для опису жіночих геніталій, було porcus, „свиня“, особливо, коли жінки старшого віку говорили про дівчат. Варрон пов'язує таке використання з жертвоприношенням свині богині Керері у початкових весільних обрядах. Поширеними були також метафори полів, садів та лук, а також образ чоловічого „плуга“ у жіночій „борозні“. Інші метафори включали печеру, рів, яму, сумку, посудину, двері, піч та вівтар.
Хоча жіночі геніталії часто з'являються у інвективах та сатиричних віршах як об'єкти відрази, вони різко присутні у латинській любовній елегії. Овідій, найгетеросексуальніший з класичних любовних поетів, є єдиним відомим, що у творі описав надання жінці задоволення стимуляцією її геніталій. Марціал пише про жіночі геніталії виключно образливо, описуючи вагіну як „широку … як нечистий стравохід пелікана“. Вагіну часто порівнюють з анусом юнака як місця пенетрації пенісом.
Функцію клітора (landica) „добре розуміли“. У класичній латині слово landica було надзвичайно непристойним, і відомо з графіті та Пріапеї; на позначення клітора зазвичай використовували метафору, як от у Ювенала crista („гребінь“). Цицерон описує, якщо спікер-невдаха консульського звання „порвав“ сенат, просто сказавши щось, що звучало як landica: hanc culpam maiorem an il-lam dicam? („Чи я повинен назвати цю провину більшою чи ту?“ почули „… ця більша помилка чи клітор?“). „Чи міг він бути більш непристойним?“, вигукує Цицерон та одночасно зазначає, що cum nos, „коли ми“, звучить як cunnus. На знайденій при розкопках свинцевій кулі для пращі є напис: „Я націлена на клітор Фульвії“ (Fulviae landicam peto), Фульвія була дружиною Марка Антонія, який командував військом під час громадянських воєн у 40-30х роках до н. е.
У латині не було усталеного слова для статевих губ; в медичних текстах знайдено два терміни — orae („краї“ чи „береги“) та pinnacula („маленькі крила“). Перше відоме письмове використання слова vulva було у праці Варрона про сільське господарство (1 ст. до н. е.), де воно стосується мембрани, яка оточує плід. У часи ранньої Римської імперії vulva почала означати „матка, чрево“, вживаним позначенням якої в части Республіки було uterus, чи деколи більш завуальовано venter чи alvus, обидва з яких означали „живіт“. Вважається, що Vulva спочатку позначала матку тварин, але вже у Природничій історії Плінія воно дуже поширене саме на позначення матки жінок. У часи Імперії vulva могла позначати „жіночі репродуктивні органи“ в цілому прямо чи опосередковано, а деколи стосується лише вагіни. Ранні перекладачі Біблії латиною використовували vulva як правильне та ввічливе слово для матки. Пізніше в часи Імперії, поширеним словом для матки стало matrix, особливо у авторів трактатів про гінекологію Пізньої Античності, які також використовувати спеціалізовані назви для частин репродуктивних органів.

І жінки, і чоловіки часто проводили епіляцію лобкового волосся, але догляд міг коливатися з часом та в залежності від персональних вподобань. Фрагмент твору раннього сатирика Луцилія стосується пенетрації „волохатого мішка“, а графіті з Помпей проголошує, що „волохату пизду трахати набагато краще, ніж ту, яка гладка; там парно і вона хоче пеніса“.

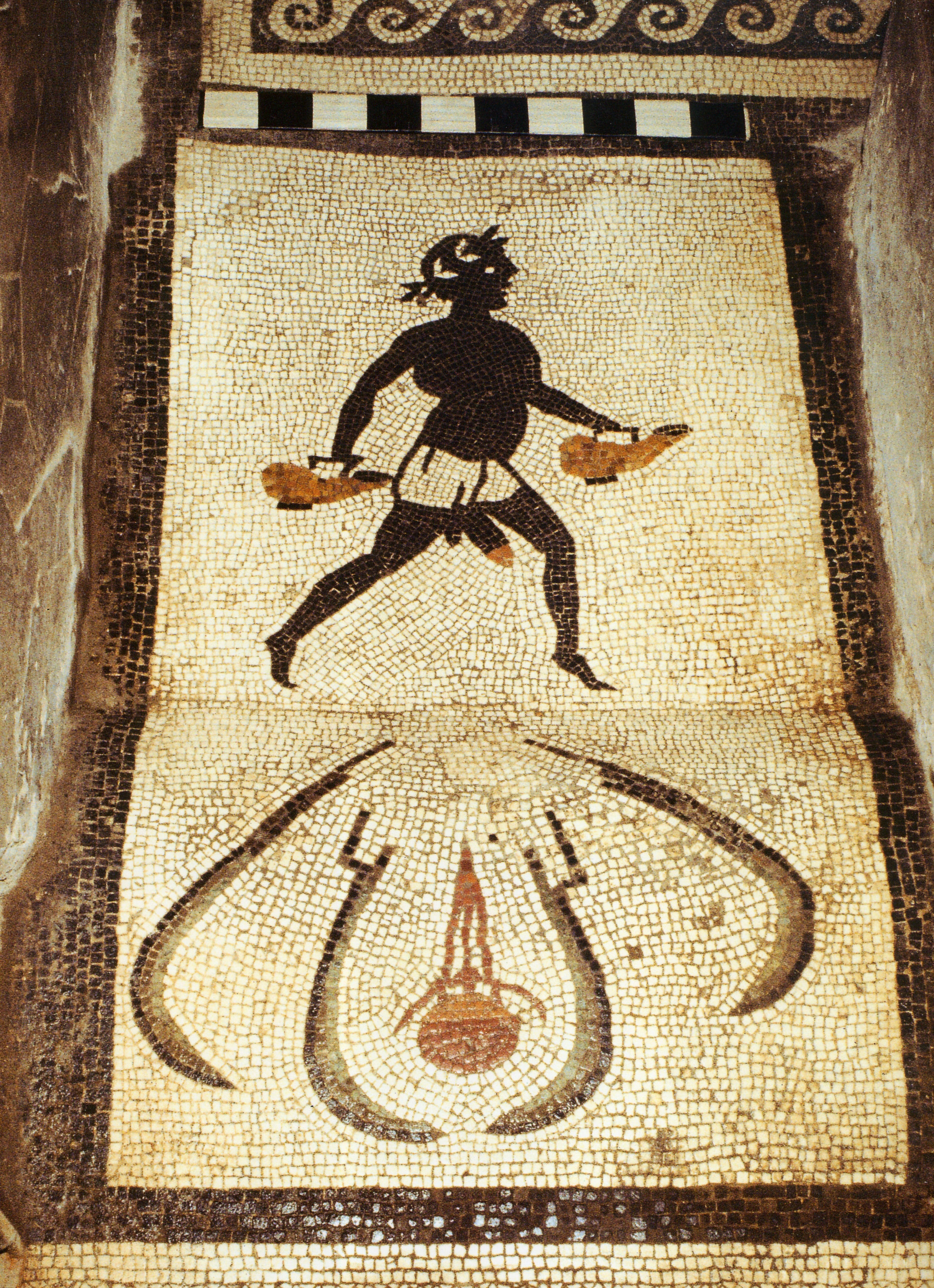
Жіночі геніталії, утворені стригілями на мозаїці

На вході до калдарію (сауни) терм Маєтку Менандера у Помпеях на мозаїці можна побачити незвичайне непристойне зображення: фалічна лампада, оточена стригілями у формі жіночих геніталій, зверху якої зображений „ефіоп“-водолій, який має „незвично великий та комічно деталізований“ пеніс.

#### Груди

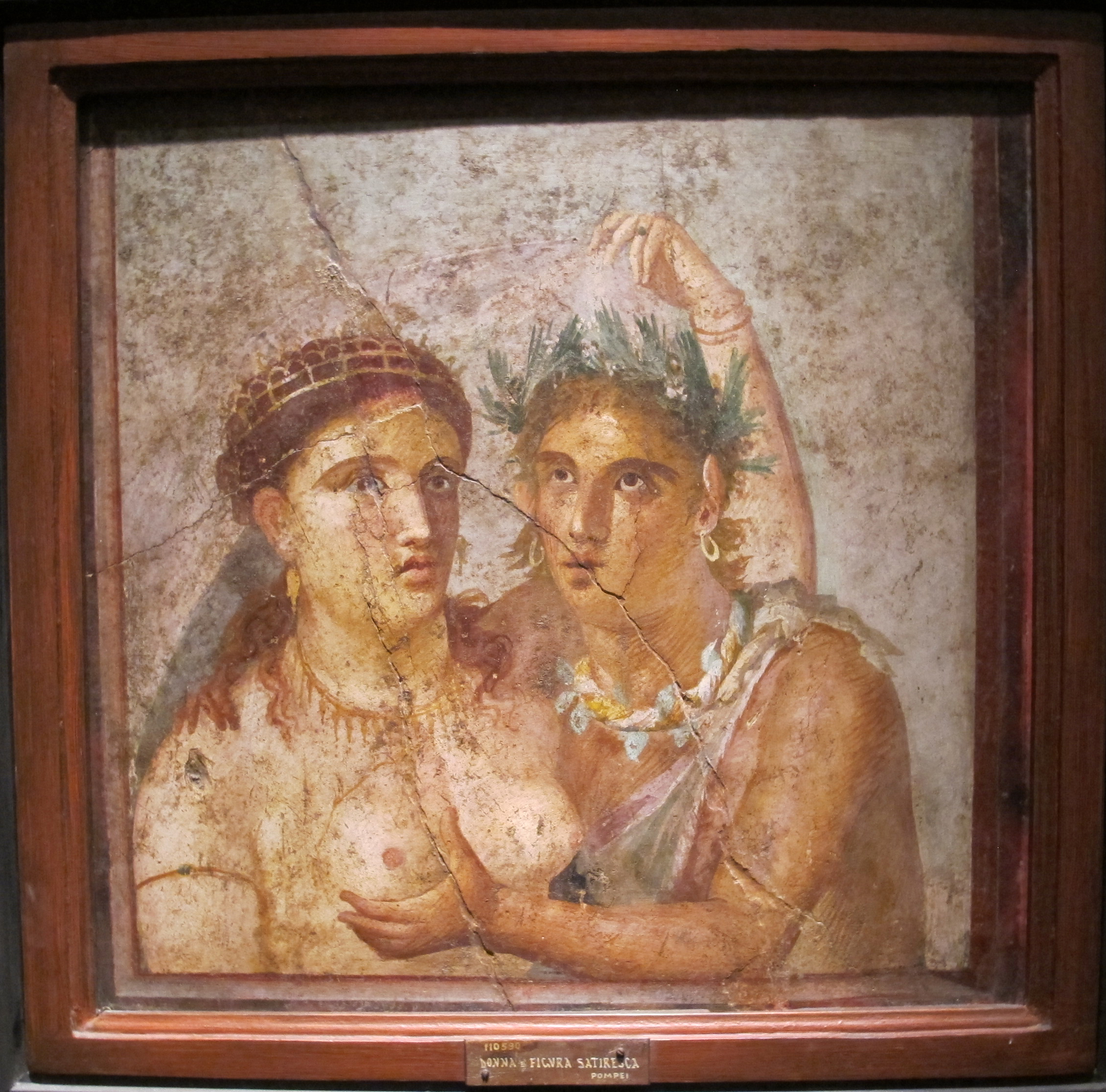
Фреска з Помпей (Таємний музей, Неаполь)

Латинські слова для грудей включають „mammae“ (звідси „мамографія“), „papillae“ (на позначення сосків) та „ubera“, груди у їх здатності до годування, включаючи соски або вимені тварини. Слово Papillae використовується, коли Катулл та поети доби Августа описують груди в еротичному контексті.
Груди прекрасної жінки мусили бути «ненав'язливі». Ідеалізовані груди у традиції елліністичної поезії порівнювали з яблуками; Марціал сміється з великих грудей. Стереотип старої жінки був потворний і небажаний в усіх аспектах і мав «маятникові» груди. У римському театрі перебільшення грудей було частиною вбрання для комічно непривабливих персонажок, оскільки у класичній римській комедії жіночі ролі виконували чоловіки у жіночому вбранні.
Там де грецькі епіграми описували ідеальні груди, латинські поети мали обмежений інтерес до них — про них зазначають головним чином як аспекти жіночої краси чи досконалості форми, хоча Овідій вважає, що вони запрошують доторкнутися. У одному вірші про весілля Катулл зазначає про «ніжні соски» нареченої (teneris … papillis), які утримають гарного чоловіка у ліжку з нею; еротична привабливість підтримує подружню вірність та веде до дітей та довгого життя разом.

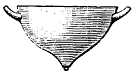
Мастос, чаша для пиття у формі грудей

Оскільки всіх дітей в античності годували грудним молоком, груди переважно розглядались як символ виховання та материнства. Мастоси, чаші у формі грудей, та образи грудей були середи вотумів, знайдених у святилищах богів, таких як Діана та Геркулес, деколи від годувальниць. Чаша у формі грудей могла мати релігійне значення; пиття грудного молока літньою або вмираючою людиною символізувало ймовірне народження у загробному житті. В етруській традиції богиня Юнона (Уні) дає свою грудь Геркулесу як знак, що він може приєднатись до сонму безсмертних. Релігійні мотиви можуть бути в підґрунті історії про те, як Перо запропонувала своє грудне молоко своєму старому батькові, коли його посадили до тюрми та засудили до смерті від голоду. Цю сцену знайдено серед моральних фресок у помпейській спальні, яка належала дитині, поряд із підписом «в смутку зустрічаються скромність та благочестя». Пліній Старший описав медичні використання грудного молока та позначив його одним з найкорисніших ліків, особливо для хвороб очей та вух. Обгортання голови у бюстгальтер вважалось допомогою від головного болю.

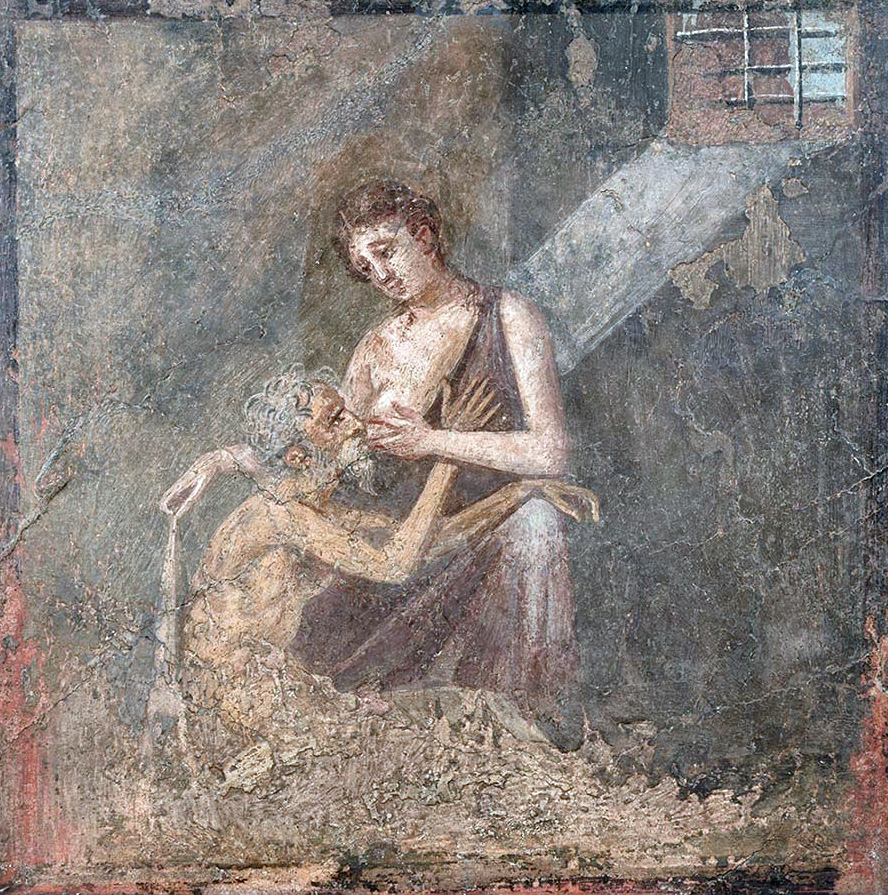
Перо пропонує своє грудне молоко своєму старому батькові в акті «Римське милосердя»

Оголення грудей було одним з жестів жінок, особливо матерів або годувальниць, для виразу трауру або як заклик про милість. Оголення та ритуальне побиття грудей у траурі було інтерпретоване Сервієм як вироблення молока для годування мертвих. У грецькій та латинській літературі міфологічні матері деколи оголюють груди в моменти надзвичайного емоційного стресу, вимагаючи поваги до їх виховної ролі. Таке оголення грудей мало апотропеїчну силу. Юлій Цезар зазначав, що цей жест мав схоже значення і у кельтській культурі: під час облоги Аварікума, жінки-голови родів (matres familiae) оголювали свої груди та протягували руки у благанні зберегти життя жінкам та дітям. Тацит зазначав, що германські жінки спонукали своїх неохочих чоловіків на битву агресивним оголенням грудей. Хоча в цілому «метою жесту було викликати жалість, а не сексуальне бажання», краса оголених таким чином грудей деколи відзначається.
Оскільки жінок в мистецтві переважно зображували вдягненими, оголені груди могли позначати вразливість або еротичну доступність внаслідок вибору, випадку або сили. Одна оголена грудь була мотивом скульптури Стародавньої Греції, де серед інших ситуацій це часто позначало насування фізичного насилля або зґвалтування. Деякі дослідники висувати гіпотезу, за якою у мистецтві оголення правої груді мало еротичне значення, а лівої — позначало годування. Хоча мистецтво римлян могло імітувати або прямо наслідувати грецькі принципи, у класичному періоді давньогрецького мистецтва зображення жінок, які годують грудьми, вважались тваринними чи варварськими; на противагу, сучасна йому традиція італіків наголошувана на грудях як фокусі відносин матері та дитини та джерела жіночої влади.
Ерогенна зона грудей для жінок не зовсім була невідома: порівнюючи секс із жінкою з сексом з юнаком, грецький роман доби Римської імперії зазначає, що «торкання її грудей дає своє особливе задоволення». Проперцій пов'язує розвиток грудей у дівчат з досягненням ними віку «гри». Тібулл зазначає, що жінка могла навмисно вдягати широке вбрання, щоб її груди «випадково оголювались», коли вона сідала за вечерю. Астрологічна традиція вважала, що секс між грудьми подобається чоловікам, народженим під сполученням Венери, Меркурія та Сатурна.
Однак навіть у найбільш сексуально відвертих римських фресках груди деколи прикриті смужкою тканини (strophium). Зображені жінки могли бути повіями, але буває важко зрозуміти, чому художник вирішив зобразити груди прикритими чи оголеними.

### Лесбійський секс

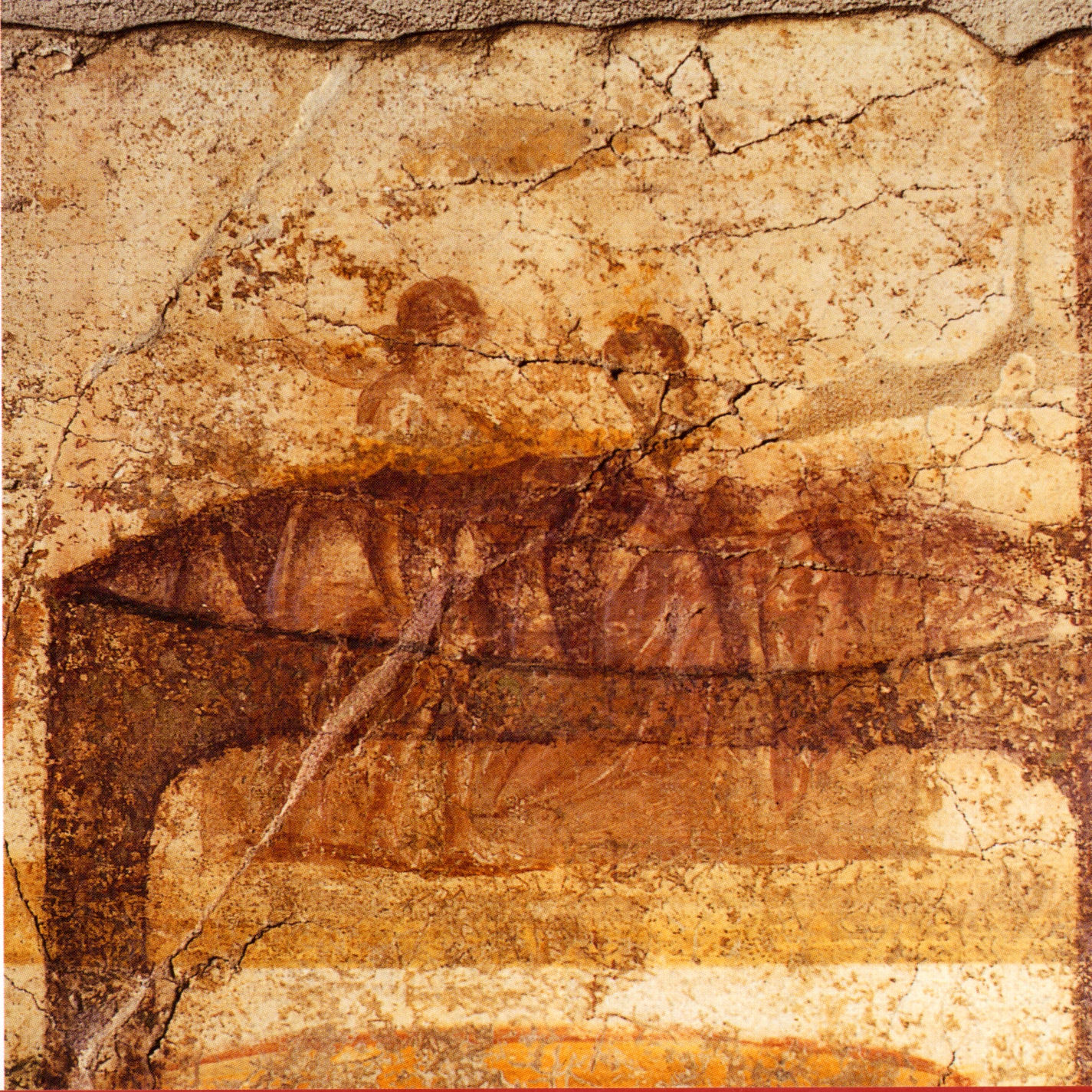
Жіноча пара з серії еротичних фресок у Заміських термах, Помпеї

Давньогрецькі слова для жінок, які надавали перевагу сексу з жінками, включали hetairistria (порівн. з гетера, «куртизанка» чи «компаньйонка»), tribas (множ. tribades) та Lesbia; латинські назви включали запозичене tribas, fricatrix («та, що треться») та virago. Згадки сексу між жінками рідко трапляються у давньоримській літературі часів Республіки та раннього Принципату. Овідій, який в цілому пропагував гетеросексуальні стосунки, вважає, що секс між жінками «нікому не відоме бажання, примхливе, нове… серед усіх тварин жодну самку не охоплює бажання до іншої самки» (див. Гомосексуальна поведінка тварин).
В часи Римської імперії, яку багато римських авторів вважали більш декадентною за період Республіки, згадки відносин між жінками більш поширені, у формі любовних заклинань, медичних записів, текстів з астрології та інтерпретації снів. Фрагмент вірша на графіті з Помпей так описує бажання однієї жінки до іншої:

Я хотіла б, щоб я могла триматися за шию і обіймати маленькі руки, і нести поцілунки на ніжні губи. Продовжуй, лялько, і довіряй свої радості вітрам; повір, світло — це природа людей.

Раннє посилання на відносини між жінками як «лесбійство» є у Лукіана (2-ге ст н. е.): «Кажуть, на Лесбосі є такі жінки, які мають чоловічий вигляд, але вони не хочуть стосунків з чоловіками. Натомість вони мають стосунки з жінками, наче чоловіки».
Оскільки римляни вважали, що статевий акт потребував активного чи домінантного партнера, який був «фалічним» («фалічна сексуальність»), автори-чоловіки уявляли, що у лесбійському сексі одна з жінок мала використовувати фалоімітатор або мати надзвичайно великий клітор для пенетрації, і що саме вона відчуватиме насолоду. Марціал описує лесбійок як таких, що мають надмірний сексуальний апетит та займаються сексом з пенетрацією і жінок, і юнаків. Представлення авторами доби Імперії деяких жінок як таких, що содомізують хлопчиків, п'ють і їдять, як чоловіки, та енергійно займаються фізичною культурою, можуть відображати культурні тривоги римських чоловіків щодо зростання незалежності римських жінок.

### Зґвалтування

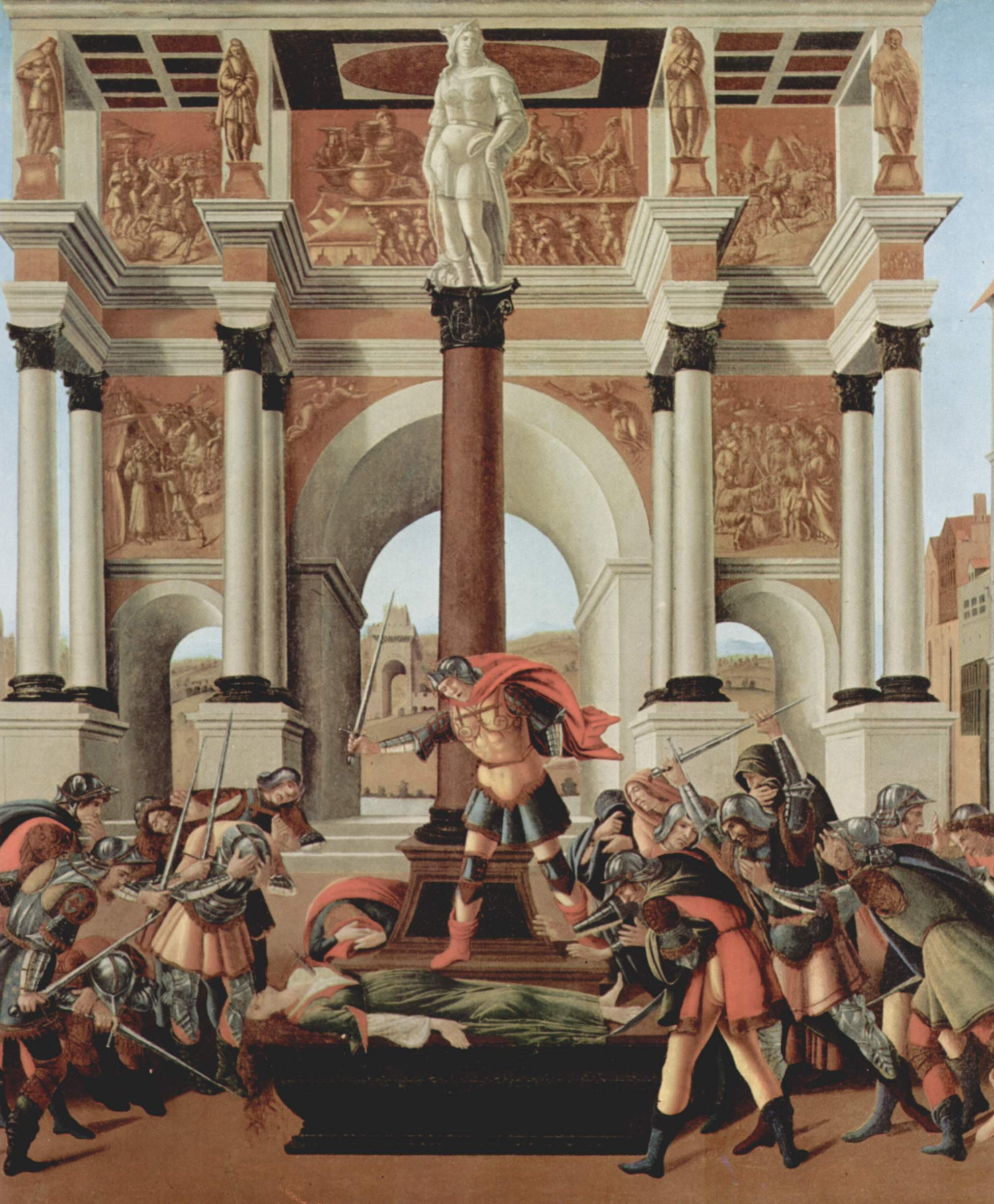
«Смерть Лукреції» Боттічеллі (бл. 1500): у римській легенді зґвалтування та самогубство Лукреції призвели до повалення монархії та утворення Римської республіки

#### Зґвалтування у римській міфології
Зґвалтування жінок є поширеною темою міфів та легенд раннього періоду Давнього Риму. Легендарні засновники Риму, Ромул і Рем, народились в результаті зґвалтування весталки Реї Сільвії богом Марсом. Ромул та його «зграя авантюристів» змогли перетворити своє переважно чоловіче поселення на місто лише за рахунок викрадення сабінянок, тобто викравши дочок їх сусідів-сабінів та насильницьки «взявши їх за дружин» (тобто зґвалтуванням). Поваленню римської монархії та заснуванню Римської республіки передувало зґвалтування дуже шанованої Лукреції Секстом Тарквінієм, сином царя. Легенда кристалізує римський погляд на необмежене лібідо як форму тиранії.
Історик доби Августа Тіт Лівій здається «збентеженим» мотивом зґвалтування у ранній римській історії та наголошує на виправдовуючому політичному вимірі цих подій. Лукрецій засуджує зґвалтування як примітивну поведінку за межами розвинутої цивілізації, описуючи його як «використання чоловіком жорстокої сили та нав'язування статевого пориву».

#### Зґвалтування та закон
Римське право визнавало зґвалтування злочином: жертва не була ні в чому винуватою. При статевому акті за застосування сили чи примусу (vis), навіть за ситуації, яка в інших випадках була незаконною для жінки (див. «Моральні та правові концепції»), жінка юридично була не винуватою. Офіційна позиція за часів Діоклетіана (правив 284—305& р.н. е.) повідомляла:

Закони карають за нечестиве зло тих, хто проституює свою скромність на похіть інших, але вони не звинувачують тих, хто змушений силою до stuprum, оскільки, крім того, це було цілком правильно вирішено, що їх репутація є неушкодженою і що їм не заборонено вступати в шлюб з іншими.

Хоча письмові джерела часів Римської республіки чітко зазначають, що зґвалтування було злом і жорстко каралось, статути, за якими воно могло бути оголошене злочином, не відомі до абзацу у Lex Iulia de vi publica, що датується ймовірно часами диктаторства Юлія Цезаря у 40-х роках до н. е. Рим не мав державних прокурорів; справи могли переслідуватися будь-яким громадянином, який мав юридичну експертизу та здатність говорити. Оскільки емансипованим жінкам було дозволено притягувати до кримінальної відповідальності в Республіці, можна припустити, що жертва могла сама висувати звинувачення проти ґвалтівника. Або справу могли порушувати її батько чи чоловік, або будь-хто, хто міг це зробити. Для зґвалтування не існувало строку давності (за перелюб, який був криміналізований Августом, строк давності становив 5 років). Зґвалтування каралось смертю.
За законом, зґвалтуванням вважалось лише сексуальне насильство проти громадянина/ки доброї репутації. Жінка, яка була повією чи артисткою, втрачала свою соціальну позицію і репутацію і ставала infamis; зробивши відкрито доступним своє тіло, вона фактично позбавляла себе права на захист від сексуального чи фізичного насильства. Цицерон захистив клієнта, чиї злочини включали групове зґвалтування акторки, аргументом про те, що молоді люди поводились як дозволено з артистами. Зґвалтування рабині могло каратись лише як шкода майну її власника за законом Lex Aquilia. У справах про зґвалтування згода жінки рідко розглядалась; якщо звинувачений доводив, що жінка давала згоду, його все одно могли звинуватити у вчиненні більш загального сексуального злочину stuprum проти громадянина, оскільки сексуальна свобода чоловіка обмежувалась діями проти повій та рабів. Якщо не могло бути доведено зґвалтування одруженої жінки, за законами Августа, які передбачали кримінальну відповідальність за перелюб, чоловік звинувачувався за adulterium, кримінальний перелюб, але звинувачення у перелюбі чи stuprum без застосування сили вело і до звинувачення жінки. Виправдання чоловіка за звинуваченням у зґвалтуванні, аналогічно до виправдання за іншими злочинами, дозволяло звинуватити вже обвинувачувачку у calumnia, злісному переслідуванні. Кримінальному переслідуванню зґвалтування могли також заважати психологічний та соціальний тиск, такий як збентеження чи небажання викривати особисте життя.
Ставлення до зґвалтування змінились, коли Римська імперія перейшла у християнство. Аврелій Августин інтерпретував самогубство Лукреції як можливе визнання нею того, що вона таємно заохочувала ґвалтівника, а християнські апологети вважали, що вона вступила в гріх мимовільної сексуальної насолоди. Перший імператор-християнин Костянтин змінив визначення зґвалтування зі злочину проти особи на злочин проти суспільства. Раніше римське право розмило межу між викраденням та втечею з коханим, оскільки в обох випадках порушувалось право голови родини (paterfamilias) давати чи не давати згоду на шлюб дочки. Тому слово raptus могло позначати як успішне спокушання, так і викрадення чи зґвалтування. Константин встановив, що якщо дівчина давала згоду, то вона могла бути покарана разом з її «викрадачем» спаленням живцем; а якщо вона згоду не давала, її все одно вважали співучасницею, «адже вона могла врятувати себе криком про допомогу», і за законом, як «учасницю» зґвалтування її карали позбавленням спадку, не зважаючи на думку її родини. Навіть якщо вона та її сім'я давали згоду на шлюб в результаті втечі, шлюб був юридично недійсним. У Республіці та дохристиянській імперії наслідки викрадення чи втечі були б на розсуд подружжя та їх сімей.

## Сексуальність та діти

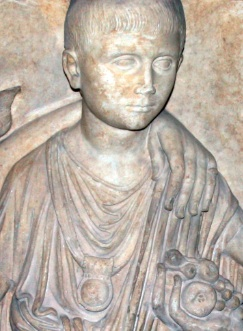
Римський хлопчик в буллі, яка містила фалічний талісман

Вільнонароджені римські хлопчики і дівчатка носили toga praetexta, вбрання з пурпуровим кантом, що позначало носія цього одягу як того, хто має «непорушний» статус. На «священній praetexta» могли приносити обітниці, на позначення того, як «ми робимо священною і поважною слабкість дитинства». Було релігійно недозволеним (nefas) використовувати ненормативну лексику у присутності тих, хто носив praetexta, а Катон Старший стверджував, що у присутності свого сина він намагався говорити так, наче був у присутності весталок.
Вільнонароджені римські хлопчики також носили апотропічні амулети — булли, які містили фалічний талісман (фасцинус) всередині золотого, срібного чи бронзового медальйону або у шкіряному мішечку. Крім магічної функції, булла також була видимим попередженням, що хлопчик був сексуально недоступним. Для дівчинки еквівалентом була лунула у формі молодого Місяця.
Існували закони, які захищали вільнонароджених дітей від сексуальних злочинів, а зґвалтування вільнонароджених хлопчиків було злочином, який карається смертною карою; ця суворість покарання була спрямована на захист доброчесності молодого громадянина. Уявна згода не могла були захистом; Валерій Максім зазначав, що поетичне вихваляння спокушанням puer praetextatus («хлопчика у тозі») та ingenua virgo (вільнонародженого невинного) було використане у суді для піддання сумніву моральної зверхності обвинувача. Засуджуючи розпусту Квінта Апронія, Цицерон підводить до найгіршої поведінки: Апроній танцював голий на бенкеті перед хлопчиком того віку, у якому належить носити тогу претекста. Хоча дітей брали з собою на ритуальні бенкети (конвівії), щоб привчити їх до належної соціальної поведінки дорослих, Квінтиліан лає батьків свого часу за те, що вони є поганими зразками для наслідування: вони парадують своїх коханок і чоловіків-наложників, поводяться неналежно, навіть коли їхні діти присутні, і вважають, що це мило, коли їхні діти кажуть речі, які не відповідають їх віку. Квінтиліан розцінює цю поведінку як ознаку загального морального занепаду. На весіллях, проте, хлопчикам за давнім звичаєм дозволялось нецензурно розмовляти, осипаючи нову пару брудними жартами, оскільки, як вважалося, гумор і сміх сприяють народжуваності.
Захист застосовувався лише до вільнонароджених дітей, але не до дітей рабів чи проданих у рабство або захоплених у війні. Соціальне сприйняття педерастії римлянами фокусувалось на експлуатації молодих рабів чи повій чоловіками вищих класів.

### Обряди переходу
Юнаки та дівчата у підготовці до переходу до статусу дорослих носили tunica recta, «вертикальну туніку», так названу тому, що вона була виткана ритуально на варіанті вертикального ткацького верстата, який найдавніше використовувався римлянами. Туніка ймовірно мала пурпурову смугу недоторканості, хоча з наявних доказів це не ясно. Дівчата самі ткали свою tunica recta.
Ритуал переходу для юнака включав гоління його першої бороди та знімання його булли, яку він присвячував богам домівки, Ларам. Він вдягав toga virilis («чоловічу тогу»), записувався як громадянин у цензус та невдовзі розпочинав військову службу. Традиційно церемонія проходила під час Лібералій, фестивалю на честь бога Лібера, який уособлював і політичну, і сексуальну свободу. Після свого обряду переходу молодий громадянин отримував право доступу до тих видів сексуальної активності, які були прийнятними для римських чоловіків його рангу. Часто юнака знайомила з гетеросексуальним статевим актом досвідчена повія.
Очікувалось, що римські жінки лишатимуться цнотливими до шлюбу; чим вищий був соціальний статус дівчинки, тим раніше вона ставала зарученою та вступала в шлюб. Звичайний вік заручин для дівчини вищих класів був 14 років, але для патриціїв він був близько 12 років. Весілля часто відкладалися до моменту, коли дівчинка вважалась достатньо дорослою. Шлюбна церемонія була частиною обряд переходу для нареченої, оскільки у Давньому Римі не було складних жіночих пубертатних ритуалів Стародавньої Греції. У ніч перед весіллям наречена зав'язувала волосся жовтою сіткою для волосся, яку сама сплела. Покриття її волосся символізувало приборкання її сексуальності у шлюбі. Самостійне виготовлення tunica recta та сітки для волосся демонструвало її навички та здатність діяти у традиційній ролі матрони як custos domi, «хранительки домівки». У день весілля вона підперезувала туніку поясом cingulum, зробленим з шерсті ярої вівці, що символізував плодючість, та зав'язувала його «вузлом Геркулеса», який начебто було важко розв'язати. Вузол символізував цноту дружини тим, що міг бути розв'язаний лише її чоловіком, але cingulum також символізував, що наречений є зв'язаним із дружиною. Волосся нареченої ритуальну запліталось у «шість кіс» (seni crines), і вона була схована за вуаллю до моменту, коли її чоловік піднімав вуаль наприкінці церемонії, що було ритуальним відданням її цноти чоловікові.

## Секс, шлюб та суспільство

### Подружній секс
Оскільки чоловіки могли мати сексуальні стосунки поза шлюбом з відносною безкарністю, деколи припускалось, що добрий секс у шлюбі не був очікуванням у давньоримському шлюбі. Юрист Доміцій Ульпіан зазначав, що «шлюб створює не статевий акт, а подружня прихильність», але застереження моралістів та філософів проти надмірної уваги до сексу у шлюбі визнають потенціал подружніх пристрастей.
Сексуальні стосунки подружжя були приватною справою і зазвичай не мали з'являлися у літературі. Виключанням була епіталама, жанр поезії на честь весілля. Весільний гімн Катулла, наприклад, дякує Венері, оскільки «нічого не можливо без тебе». Овідій, чия любовна поезія на початку його творчості була спрямована на уявних коханок, писав елегії під час вислання, в яких сумував за дружиною. Серед збірки листів (Epistulae) Плінія Молодшого є та, де він описує свої почуття до дружини:

Мене охопила неймовірна туга за тобою. Причина — це перш за все моє кохання, але друга в тому, що ми не звикли бути не разом. Ось чому я проводжу більшу частину ночі, переслідуваний твоїм образом; ось чому мої ноги час від часу ведуть мене (правильний вираз!) за власним бажанням до твоєї кімнати в ті години, коли я звик тебе відвідувати; ось чому, коротше кажучи, я відступаю, хворобливо і невтішно, як відкинутий коханець від непривітних дверей.

Пліній використовує риторику любовної поезії, зазвичай спрямованої на прихованого або важкодоступного коханця/коханку, як прийнятну для вислову свого бажання до дружини.
Хоча для жінки було предметом гордості бути univira, одруженою лише раз, не було стигми щодо розлучення. Швидкий повторний шлюб після розлучення або смерті чоловіка/дружини був поширений та навіть очікуваний серед римської еліти, оскільки перебування у шлюбі вважалось правильним та природним для дорослих. Хоча очікувалось, що вдовиці мали зачекати 10 місяців до нового шлюбу, навіть вагітній жінці не забороняли взяти наступний шлюб, якщо не було питань щодо батька дитини для питань права. За наявною інформацією, якщо перший шлюб припинявся, жінка мала більше прав у організації наступних своїх шлюбів. Хоча діти були основною метою шлюбу, інші соціальні та сімейні зв'язки також мали вагу, не виключаючи особисту прихильність та сексуальне задоволення між чоловіком та жінкою, про що свідчать укладення шлюбів з жінками поза репродуктивним віком.
Троянське царське подружжя Гектор і Андромаха стало міфологічним тропом подружнього сексу. Латинська любовна елегія фокусується на їх сексуальному житті, а не на трагічному кінці їх шлюбу шляхом смерті Гектора від руки Ахіллеса. Вони були відомі позицією «жінка згори», з дієсловом, яке натякає, що жінка «скаче» на чоловіку як на коні. В цілому Гектора зображають як виключного гетеросексуала та ідеального чоловіка.

#### Шлюбна ніч
Епіталама Катулла описує шлюбну ніч як час розвиненої еротики, приправленої жартівливими та веселими піснями гостей. «Подивись всередину», радить поет нареченій, яка горить «інтимним полум'ям», «де твій чоловік лежить на багато прикрашеному ліжку, повністю доступний тобі». Чоловіку нагадують, що «добра Венера» благословила його, адже тепер він може відкрито бажати те, чого бажає, і не повинен приховувати «добре кохання». Пару заохочують насолоджуватися одне одним як вони хочуть (ludite ut lubet); метою є швидко отримати дітей.
Пара фресок у спальні «Casa della Farnesina» (див. парний малюнок справа) була інтерпретована як «опис того, як скромна наречена стає нескромною коханкою — можливо втілюючи непристойну чоловічу фантазію».

#### Подружня вірність та зрада
Деякі літературні тексти свідчать про очікування, що після весілля чоловік на певний час припинить свої сексуальні стосунки поза шлюбом і сфокусується на формуванні зв'язку з дружиною в надії заснувати родину. Деякі стоїки вважали, що подружня вірність повинна бути чеснотою для чоловіків так само, як і для жінок (див. «Сексуальна мораль стоїків»). Однак за законом римський чоловік не зраджував, якщо він мав сексуальні стосунки поза шлюбом у випадку, коли його партнер(-ка) вважався сексуально доступним; неналежна сексуальна поведінка (stuprum) була зрадою в залежності від статусу партнерки. Персонаж у п'єсі Плавта так комічно описує сексуальну свободу чоловіка:

Ніхто не забороняє ходити публічними дорогами (publica via); лишень не прокладайте свій шлях по приватній дорозі, до тих пір, доки ти тримаєшся подалі від наречених, неодружених жінок, незайманих, підлітків та вільних хлопчиків, кохай кого хочеш.

Одружені жінки та жінки, які могли одружитися, а також молоді громадяни чоловічої статі бути недоступні, так само як і чужі раби, і спочатку адюльтер був злочином проти права голови родини (paterfamilias) контролювати своє домогосподарство. Для чоловіка адюльтер був сексуальним злочином з жінкою, яка не була ні його дружиною, ні дозволеною партнеркою — повією чи рабинею, тобто коли жінка була дружиною чи неодруженою дочкою іншого чоловіка. Пізніші правники наголошували, що adulterium у суворому розумінні вчинявся з одруженою жінкою.
Одружена жінка не мала права на жодну невірність, а від дівчат, що вперше брали шлюб, очікувалась цнота. Як зазначав Катон Старший (2 ст. до н. е.), чоловік мав стародавнє право (ius) вбити свою дружину, якщо застав її в момент адюльтеру, але якщо таке «право» дійсно існувало, воно виходило з традиції, а не з записаного закону. В часи Республіки подружня зрада зазвичай вважалась приватним питанням родин, а не серйозним кримінальним злочином, який вимагає уваги судів. Джерела не фіксують виправданого вбивства жінки через перелюб ні батьком, ні чоловіком під час доби Республіки, хоча перелюб був підставою для розлучення.

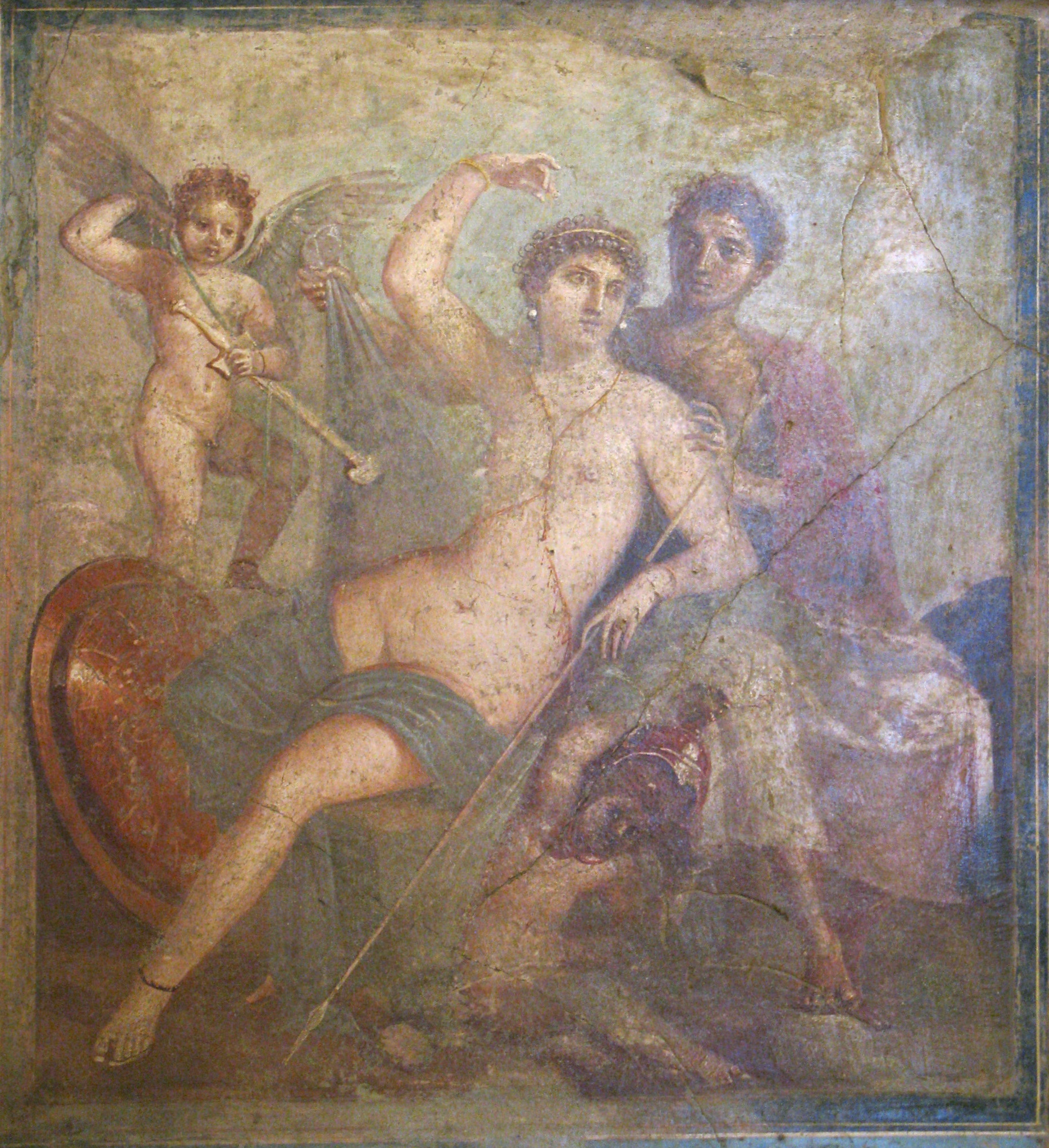
Міфологічний перелюб Венери та Марса, тут у присутності Купідона, був популярним сюжетом фресок

Після колапсу Республіки моральне законодавство стало частиною нового політичного ладу під владою першого імператора Риму — Августа. Закон щодо перелюбу був прийнятий 18 р. до н. е. як частина його програми відновити mos maiorum, традиційні соціальні норми, під час консолідації його політичної влади та кодифікації більш жорсткої соціальної ієрархії після нещодавніх громадянських воєн. Звернення до традиційних цінностей приховувало радикальну заміну представницьких політичних інститутів Республіки на вертикально орієнтовану ієрархію одноособового правителя. Lex Iulia de adulteriis («Юліанський закон щодо актів адюльтеру») був спрямований на покарання одружених жінок, які мали позашлюбні стосунки. Дослідники часто припускали, що метою Lex Iulia було приборкання надмірного поширення адюльтеру у Пізній Республіці. Згідно з андроцентричними поглядами початку ХХ ст., Lex Iulia був «дуже необхідним контролем зростаючої незалежності та необдуманості жінок». Більш прихильний погляд наприкінці ХХ — початку ХХІ ст. розглядав позашлюбні любовні стосунки як спосіб для розумних, незалежних жінок еліти формувати емоційно значущі стосунки поза шлюбами, влаштованими для політичних цілей. Однак можливо, що такої епідемії перелюбу навіть не існувало; згаданий закон, мабуть, слід розуміти не як вирішення реальної проблеми, яка загрожувала суспільству, а як один із інструментів соціального контролю, який здійснював Август, який встановлював державу та по суті його самого в ролі paterfamilias всього Риму.
Особисті побоювання щодо невірності, в шлюбі чи ні, відображаються в магічних заклинаннях, призначених для «виправлення» (defixiones) або прив'язування еротичної прихильності іншої людини. Також відомі закляття до визначення вірності коханих. Один магічний папірус з Римського Єгипту рекомендує помістити серце одуда на геніталії сплячої жінки, щоб отримати правдиву відповідь; інший каже, що курячий язик, поміщений на її губи чи груди, змусить її вимовити ім'я чоловіка, якого вона кохає.
Література Пізньої республіки та Принципату, особливо сатири Горація та Ювенала, пропонують різні описи, чи можливо фантазії, того, як зраджений чоловік може піддати коханця дружини приниженню та покаранню. У цих літературних творах коханця каструють, б'ють, ґвалтують (зраджений чоловік або його раби) або здійснюють анальну пенетрацію барабулею, рибою, яку римська еліта вирощувала у ставках (otium). Однак згадки про такі дії не має у листах Цицерона чи історичних записах Тацита, а тому вони можуть бути перебільшеннями уяви авторів. Овідій висміює ревнивого чоловіка за відсутність вишуканості: «Чоловік, який надмірно страждає через перелюб дружини, є провінціалом». Попередник Овідія Катулл писав поезію про свій роман з «Лесбією», жінкою вищого за нього соціального класу, яку традиційно ідентифікують як Клодію. Розвиток такого поблажливого ставлення як ознаки мешканця міста міг були однією з причин пункту у законі Августа про перелюб, який вимагав зрадженого чоловіка розлучитись з дружиною та подати на неї в суд, або отримати звинувачення проти себе у сутенерстві (lenocinium).

### Стосунки між рабовласниками та рабами
Сексуальність була «ключовою рисою» давньоримського рабства. Оскільки раби вважались власністю за римським правом, власник міг використовувати їх для сексу або надавати їх у користування іншим. Деякі дослідники вважають, що зміст листів Цицерона вказує на те, що він мав тривалі гомосексуальні стосунки зі своїм рабом Тіроном. Римський голова родини (paterfamilias) був абсолютним господарем і мав владу за межами контролю суспільства та держави Але ця форма задоволення сексуальних потреб мала невеликий еротичний підтекст: використання власних рабів було лише трохи вище мастурбації. Описуючи ідеального партнера для педерастії, Марціал надає перевагу хлопчику-рабу, який «поводиться більше як вільна людина, ніж його власника», тобто тому, хто може представити цей зв'язок як стимулюючу гру залицянь. Коли фігури, які можна ідентифікувати як рабів, зустрічаються в еротичному мистецтва, вони виконують звичайні роботи на задньоу плані і не залучені до статевих актів. У своєму «Снотлумачі» (бл. 170 р.н. е.), Артемідор Далдіанський дає символічний погляд на сексуальну цінність рабів: сон про секс з власною рабинею вважався гарним, оскільки «раби є власністю того, хто спить; тому отримання насолоди від них позначає, що той, хто спить, задоволений власним майном».
Римлянин міг використовувати власних рабів для сексу, але не міг примушувати будь-якого чужого раба до сексу, адже власник мав право на контроль своєї власності. Проти вільного чоловіка, який примусив чужого раба до сексу, не могли висунути звинувачення у зґвалтування, адже закони захищати тіло громадянина, а не раба, але власник раба міг засудити ґвалтівника за законом Lex Aquilia за збитки його майну.
Сексуальність рабів контролювалась. Вони не мали права на законний шлюб (conubium), але могли жити як подружжя (contubernales). Власник часто обмежував гетеросексуальні стосунки своїх рабів виключно своїми рабинями; діти від таких стосунків збільшували його статки. У період, коли масштабна економіка рабства у Римі лише починала створюватись, Катон Старший вважав доброю практикою контролювати сексуальне життя своїх рабів та брав плату з них за доступ до своїх рабинь.

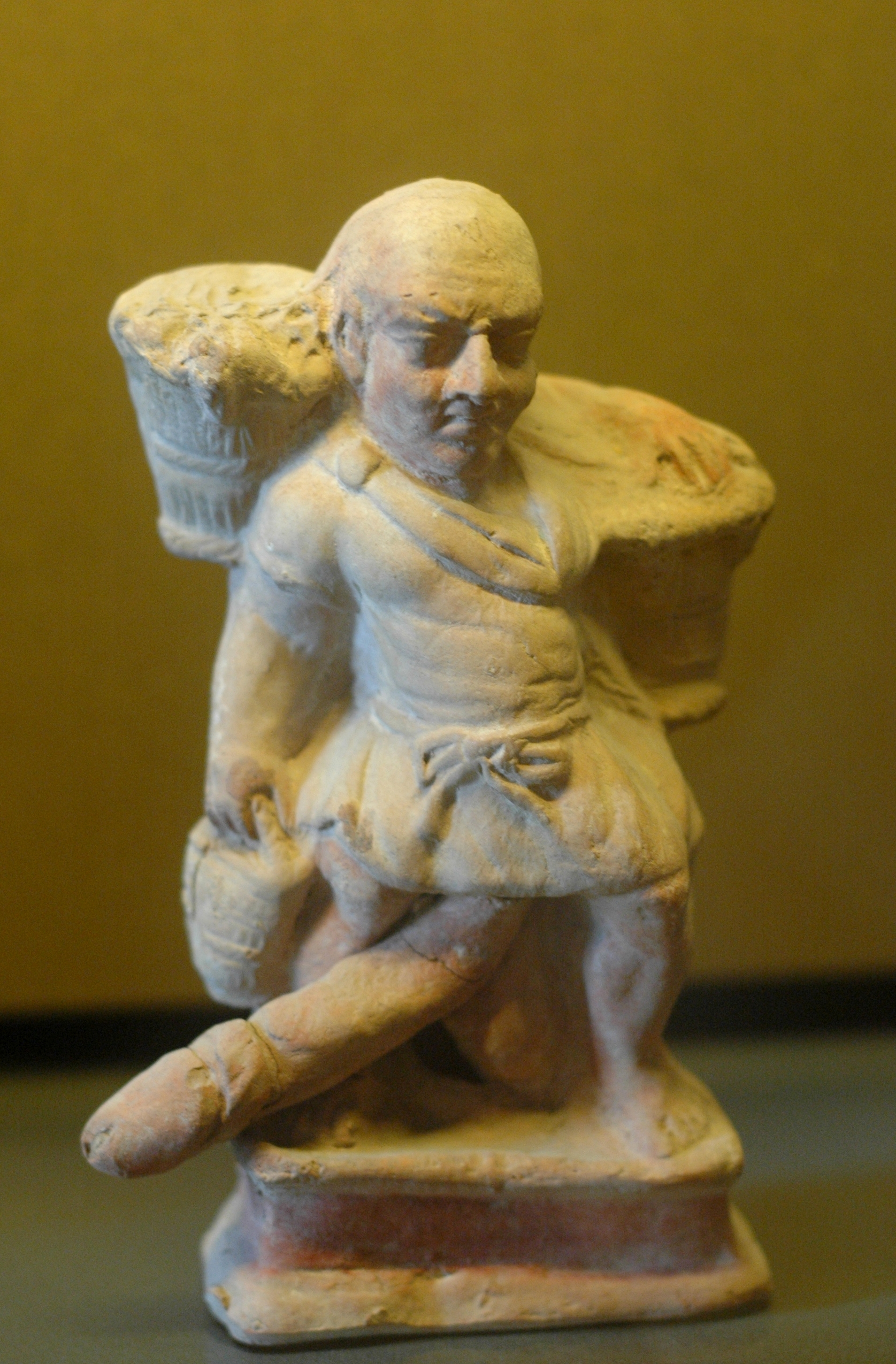
Гротескна фігурка раба з перебільшеним фалосом: у римській комедії рабів часто зображувати як надмірно зацікавлених у сексі

Якщо власник дізнавався, що у його раба сексуальний зв'язок з вільною жінкою, закон вимагав, щоб він три рази вимагав від пари його розірвати, а якщо зв'язок продовжувався, він мав право стати власником жінки. Згадки про жінок з поважних сімей, які мають статеві стосунки з рабом-чоловіком, трапляються рідко, вказуючи на те, що письменники-чоловіки не були заклопотані цим ризиком. Цицерон не наводить таких прикладів ні в частинах своїх листів, де описує чутки, ні в судових справах, де він атакує репутацію жінки: він звинувачує Клодію в інцесті та управлінні її домогосподарством як борделем, але не в тому, що вона спить з рабами. Навіть Мессаліну чи Семпронію Саллюстія ворожі до них джерела не звинувачують у сексі з рабом. Секс з рабом був серед сфабрикованих звинувачень проти Клавдії Октавії, дружини Нерона, коли Поппея Сабіна намагалася зайняти її місце, але переважно це було натяком або образою проти її чоловіка, який не зміг це попередити.
Незважаючи на зовнішній контроль та обмеження сексуальності рабів, римське мистецтво та література на противагу ним часто зображують рабів як розпусних, вуаєристів і навіть сексуально досвідчених. Однією з тем римської комедії, яка відрізняє її від її грецьких зразків, є зображення відносин між господарем і рабом.
Вільнонароджені римляни, які потрапили до рабства, мали були захищені від сексуальної експлуатації, як зазначено у двох різних історіях, наведених стародавніми істориками. До скасування «боргового рабства» у 4-му ст. до н. е., вільні римляни деколи були змушені продавати себе чи своїх дітей у рабство, якщо вони не могли погасити свої борги. Згідно з Тітом Лівієм, боргове рабство (nexum) було скасована як прямий наслідок намагання вчинити сексуальне насилля над вільнонародженим хлопчиком, який слугував забезпеченням боргів свого батька у лихваря Люція Папірія. Юнак, ГаЙ Публілій, буд дуже красивим і Папірій наполягав, що як борговий раб він мав надавати сексуальні послуги. Коли Публілій відмовився, Папірій наказав його роздягнути та випороти. Після цього юнак вибіг на вулиці, демонструючи свої тілесні ушкодження, і обурення громадян вимусило консулів зібрати сенат. Політичний процес мав наслідком прийняття закону Lex Poetelia Papiria, який забороняв утримувати боржників у рабстві за їх борги і натомість вимагав, щоб забезпеченням виступало майно боржника. Таким чином закон встановив, що недоторканість тіла римського громадянина була фундаментальною в концепції libertas, політичної свободи, на противагу можливостям використання тіла раба. У цьому та схожому інциденті, про який писав Валерій Максім, тілесне покарання та сексуальне насильство вбачаються як схожі порушення свобод громадянина від фізичного примусу, на противагу фізичній вразливості раба.
На рабів поширювався деякий сексуальний захист. Поведінка рабів в цілому впливала на респектабельність домогосподарства, а materfamilias зокрема оцінювали за сексуальною поведінкою її рабинь, щодо якої очікувалась, що вона буде моральною чи принаймні прихованою. Ця вимога благопристойності, можливо, обмежувала експлуатацію рабинь, які були частиною familia. Сенека Молодший виказував обурення стоїків, що раба могли «ожіночувати» та сексуально використовувати, оскільки не слід зневажати людську гідність раба. Зростання популярності торгівлі рабами-євнухами в часи Ранньої імперії спричинило появу законів за часів імператора Адріана, що забороняли кастрацію раба проти його волі «для похоті чи заробітку». Юриличні документи щодо продажу раба могли включати ковенант ne serva prostituatur, яким заборонялось використання раба у проституції. Хоча турбота про добробут раба могла бути фактором в окремих випадках, це юридичне обмеження ймовірно також було призначено для захисту рабовласника від ганьби (infamia), пов'язаної з сутенерством та проституцією. Ковенант ne serva залишався чинним і у подальших продажах, навіть якщо покупець спочатку не знав про нього, і якщо він порушувався, раб, незаконно змушений до проституції, отримував свободу.

### Проституція

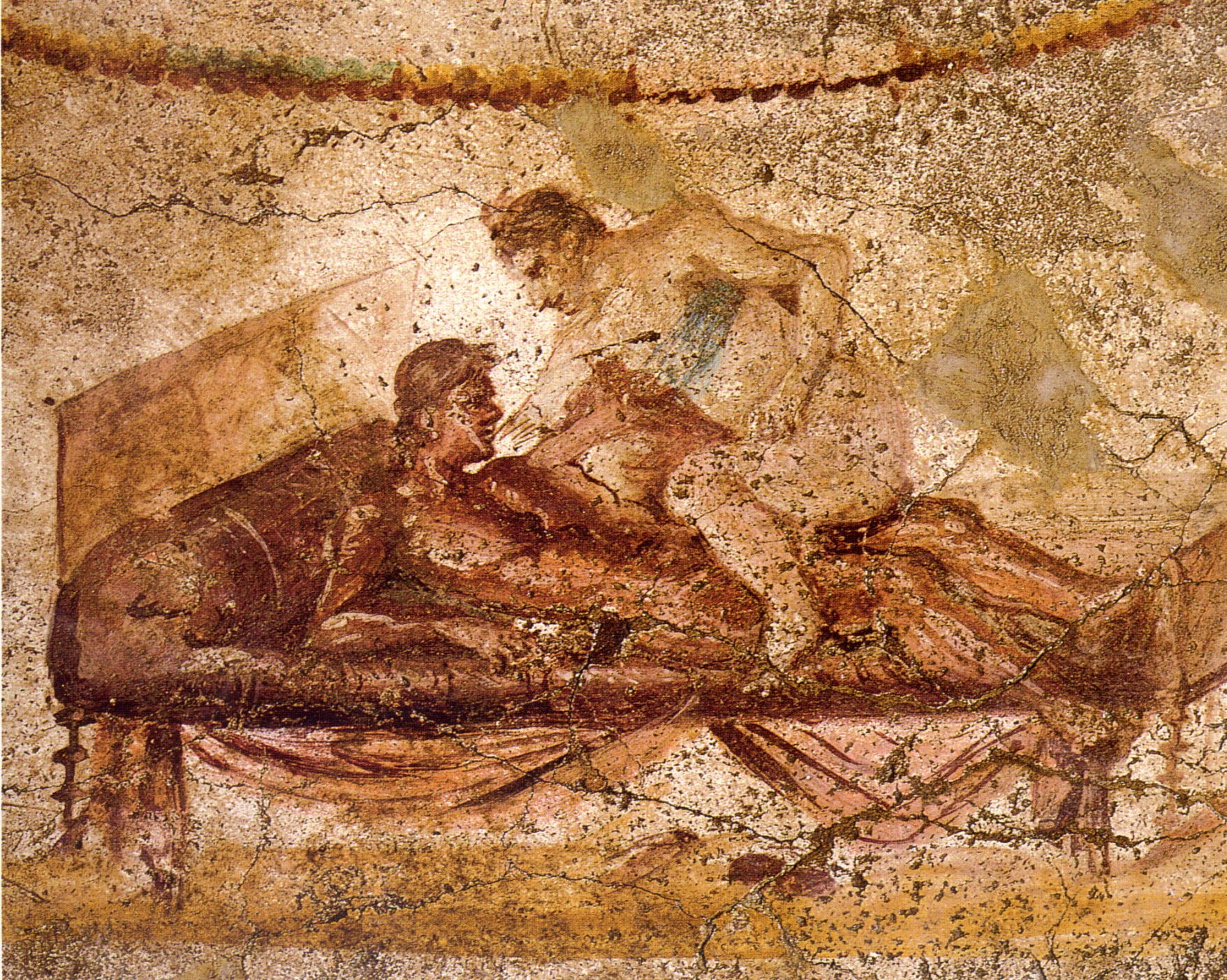
Фреска з лупанарію у Помпеях

Проституція була законна на всій території Римської імперії у всі періоди її існування. Більшість повій були рабинями або звільненими жінками. Повії в Римі мали зареєструватись у едилів. Незважаючи на начебто чітке визначення за законом, юрист Ульпіан мав думку, що відкрито сексуально нерозбірлива жінка накликала на себе статус повії, навіть якщо не брала плату за секс. Моральні закони доби Августа, що криміналізували подружню зраду, робили виключення для повій, з якими могли законно мати секс з одружені чоловіки. Заохочені думати про подружню зраду як швидше про питання закону, а не моралі, кілька відомих жінок навіть вирішили уникнути покарання за зраду шляхом реєстрації повіями.
Цей нечіткий статус часто ставав сюжетним поворотом у комедіях Плавта та Теренція. За сюжетом на шляху кохання виникають перешкоди, коли юнак закохується та хоче одружитися з повією, яка не є громадянкою Риму, і перешкоди зникають, коли відкривається справжній статус дівчини як вільнонародженої діви. Вільнонароджена діва гарного виховання може стати нареченою, а повія-негромадянка — ні. Зв'язок цих комічних ситуацій з реальним життям непевний: і Плавт, і Теренцій були під впливом давньогрецьких комедій, які часто маловідомі, і тому важко визначити ступінь включення ними римських соціальних поведінки та ставлень до текстів. Елейн Фантам зазначала, що тривалі військові кампанії у Греції та на Близькому Сході познайомили римських чоловіків з більш витонченим стандартом розкоші та задоволення, що, можливо, зображений у комедіях: молодий чоловік замість рабині родини чи звичайної повії реалізує свою закоханість з дорогою куртизанкою.
Повії присутні в еротичному мистецтва Помпей та Геркуланума, в тому числі на фресках будівель, ідентифікованих як борделі; на фресках вони часто оголені, крім бюстгальтера без бретельок (strophium). Фрески демонструють різні сексуальні позиції, деякі з яких суперечать певним науковим уявленням про позиції, яким надавали перевагу римські чоловіки при гетеросексуальному статевому акті. За письмовими джерелами, повії носили виразний одяг, часто надто яскраві сукні з прозорого шовку. Вони були єдиними римськими жінками, які носили тогу, тобто вбрання вільного римського чоловіка. Цей перетин гендерних кордонів трактується по-різному.

#### Задоволення та ганьба
Повії були серед тих осіб у Римі, які підпадали під категорію infames (зганьблені), що мала дуже малий правовий захист, навіть якщо вони технічно не були рабами. Після отримання Infamia як правового статусу його вже не можна було змінити: повією була не лише жінка, яка практикує проституцію, але і та, яка колись так робила, навіть якщо вже припинила; оскільки ганьба не зникає після припинення практики.
У римській моральній традиції, задоволення (voluptas) було сумнівним зайняттям. Стоїк-мораліст Сенека протиставляє задоволення чесноті (virtus):

Чесноту знайдеш ти у храмі, на форумі, у будівлі сенату, чи коли вона стоїть перед стінами міста, в пилюці та обпалена сонцем, з грубими руками; насолода найчастіше ховається у басейнах та парних та у місцях, що бояться едилів, у пошуку темряви, м'яка, зніжена, тхне вином та парфумами, блідо або інакше розмальована косметикою, як труп.

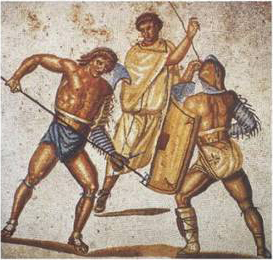
Ювенал вважав, що ретіарій (зліва), гладіатор, який бився з незахищеним лицем та тілом, є жінкоподібним та схильним до сексуальної розпусти

Римська амбівалентність щодо фізичного задоволення виражається у «ганьбі» тих, чиї тіла надавалися для нього публічно. У технічному сенсі «ганьба» (infamia) була офіційною втратою юридичного стану вільнонародженою людиною в результаті неналежної поведінки, у тому числі сексуальної, але це слово могло використовуватись для позначення поганої репутації в цілому. Infamia була «неминучим наслідком» певних занять, до яких належали не лише повії та сутенери, а й виконавці — такі як актори, танцівники та гладіатори: «Ці особи були об'єктами бажань інших людей. Вони обслуговували задоволення інших. Вони заплямовувались тим, що піддавались публічному погляду».
Тих, хто отримав статус infames (одн. infamis), могли піддавати тілесним покаранням, які зазвичай використовувались лише для рабів. В часи Республіки чи Ранньої імперії одним зі шляхів визначення свобод громадянина було через вільність його тіла від фізичного примусу або покарання, такого, як шмагання представниками влади. Громадяни, які вирішити стати виконавцями та використовувати своє тіло для надання публічного задоволення, виключались з-під такого права на фізичний захист, та їх могли бити чи іншим чином піддавати насильству. Будь-який вільний чоловік, що ставав гладіатором, приймав клятву терпіти таврування, зв'язування та побиття, а також прийняти потенційну смерть від меча. Гладіатори, яких одночасно обожнювали та зневажали, мусили мати сексуальну привабливість для жінок.
Актори були сексуально неоднозначними, частково тому, що вони могли імітувати жінок і були привабливими і для жінок, і для чоловіків. Римський диктатор Сулла мав тривалі стосунки з актором; Гай Цільній Меценат, покровитель мистецтва та радник Августа, був закоханий в актора на ім'я Батилл;, жінки імператорської родини ймовірно мали акторів за коханців. Акторки вважались повіями.
Чоловік, якому подобалась приймаюча роль у сексі (анальному чи оральному), що часто характеризувався як cinaedus, також міг отримати клеймо infamis, хоча як громадянин він міг зберегти свій правовий статус.

#### Приватні борделі
Археологічні свідчення, переважно з Помпей та Геркулануму, а також літературні джерела, як здається, вказують на те, що у деяких давньоримських приватних будинках (домусах). існували приватні «секс-клуби». Більшість римлян жили в квартирах (в інсулах); домус був великою окремою будовою у власності заможної родини і у Стародавньому Римі обіймав центральне місце у соціальній ідентичності родини. У кількох з таких резиденцій знайдені кімнати, прикрашені порнографічним мистецтвом, що не відрізняється від мистецтва, знайденого у ідентифікованих борделях; у деяких випадках, еротично прикрашена кімната мала окремі двері назовні будинку для відвідувачів, які при звичайному візити до домусу входили б через основні двері, які вели до атріуму, де родиною демонструвались зображення предків та інші ознаки респектабельності.
Було висловлено припущення, що ці кімнати імітувати атмосферу борделю при проведенні в них ексклюзивних секс-вечірок; історик Валерій Максім описував одну з таких вечірок 52 р. до н. е. за участі консула та народних трибунів:

Так само сумнозвісна була вечірка, організована для Метелла Сципіона, коли він був консулом, та для народних трибунів — Гемеллом, прислужником трибунів. За народженням він був вільним чоловіком, але за своїми справами почав виконувати роль прислужника. Суспільство колективно зашарілося: він створив бордель у власному будинку та виступав сутенером для Муції і Флавії, кожна з яких мала поважного чоловіка та батька, а також для аристократичного хлопчика Сатурнія. Тіла в безсоромному підкоренні, готові прийти на гру в нетверезий секс! Бенкет не для вшанування консула та трибуни, а такий, що звинувачує їх!

Існування секс-клубів може надати історичну основу для політичних звинувачень часів Пізньої Республіки на адресу публічних фігур, чиї гості включали повій, та для сумнозвісного Імперського борделю, який Калігула створив на Палатині, де він був фактично сутенером одружених жінок та вільнонароджених хлопчиків.

## Статеві акти та сексуальні позиції
Відомо близько 90 позицій для сексу у стародавньому світі. І давньоримське мистецтво, і латинська література, найбільш відомо — параграфи з Мистецтва кохання Овідія, описують різні форми статевих актів (concubitus varii) та сексуальних позицій (figurae veneris). Латинські терміни взяті з Овідія, з опису того, як найаристократичніші домогосподарства демонстрували еротичні картини серед своїх художніх колекцій. Згідно з Suetonius, Tiberius мав велику колекцію еротичного мистецтва та керівництв з сексу, включно з картиною, де міфічна мисливиця Аталанта займалася оральним сексом з Мелеагром, цінність якої імператор вважав більшою за мільйон сестерціїв. Сексуальна різноманітність захоплювала римлян. Вважалося, що астрологія впливає на преференції та заняття людини: люди, народжені, коли Сонце, Місяць і планети знаходились у певних астрологічних знаках, вважались схильними до таємних збочень чи «неприродних» форм статевих актів, або до pathici.
Лукрецій спостерігав, що статеві акти можуть мати різні цілі. Повії використовують певні рухи, спрямовані на задоволення своїх клієнтів та на уникнення вагітності. Жінкам, які бажають завагітніти, рекомендувалось не дуже активно рухатись під час сексу, оскільки такі рухи «викидають леміш з борозни та неправильно направляють посів насіння». Лукрецій рекомендує «позицію на колінах» (a tergo) для пар, які намагаються досягти запліднення, оскільки вона відповідає природному статевому акту тварин.

### Секс чоловік-жінка

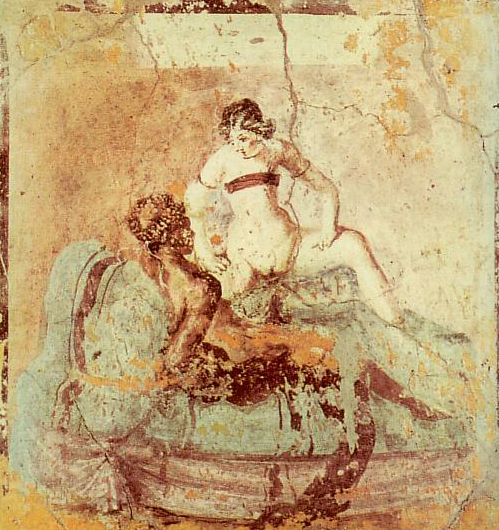
Позиція «жінка-вершниця» найпоширеніша у давньоримському мистецтві

Основним лайливим дієсловом для позначення сексу чоловіка з жінкою було futuo, «я злягаюся, я ї..у». Невідоме в пристойній літературі, futuo було не обов'язково образливим чи агресивним; воно вживалося для позначення сексу між повією та клієнтом, а під час сексу між коханцями / подружжям могло використовуватись як «перчинка» для збільшення еротичного бажання. Фрагмент твору Плавта дозволяє припустити, що набуття жінкою еротичного словникового запасу було частиною ознайомлення жінки з сексуальністю у шлюбі: незаймана діва пояснює, що вона ще не навчилася слів, прийнятних для шлюбної ночі (nupta verba). Легке використання цього слова жінкою в іншій ситуації свідчить про її незалежність від соціальних норм та відповідну відсутність статусу. «Або трахни мене, або давай битися» (лат. Aut futue aut pugnemus), — за оповідями сказала грізна Фульвія, кидаючи виклик майбутньому Августу. У графіті в Помпеях, написаних як чоловіками, так і жінками, форми futuo використовуються для оголошення чоловічої сили, задоволення чи доступності для сексу.
Томас Габінек стверджував, що «категорію гетеросексуального чоловіка вигадав Овідій», оскільки для римського чоловіка вважалось нормальним мати одностатеві відносини. Овідій радикально відкинув римську традицію педерастії та зазначав, що він отримує більше задоволення (voluptas) у сексі з жінкою як з рівною йому; він наголошував, що сексуальне задоволення повинно бути взаємним. Овідій також радить чоловікам на завершувати статевий акт з партнеркою без того, щоб жінка досягла оргазму. В одному абзаці він, як здається, рекомендує одночасний оргазм:

Але не підведіть свою даму, піднімаючи більші вітрила, але і не дозволяйте їй випередити вас на шляху; біжіть разом до фінішу: ось саме тоді задоволення повне, коли чоловік і жінка лежать там, однаково переможені.

#### Поза вершниці
«Поза вершниці» (mulier equitans) як варіант позиції «жінка згори» не відома на малюнках грецьких ваз, але є популярною у римському мистецтві. Овідій рекомендує її для тендітних жінок, оскільки висока жінка не захоче надто височіти над партнером. За міфами, їй надавали перевагу Гектор та Андромаха, хоча Андромаха була легендарної висоти, в позиція жартівливо називалася «кінь Гектора». Один барельєф з Римської Галлії показує позу верщниці та обіграє метафору шляхом показу галопуючого коня на задньому плані (перше зображення у галереї нижче).
У мистецтві стандартна поза вершниці була жінка згори, розташована фронтально так, щоб все її тіло було видно глядачу, часто з підкресленням депільованої області лобка. Важливість цієї пози у римській культурі інтерпретується по-різному. Кеннет Довер вважав, що вона могла вказувати на відносну сексуальну емансипацію римських жінок. З точки зору жінки ця позиція дає незалежність рухів для її власного задоволення. Однак Поль Вен вважав, що вона підкреслювала, що жінка мала працювати, щоб задовольнити чоловіка, який лежить та отримує насолоду без зусиль. Можливо, позицію полюбляли використовувати у мистецтві, оскільки вона подобалась глядачам і чоловічої і жіночої статі: чоловікам даючи погляд на жіноче тіло без перешкод, як рекомендовано Овідієм, пеніса, що проникає; а жінки бачили візуально домінуючу жіночу фігуру в активній ролі.
Позиція також мала назву Venus pendula conversa, «перпендикулярна Венера з жінкою, яка дивиться вперед чоловіка». У її зворотному варіанті (Venus pendula aversa, «перпендикулярна Венера з жінкою, яка дивиться від чоловіка»), жінка сидить на чоловікові лицем до його ніг; цей варіант рідко присутній у згадках чи мистецтві, але відомий за серією римського мистецтва, знайденого в Нілотичному Єгипті.

Relief with inscription[597]
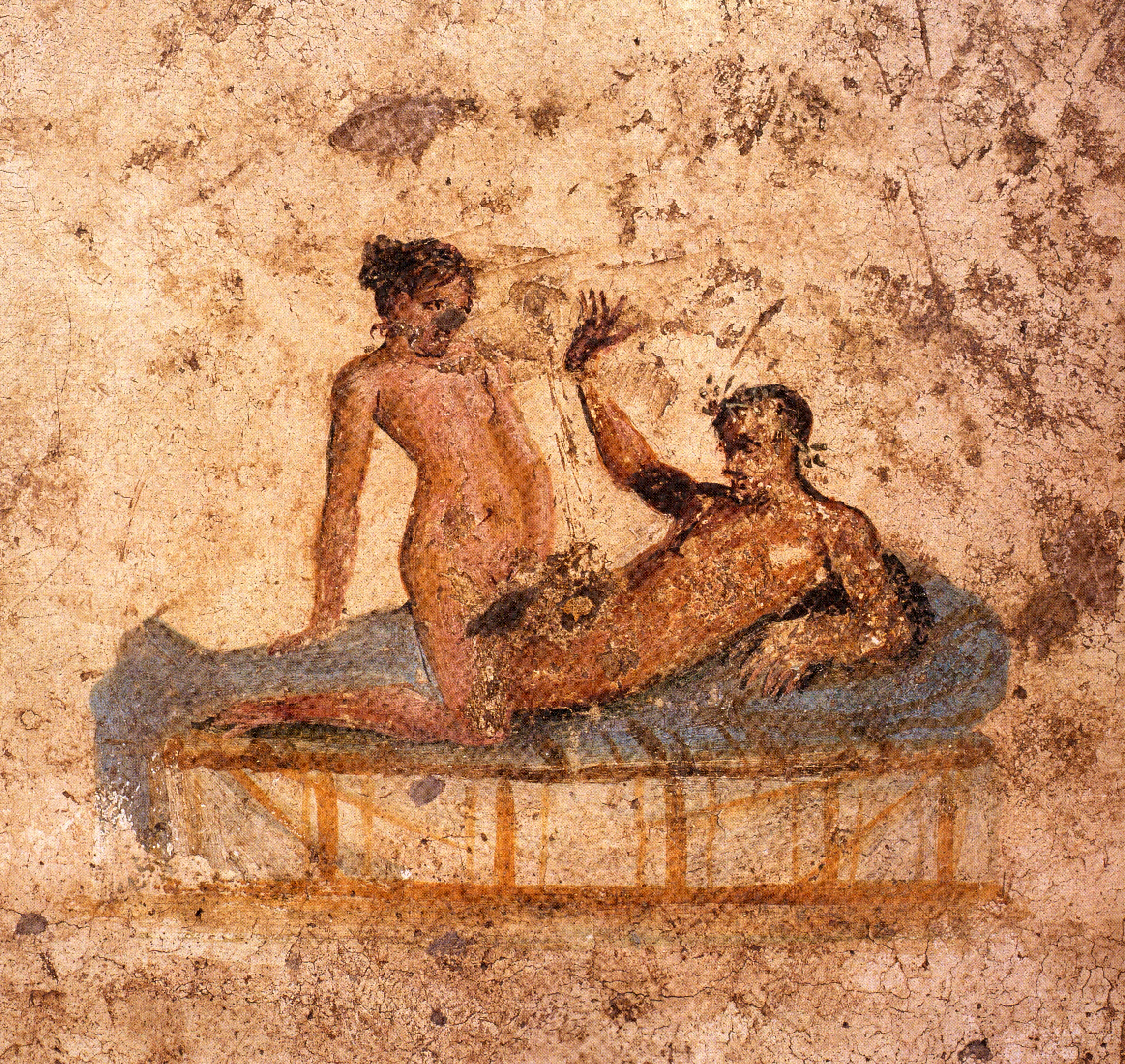
Каса дель Рісторанте
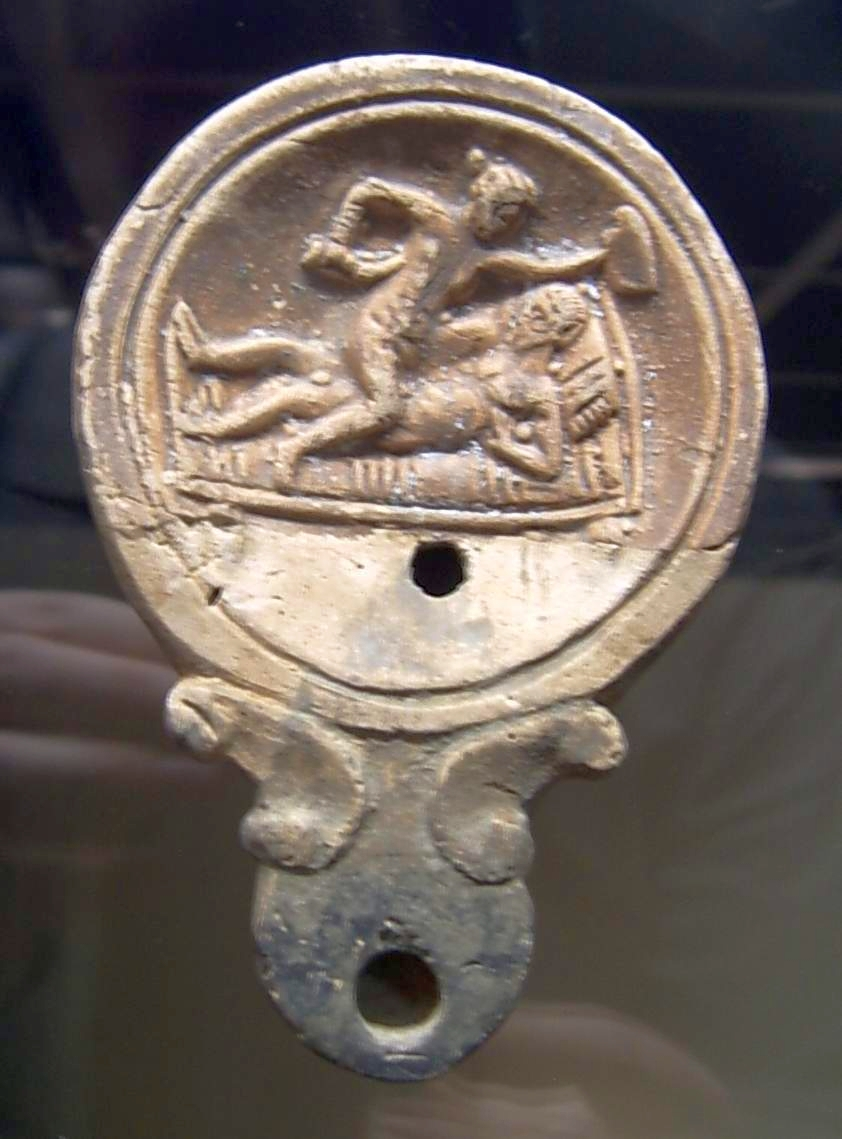
На лампаді
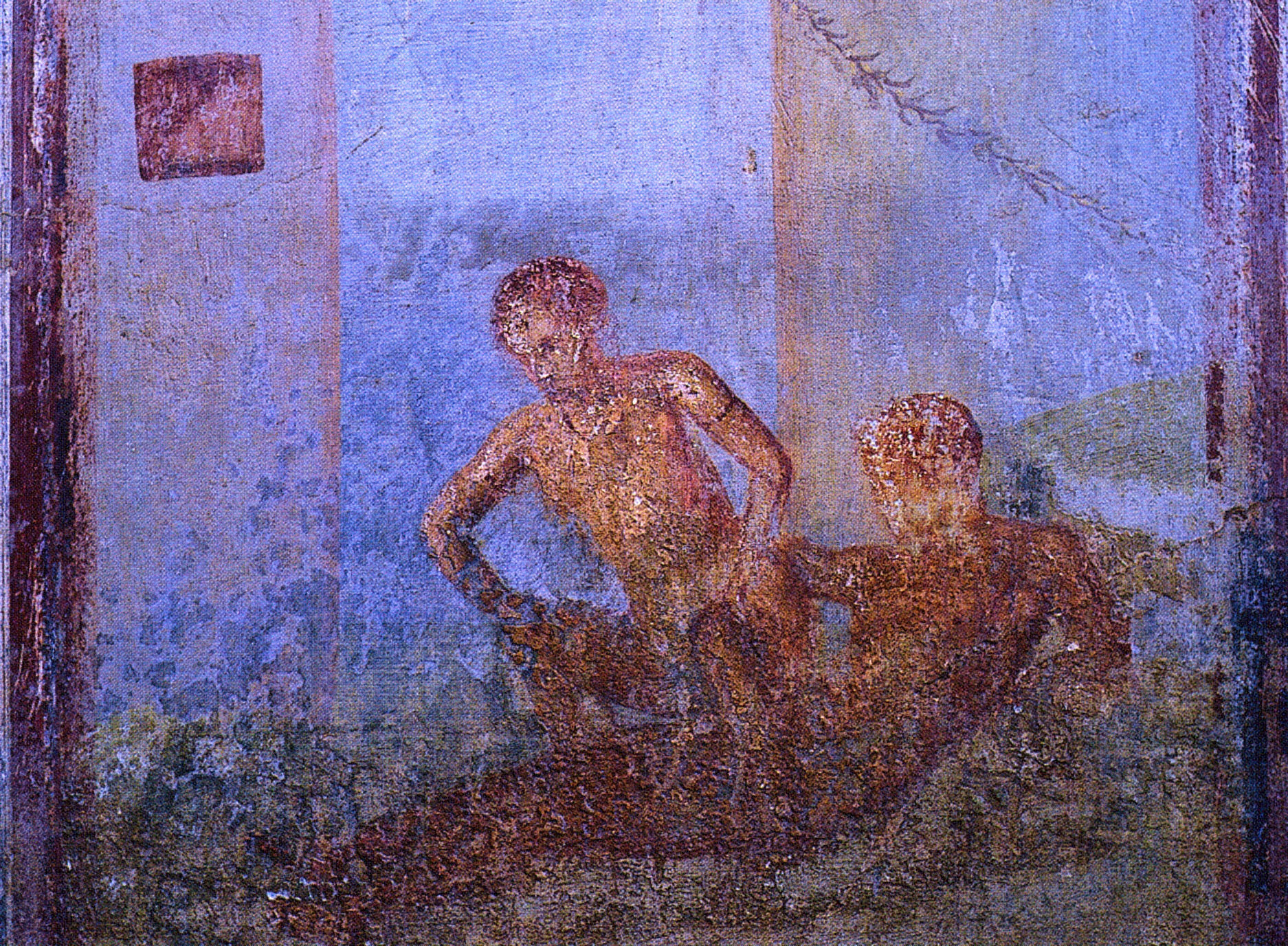
Venus pendula aversa

Порівняння з вершником також відомо для cinaedus (поза вершника при анальному сексі), та принаймні один раз при згадці лесбійок, які «чергуються у позі вершниці та рухаються з Місяцем як свідком».

### Анальний секс

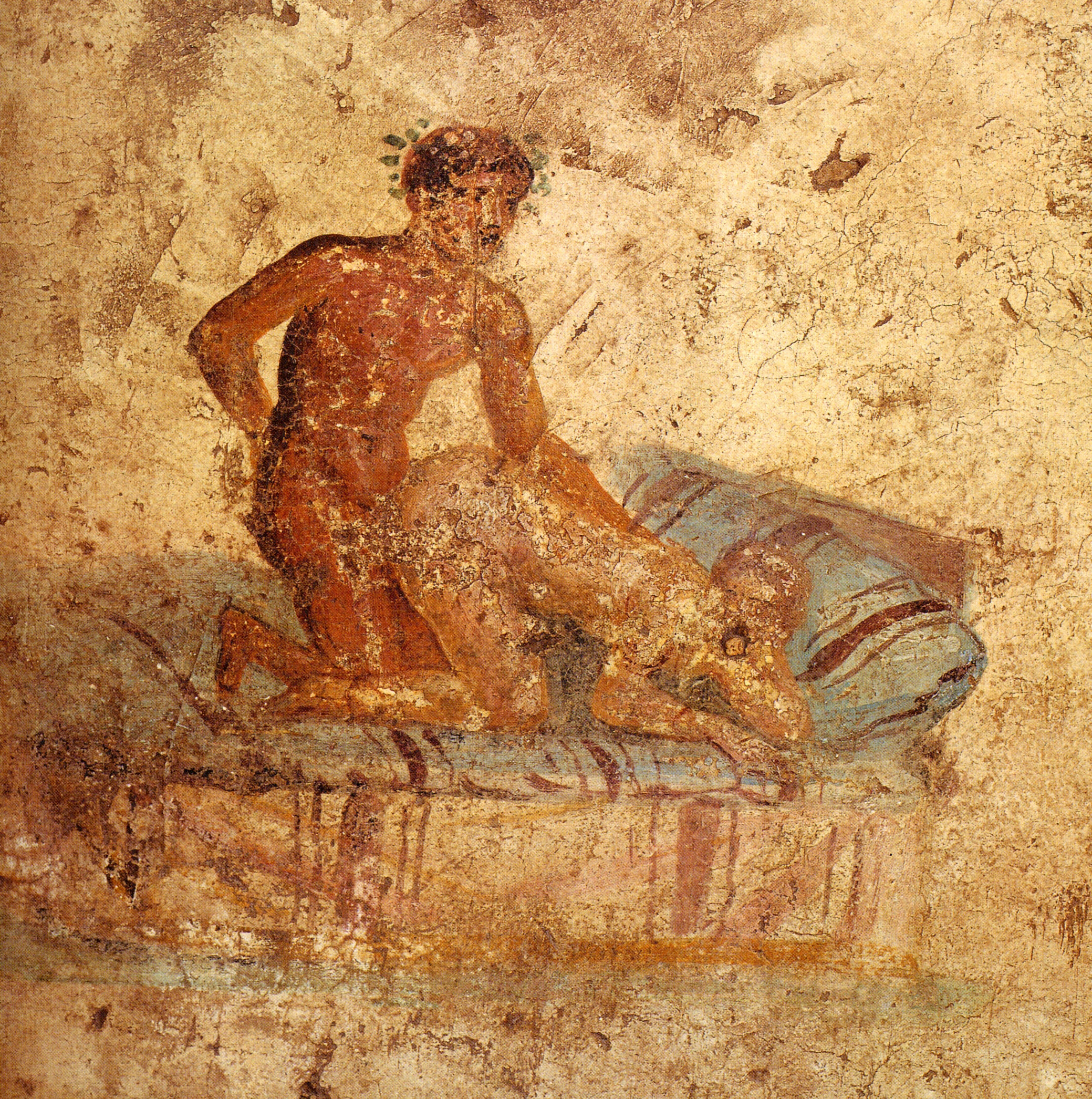
Позиція «левиці» (Каса дель Рісторанте, Помпеї)

Латинський глагол pedicare позначав «анальне проникнення», об'єктом якого був зазвичай, але не завжди чоловік. Pedicare було прямим і неевфемістичним словом, і його можна було вживати загрозливо, як наприклад, у відомому вірші Катулла Carmen 16, або в загальному значенні «пішов в дупу». Етимологія слова pedicare не відома, але окремі дослідники вважали, що воно походить з давньогрецького paidika, стосується педерастії. Базовою назвою анусу було culus, а поширені метафори включали ficus, «інжир» та anus, «кільце», що вважалось пристойним терміном і було стандартним у медичних текстах.
Якщо чоловік був реципієнтом анального сексу, про нього казали, що він muliebria pati, «поводиться як жінка», але при цьому якщо чоловік займався анальним сексом з жінкою, то вважалось, що вона грає роль хлопчика. Наприклад, Марціал наголошував, що анальний секс кращий з хлопчиками, ніж з жінками; коли його жінка заперечувала, що вона погоджується на анальний секс з ним у намаганні зберегти його вірність, він знущається над неповноцінністю її анусу порівняно з хлопчачим.
Позиція figura veneris, в якій жінка стає в колінно-локтеву позу, щоб підняти свої сідниці (інша назва -«левиця»), могла призначатись для анального сексу, оскільки у давньогрецькому мистецтві зустрічаються зображення хлопчиків у цій позиції; на зображеннях пари чоловік-жінка може бути важко розрізнити анальний секс від вагінального a tergo (ззаду). Culibonia («добрий анал») була жартівливою назвою повії з такою спеціалізацією. Одним з мотивів для жінок у проституції могло бути запобігання вагітності.

### Оральний секс
Os impurum, «брудний рот», був образливою назвою тих, хто надавали оральний секс. «Оральна розбещеність» була улюбленою формою інвективи у Катулла, Горація та Марціала. Звинувачення у os impurum було «надзвичайною лайкою», настільки непристойним, що Цицерон використовував його лише на адресу чоловіків нижчого за себе статусу, лише натякаючи, що їхня деградація загрожує їх більш могутнім патронам, які були справжньою ціллю його творів.

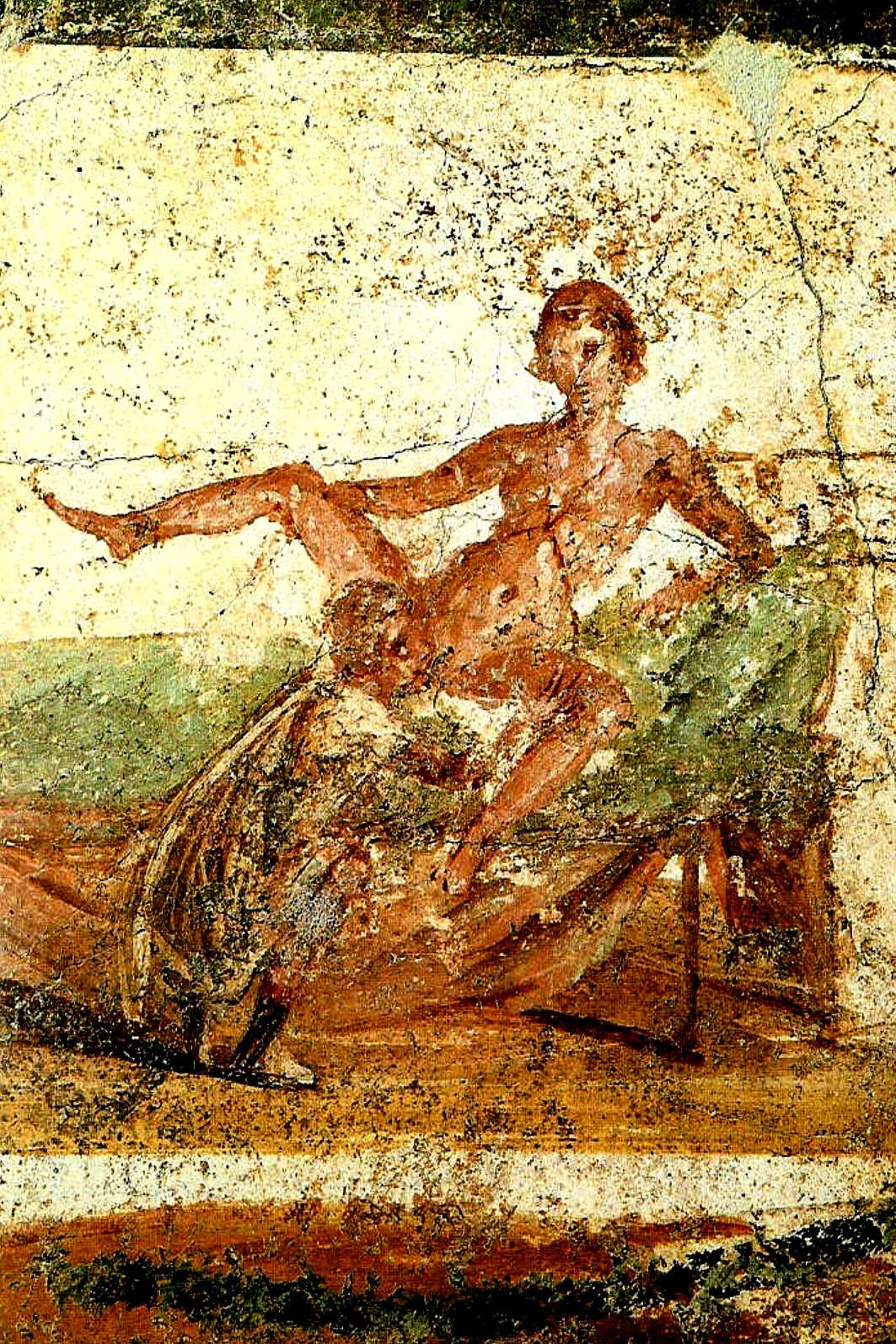
Фреска з Помпей, на якій зображений кунілінгус чоловіка жінці

За непристойним комічним віршем була поширена думка, що оральний секс викликав неприємний запах з рота, який був майже токсичним. «Повії з провулків» вважались забрудненими через надання орального сексу; Катулл описує «смердючу слину повій». Сечовидільна функція пеніса робила оральний секс особливо відразливим для Катулла, який в іншому творі відчуває гидоту до кельтібера за чищення зубів сечею. Марціал жартує, що тонкий парфум перетворювався на гарум, рибний соус, коли його нюхав чоловік, чий подих був смердючим після орального сексу. В іншій епіграмі Марціала чоловік, який робив мінет, дихає на гарячий пиріг, щоб його остудити, і перетворює пиріг на екскременти. Неприємний запах з рота та гнилі зуби, які пояснювалися виконанням орального сексу, представляли моральний занепад і загальне псування позитивних функцій рота як органу переконливої промови громадянина.

#### Кунілінгус та феляція
З огляду на стигму у наданні фізичного задоволення, чоловіка, який виконував оральний секс жінці, висміювали. Кунілінгус зазвичай присутній у римському мистецтві лише як частина двостороннього акту, коли жінка одночасно робить феляцію партнеру-чоловіку у певній варіації позиції 69. Фреска з Помпей, однак, дає фактично унікальне представлення обміну ролями в оральному сексі. Жінка, якій роблять кунілінгус, висока, з гарною фігурою, доглянута та повністю оголена, крім прикрас, чоловік при цьому відносно маленький, присідає покірно і повністю одягнутий, з тривожним поглядом. Ця композиція настільки рідкісна, що ймовірно метою фрески була іронія або пікантність збудження; інші картини цієї групи демонструють серію сексуальних актів, принаймні деякі з яких можна розглядати як переступні або пародійні.
Існують деякі свідчення того, що жінки могли наймати чоловіків-повій для кунілінгусу. Графіті у Помпеях наводять ціни, які брали такі повії за кунілінгус, в одному ціновому діапазоні з повіями-жінками, які робили феляцію; однак графіті могли бути не реальними оголошеннями, а створеними з метою образи поіменованих в них чоловіків. Одне графіті ймовірно було політичною інвективою: «Голосуйте за Ісидора на едила; він найкраще робить кунілінгус!».

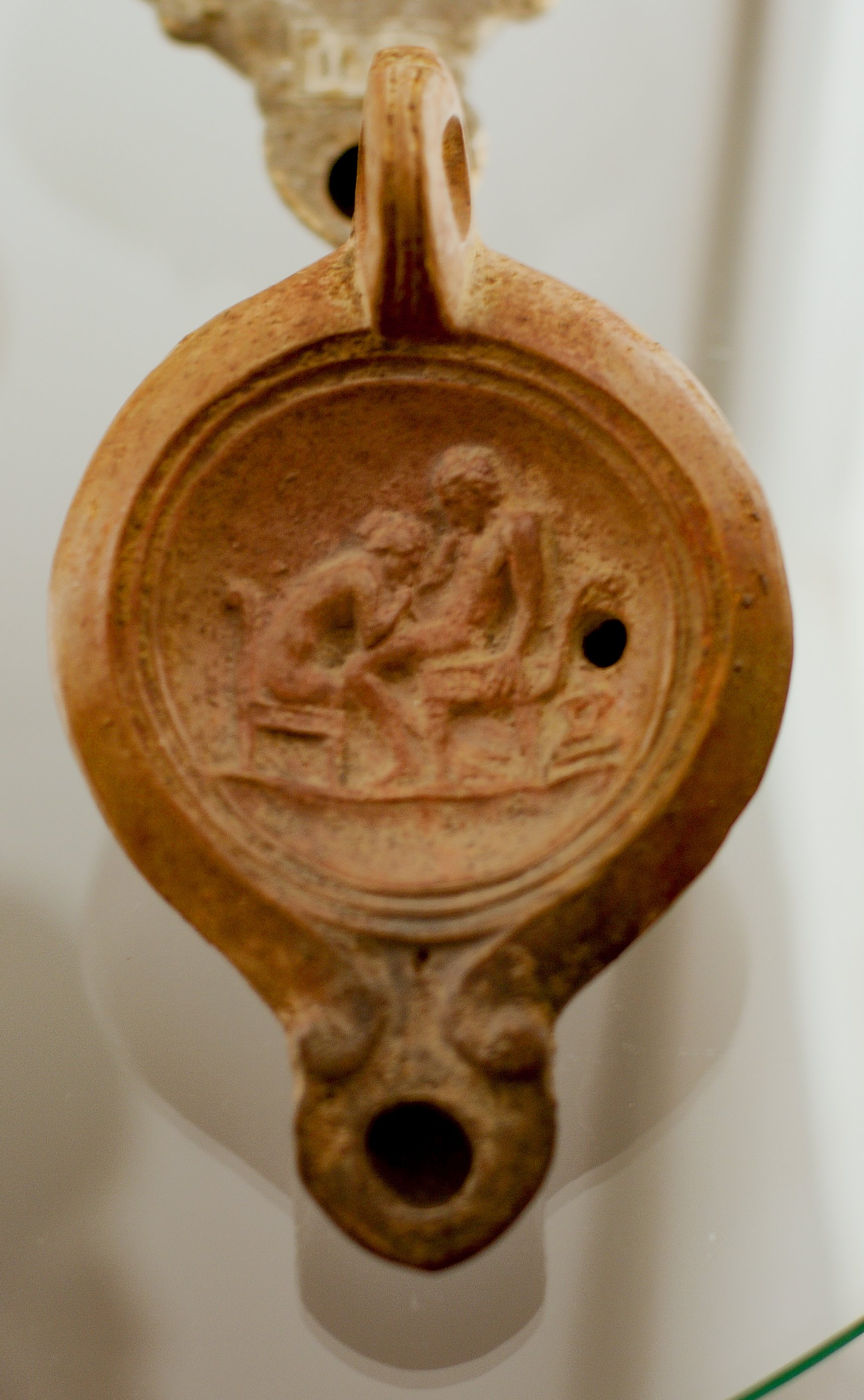
Лампада з зображенням жінки, що робить феляцію чоловіку

Латинське дієслово fellare зазвичай використовувалось для жінки, яка робить феляцію чоловіку. Звинувачення чоловіка в тому, що він робить феляцію іншому чоловіку, було, ймовірно, найбільшою образою у всій римській інвективі. Це було те, що можна попросити від жінок infames,, але не те, що чоловік у поважній домівці міг очікувати від своєї жінки. Феляція розглядалася як «дещо смішне» уподобання літніх чоловіків, які мають проблеми з підтриманням ерекції, але графіті вказують на те, що послуги повії, яка добре робила феляцію, користувалися значним попитом. Але феляція відносно рідко зустрічається у римському мистецтві.
Іррумація (Irrumatio) була примусовою формою феляції, майже завжди примушували іншого чоловіка. Примушення іншого зробити феляцію було доказом мужності та можливістю до похвальби, як зазначено у Пріапеї та творах Катулла та Марціала. Цим також погрожували як покаранням, особливо для зрадників. Марціал закликає зрадженого чоловіка, який вже відрізав вуха та ніс чоловіку, з яким зрадила його дружина, завершити приниження зрадника, здійснивши над ним оральне зґвалтування.

### Груповий секс

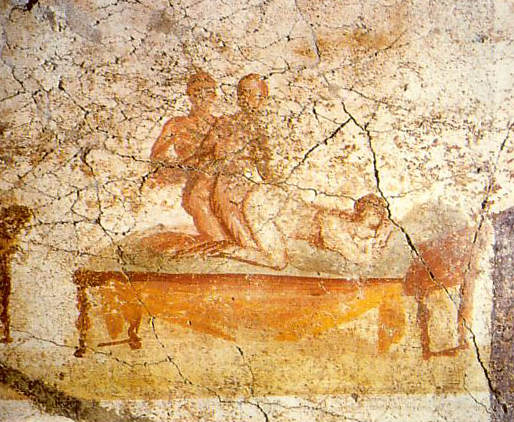
Фреска з тріолізмом (Помпеї), з учасниками, розташованими у спосіб, описаний Катуллом, вірш 56

Вказівки на груповий секс містяться у літературних джерелах, на графіті та у образотворчому мистецтві Давнього Риму. Светоній зазначав, що імператор Тиберій полюбляв спостерігати за груповим сексом, та описав «ланцюжки» з юнаків та дівчат:

У своєму маєтку на Капрі він облаштував спальню, яка була театром його таємної розпусти. Там він збирав звідусюди компанії з повій — чоловіків та жінок, та вигадників монструозних поз (які він називав spintriae), такі, що переплітаючись між собою та утворюючи потрійний ланцюжок (triplici serie connexi), вони взаємно надавали свої послуги один одному перед його поглядом для запалення його згасаючих бажань.

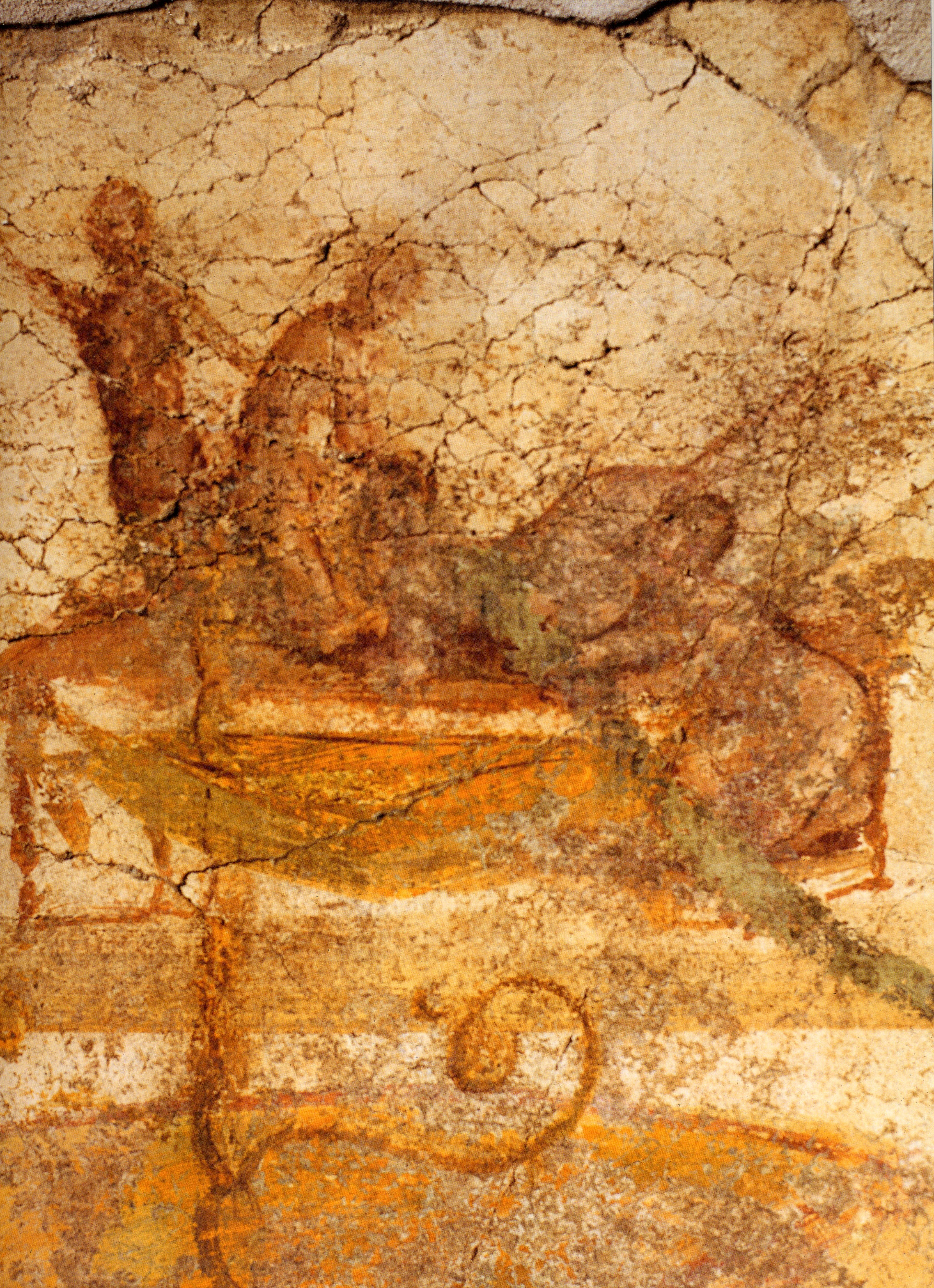
Фреска з зображенням сексу вчотирьох, Приміські терми Помпей

Більшість зображень сексу втрьох демонструють двох чоловіків, які проникають у жінку. Галло-римський медальйон показує двох чоловіків на ліжку, зліва та справа, з ногами, витягнутими під жінкою, яка розташована між ними. На іншому зображенні жінка сідлає чоловіка, який лежить, а інший чоловік стоїть позаду неї та розсуває її ноги для пенетрації. Значно менш поширеним є варіант зображення двох чоловіків та жінки, в якому один чоловік проникає в жінку ззаду, і в свою чергу в нього анально проникає другий чоловік, — цей варіант відомий з Катулла Кармен 56 та з мистецтва. Катулл чітко дає зрозуміти, що цей варіант в його описі є жартівливим, можливо тому, що чоловік в центрі може бути cinaedus, чоловіком, який полюбляв бути приймаючим в анальному сексі, але при цьому вважався спокусливим для жінок.
Сцени сексу вчотирьох також відомі у римському мистецтві, типово у складі двох жінок і двох чоловіків, і деколи у одностатевих парах. Одним з прикладів цього є фреска у Приміських термах Помпей, яка показує те, що римляни вважали домінуючою роллю. На фресці жінка з правого краю стоїть на колінах та робить кунілінгус жінці, яка лежить на ліжку; ця жінка в свою чергу робить феляцію чоловіку, який стоїть на колінах над нею. Цей чоловік в свою чергу отримує анальний секс від чоловіка, представленого як «переможець»: він задовольняє виключно власні сексуальні потреби, без надання будь-якої насолоди іншим, і дивиться прямо на глядача з тріумфальним махом рукою.
Латинська епіграма авторства галло-римського поета Авсонія (4-те ст.н. е.) є загадкою, яка залежить від знання конфігурацій групового сексу:
«Три чоловіки разом у ліжку: двоє з них чинить розпусту (stuprum), а двоє піддаються розпусті.»
«Але хіба це тоді не чотири чоловіки?»
«Ти помиляєшся: чоловік з кожного боку і кожен з них вчиняє одне порушення, а от той, хто посередині, — одночасно і чинить розпусту, і піддається їй.»

### Мастурбація
Мастурбація рідко присутня у джерелах про давньоримську сексуальність. Марціал згадує її декілька разів у своїх віршах, але вважає нижчою формою сексуального задоволення, якою переважно займаються раби, хоча він зізнається у мастурбації, коли красивий хлопчик-раб був для нього занадто дорогим, щоб купити: «моя рука принесла мені полегшення як замінник Ганімеда».
Мастурбація здавна, але не часто, є темою у давньоримській сатирі; один з кількох вцілілих фрагментів творів Луцилія, найранішого відомого сатирика Риму, жартує про персоніфікований пеніс (Мутто), чия дівчина Лаева («Ліва») витирає його «сльози» (римляни надавали перевагу мастурбуванню лівою рукою). Графіті з Помпей проголошує «коли мої турботи утискають моє тіло, своєю лівою рукою я випускаю мою накопичену рідину».
Етимологія латинського слова masturbari незрозуміла. Припускається, що воно є похідним від turbare, «збуджувати», та mas, «чоловік», в уживанні для «пеніса», невідомому з інших джерел. Інший традиційний погляд бачить походження від man(u)-, «рука», зі зміненою формою stuprare, «осквернити, вчинити сексуальне зло проти». Карверт Воткінс запропонував, що слово походить з праіндоєвропейського кореня, який позначав «[кістковий] мозок», оскільки стародавні медичні автори вірили, що сперма витікала з мозку через кістки; якщо це правильна версія, то слово turbare все ще могло вплинути на формування слова латиною.

### Зоофілія

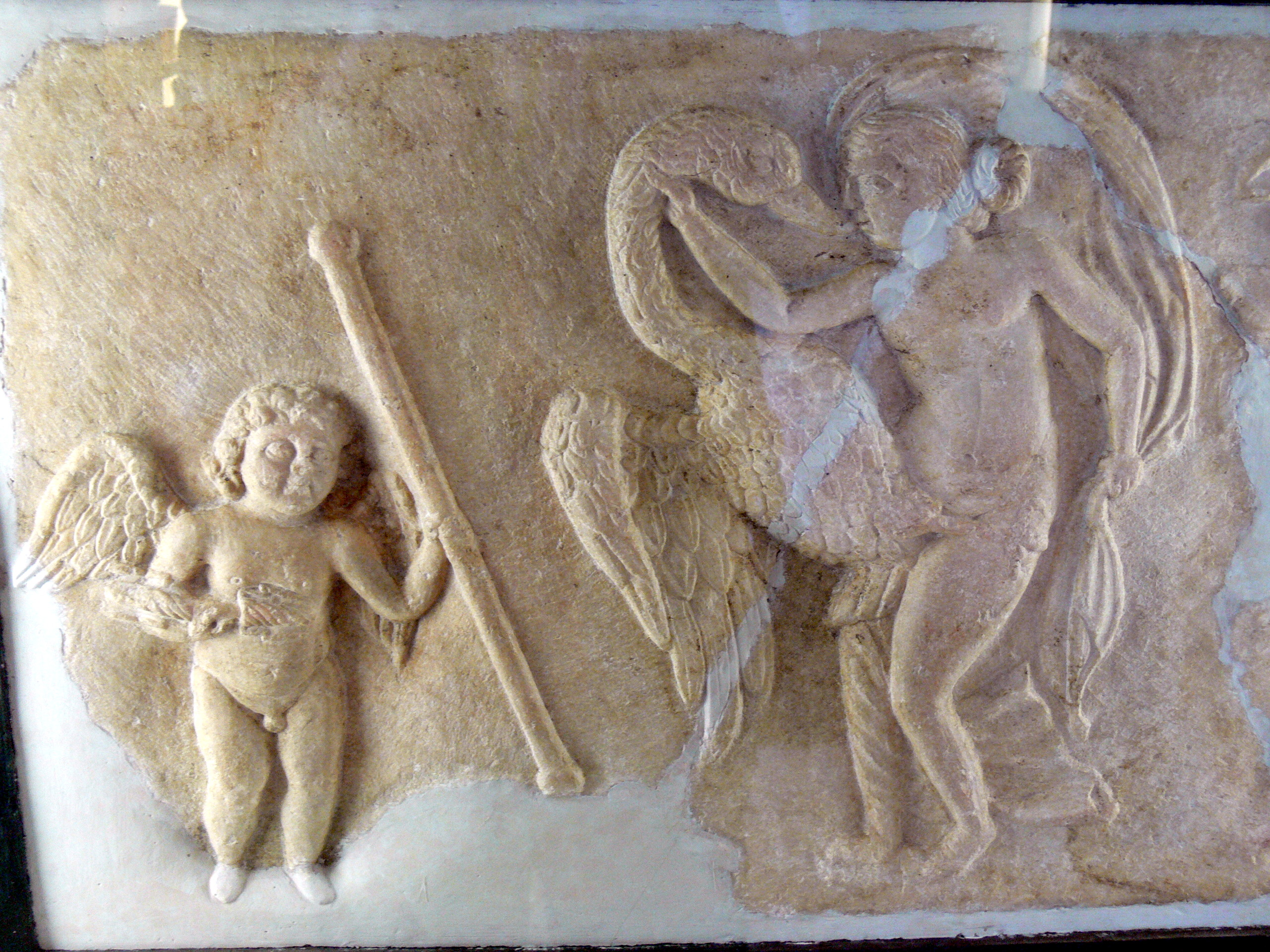
Леда та лебідь, у присутності Купідона (римський барельєф 4-го ст)

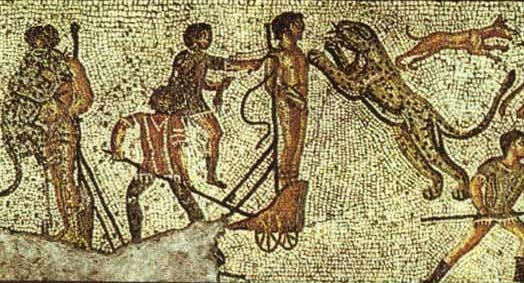
Леопард атакує засудженого на арені (Злітенська мозаїка, бл. 200 р.н. е.)

Міфологічна традиція повна сексуальних зв'язків між людьми та тваринами, особливо між смертними жінками та богами, що прикидаються тваринами. Зоофілія є характеристикою зв'язку між Юпітером (грецьким Зевсом) з Ледою, яку він ґвалтує під виглядом лебедя, та Європою — у вигляді бика. Мінотавр народився, коли Пасіфая відчула такий сексуальний потяг до бика, що перевдяглась у корову, щоб мати секс з ним. Сатири, відомі сексуальним апетитом, часто зображуються з рисами тварин.
Псевдозоофілія відома як форма сексуальних рольових ігор у часи Римської імперії. Вважається, що Нерон полюбляв форму бондажу з партнерами чи партнерками, в якому він вдягався у звірячі шкури та атакував їх геніталії, так само як засуджених до страти прив'язували та цькували дикими тваринами на арені (цькування хижаками). Історик Діон описував, як повія вдавала з себе леопарда для задоволення сенатора. Актор Батилл був відомий своїм еротичним танком, в якому він вдягався як Леда, яка має секс з лебедем; жінки, які спостерігали за танком, зазначали збудження. Зоофілія була також темою у романі Апулея Метаморфози, або Золотий осел, в якій героя, якого перетворили на осла, бажає заможна благородна матрона, як Пасіфая бажала бика.
Існують вказівки на те, що жорстокі зґвалтування, як і інші міфологічні сценарії, були предметом розважальних покарань на аренах Римської імперії. Поет Марціал схвалює цей сценарій за його вірність міфу про Пасіфаю. Логістика організації сексуального акту між жінкою та биком є питанням спекуляцій; якщо «Пасіфая» була злодійкою, засудженою до тортур та страти, то тварину могли схиляти до акту застосуванням «вагінального секрету корови в еструсі». У романі Апулея, венефіка (чаклунка), засуджена до ad bestias (цькування хижаками), має з'явитись на арені для зґвалтування героєм роману у його звіриній формі.

## Гермафродитизм та андрогінія

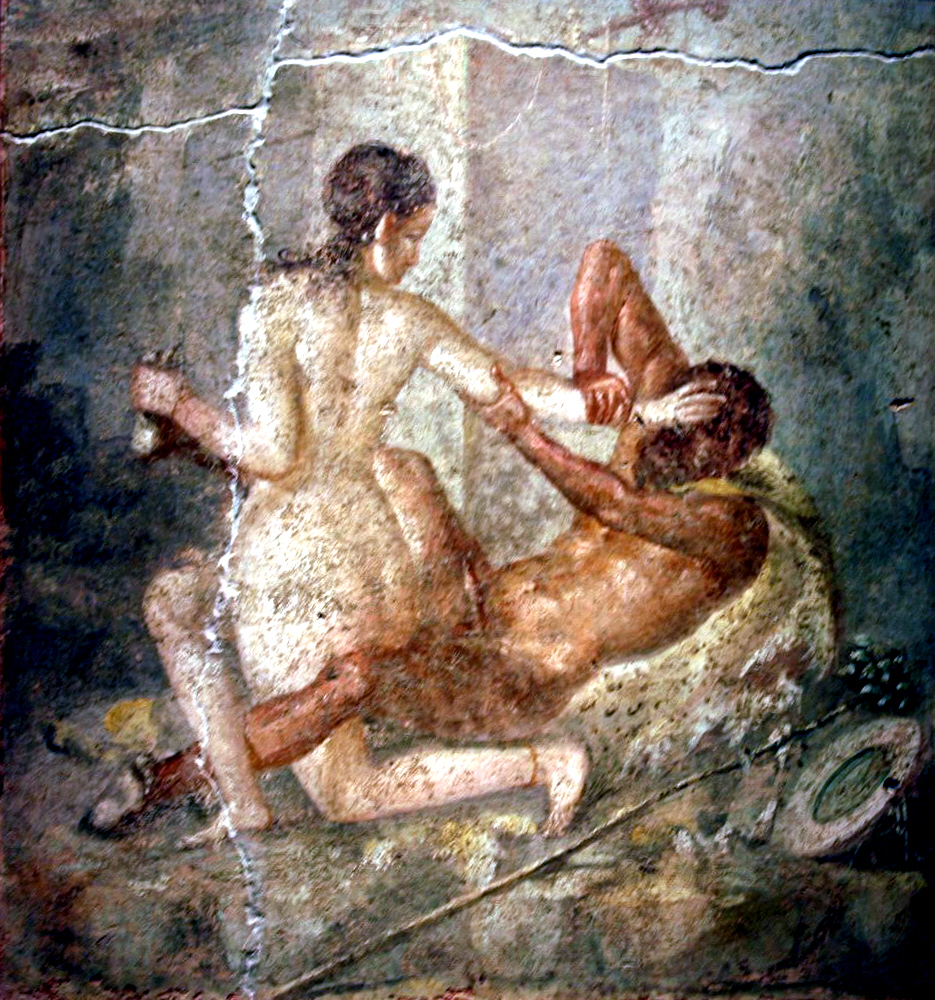
Гермафродит обороняється від сатира (Помпеї, бл. 45–79 р.н. е.)

У главі про антропологію та людську фізіологію енциклопедії «Природнича історія» Пліній Старший зазначав, що «існують навіть ті, що народилися з двома статями, яких ми звемо гермафродита, деколи андрогінами» (гр. andr-, «чоловік», та gyn-, «жінка»). Історик Діодор Сицилійський (1-не ст. до н. е.) писав, що «є ті, хто вважає, що поява істот такого типу є дивом (terata), і їх рідкісне народження є передвісником майбутнього, деколи на зло, деколи на добро». Ісидор Севільський (бл. 560—636 рр.) описував гермафродита образно, як того, хто «має праву грудь чоловіка, ліву — жінки, і може після статевого акту по черзі запліднювати або виношувати дітей».
В сучасній мові «гермафродит» використовується в біології, але слово набуло пейоративних конотацій щодо людей, народжених з фізичними ознаками обох статей (інтерсексність); однак в античності постать так званого гермафродита первинний фокус мала на питаннях гендеру. Гермафродит позначав «порушення соціальних кордонів, особливо фундаментальних для щоденного життя як чоловік або жінка». У традиційній римській релігії, народження гермафродита було видом prodigium, події, яка сигналізувала порушення pax deorum, угоди між Римом та богами, як зазначав Діодор. Тіт Лівій описує випадок під час Другої Пунічної війни, коли знахідка чотирирічного гермафродита спричинила складну серію подій: за порадою гаруспіка, дитину закрити у скриню, віднесли у море та втопили скриню., а потім були інші ритуали. Гермафродит, викритий у 133 р. до н. е., також був втоплений — у місцевій річці; піддавання гермафродитів стихії води, здається, було встановленим способом усунення сприйнятого порушення природного порядку.
Пліній Старший зазначав, що хоча колись гермафродити вважались передвісниками (prodigia), у його часи вони вже стали предметом захоплення (deliciae); вони були серед людських цікавинок того типу, кого багатії могли придбати на «ринку монстрів» у Римі, описаному Плутархом. За римськими законами, гермафродита слід було класифікувати як чоловіка або жінку; правової категорії третя стать не існувало.
У міфологічній традиції Гермафродит був прекрасним хлопцем, сином Гермеса (римського Меркурія) та Афродіти (Венери). Як і багато інших божеств і героїв, його виховували німфи, але існує мало свідчень, що у греків був культ, присвячений йому особисто. Овідій надав найвпливовіший опис того, як Гермафродит став андрогінним, наголошуючи, що хоча юнак був на межі сексуальної зрілості, він відкинув кохання аналогічно до Нарциса, і так само зробив це біля дзеркала озера. Там німфа води Самалкида побачила його та забажала. Він відкинув її зазіхання, а вона вдала, що відійшла, допоки, думаючи, що він один, юнак роздягнувся для купання в водах її озера. Тоді вона захопила його та молилась богам, щоб вони не розлучались. Боги задовольнили це прохання, і після того тіло Гермафродита мало чоловічі та жіночі органи. Також вважалось, що чоловіки, які пили з джерела Самалкиди, «ставали м'якими зі схильністю impudicitia», згідно з лексикографом Фестом. Міф про Гіла, юного супутника Геракла, який був викрадений водяними німфами, поділяє з міфами про Гермафродита та Нарциса тему небезпеки, з якою стикається прекрасний підліток, коли він переходить до маскулінності дорослого, з різними результатами для кожного.
Зображення Гермафродита були дуже популярні у римлян. Драматична ситуація, зображена на фресках, часто провокує більш детальний погляд глядача, висловлює тему сексуальної фрустрації. Гермафродита часто зображують у компанії сатира, фігури звіриної сексуальності, відомої тим, що ґвалтує нічого не підозрюючу або часто сплячу жертву; сатир у сценах з Гермафродитом зазвичай демонструє здивування чи відсіч, із жартівливим ефектом. У кількох роботах Гермафродит досить сильний, щоб відбити потенційного нападника, але в інших виявляє готовність брати участь у сексі, навіть якщо сатир, здається, більше не схильний:

Художнє представлення Гермафродита висуває на перший план неоднозначність у статевих відмінностях між жінками та чоловіками, а також неоднозначність у всіх статевих актах. … Гермафродит дає вічно неоднозначну відповідь на цікавість чоловіка щодо сексуального досвіду жінки — і навпаки. … (А)ртисти завжди ставляться до Гермафродита з точки зору глядача, який досліджує свою справжню сексуальну ідентичність. … Гермафродит означає і фізичну, і, що ще важливіше, психологічну неможливість коли-небудь зрозуміти почуття коханої/коханого. Гермафродит — це дуже складне представлення, яке порушує кордони між статями, які здаються настільки чіткими в класичній думці та зображеннях.

Макробій описує чоловічу форму «Венери» (Афродіти), яка отримала культ на Кіпрі; ця Венера мала бороду та чоловічі геніталії, але була вбрана в жіночий одяг. Послідовники богині також носили одяг протилежної статі — чоловіки жіночий, жінки — чоловічий. Латинський поет Лаевій (лат. Laevius) писав про поклоніння «виховуючої Венери», будь то жіночої чи чоловічої подоби (sive femina sive mas). Постать деколи називали Афродит. Деякі вцілілі зразки давньогрецької та давньоримської скульптури показують Венеру у чоловічій подобі у позі anasyrmene, від грецького дієслова anasyromai, «піднімати одяг». Богиня кохання піднімає свій одяг та оголює свій маскулінний атрибут, чоловічі геніталії, у жесті, що традиційно мав апотропеїчну чи магічну силу.

## Сексуальне завоювання та імперіалізм

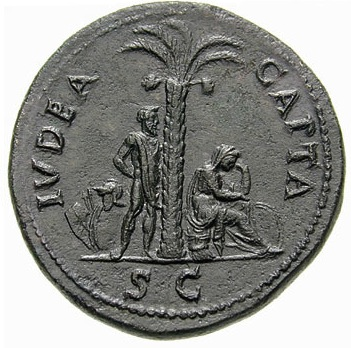
Сестерцій Веспасіана, який зображує «Полонену Юдею»

Сексуальне завоювання — метафора, яку римляни широко використовують для імперіалізму, але не завжди прямо для римського панування. Горацій описав римлян як взятих у полон полоненою Грецією: образ римської культури, колонізований зсередини цивілізацією, яку вони перемогли, але сприйняли як інтелектуально-естетично вищу, може бути виражений міфами, в яких чоловіка ґвалтує, викрадає або поневолює жінка, але він закохується в неї, як це втілили, наприклад, Ахіллес та Брісеїда.
55 року до н. е. Гней Помпей Великий відкрив свій театральний комплекс, присвячений Венері Завойовниці (Venus Victrix); цей комплекс до пізньої античності використовувався за призначенням. Театр Помпея значною мірою був постійним пам'ятником його військовому тріумфу за шість років до того. Серед оздоблення комплексу були портретні галереї письменниць та куртизанок; серія зображень демонструвала химерні народження, які служили передвісниками війни. В цілому інтелектуальність та культура зображуються жіночнішими та еллінізованими, а війна та політика — римськими та чоловічими. Статуї уособлювали 14 підкорених народів у вигляді жінок у етнічному чи «варварському» вбранні. Інші монументи Імперії, включно з Себастейоном у Афродисії та вівтарем Храму Трьох Галлів у Лугдунумі (сучасний Ліон, Франція), а також різні монети, втілюють підкорені території та народи як жінок: римське військо перемагає «фемінізовану» націю. Хоча скульптури з Театру Помпея не збереглися, барельєфи з Афродисії включають такі сцени як героїчно оголений Клавдій підкорює Британію, чия права грудь оголена, та Нерон, який волочить мертву Вірменію (композиція нагадує міф про перемогу Ахіллеса над амазонкою Пентесілеєю). Добре задокументована серія монет зображує Підкорену Юдею (Iudaea Capta), жіноче уособлення єврейського народу як полонянки: ця серія була випущена після зруйнування Єрусалимського храму 70& р.н. е.

## Нотатки
1. ↑  Наприклад, Агата Сицилійська та Февронія Нісібіська; Sebastian P. Brock and Susan Ashbrook Harvey, вступ до Holy Women of the Syrian Orient (University of California Press, 1987), pp. 24–25; Harvey, "Women in Early Byzantine Hagiography: Reversing the Story, " у That Gentle Strength: Historical Perspectives on Women in Christianity (University Press of Virginia, 1990), pp. 48–50. Оповіді про каліцтво грудей трапляються у християнських джерелах та іконографії, але не у давньоримському мистецтві та літературі.
2. ↑  Наприклад, у середині 3-го ст. до н. е., Гней Невій використовує слово stuprum у своїй Bellum Punicum на позначення військового збезчещення дезертирством або боягузством; Fantham, p. 117.
3. ↑  Має на увазі варикоцеле.
4. ↑  «… Кронос — це той самий, що Хронос: бо наскільки міфографи пропонують різні версії Сатурна [= Кронос] у своїх розповідях, фізики відновлюють його до певного наближення до правди. Вони кажуть, що він відрізав геніталії свого батька, Неба, і що коли вони бути кинуті в море, зародилась Венера, яка взяла ім'я Афродіта від піни [грецькою aphros], з якої вона утворилась. Вони інтерпретують, що це означає, що коли існував хаос, час не існував, оскільки час є фіксований вимір, який розраховується від обертання небес. Тому вважається, що Кронос, який як я сказав є Хроносом, народився від самих небес. Оскільки насіння всього сущого (semina rerum omnium) після небес сипалось з неба, і оскільки всі елементи, які наповнюють світ, зародились від цього насіння, коли світ наповнився своїми частинами та членами, процесс отримання насіння з небес для створення елементів припинився у певний момент часу, оскільки повний набір елементів на той час був створений. Здатність до породження живих об'єктів у неперервній послідовності репродукції була передана від води до Венери, так що все з того часу утворюється через статевий акт між чоловічим та жіночим»: Макробій, Сатурналії 1.8.6–8, Loeb Classical Library
5. ↑  До часів пізньої Римської республіки, терми ймовірно мали окреме крило або будівлю для жінок, або мали графік відвідувань, який дозволяв чоловікам та жінкам купатися в різні години. З часів пізньої Республіки та до встановлення домінування християнства у пізній Римській імперії, існують переконливі докази спільного купання. Деякі вчені вважали, що лише жінки нижчих класів купались спільно з чоловіками або ті, що були розважальницями чи повіями infames, але Клемент Александрійський зазначав, що жінок найвищих класів можна було побачили у термах оголеними. Адріан заборонив спільне купання, але заборона не протрималась. Якщо коротко, звичаї змінювались не лише в часі та за місциною, але і за закладом; дивись Garrett G. Fagan, Bathing in Public in the Roman World (University of Michigan Press, 1999, 2002), pp. 26–27.
6. ↑  У Римській Галлії, кельтський бог, якого ідентифікували з римським Меркурієм, деколи зображується з трьома фаллосами; дивись наприклад Miranda Green, Symbol and Image in Celtic Religious Art (Routledge, 1989), p. 184. In The Sorrows of the Ancient Romans: The Gladiator and the Monster (Princeton University Press, 1993), p. 168, Carlin A. Barton асоціює поліфалічні tintinnabula з головою Медузи та іншими гротесками.
7. ↑  Овідій ніколи не використовує слово ubera для грудей у своєму „Amores“, але вони названі ubera по всьому тексту „Метаморфоз“»: у 3.31 (метафора); 4.324; 10.392; 9.358 (materna … ubera, «груди матері»); 7.321 і 6.342 (lactantia ubera, «груди, які виробляють молоко»); 15.117 і 472. Uber (в однині) чи ubera Овідій використовує для тварин, Ars Amatoria 1.350 (вим'я корови) та 2.375 (соски собаки, яка годує цуциків); у Горація в Sermones 1.1.110, Odes 2.19.10, 4.4.14 і 4.15.5, та в інших місцях; by Tibullus, для овець 1.3.45; by Propertius, 2.34b.
8. ↑  Staples, p. 164, цитуючи Norman Bryson, «Two Narratives of Rape in the Visual Arts: Lucretia and the Sabine Women», у Rape (Blackwell, 1986), p. 199. Інтерпретація Августином зґвалтування Лукреції (у Про Град Божий' 1.19) має значну критику, починаючи з сатири Макіавеллі. У книзі Augustine of Hippo: A Biography (Faber, 1967), Пітер Браун характеризував цей розділ праці Августина як його найжорстокіший напад на римські ідеали чесноти. Дивись також Carol J. Adams and Marie M. Fortune, Violence against Women and Children: A Christian Theological Sourcebook (Continuum, 1995), p. 219ff.; Melissa M. Matthes, The Rape of Lucretia and the Founding of Republics (Pennsylvania State University Press, 2000), p. 68ff. (також про Макіавеллі); Virginia Burrus, Saving Shame: Martyrs, Saints, and Other Abject Subjects (University of Pennsylvania Press, 2008), p. 125ff.; Amy Greenstadt, Rape and the Rise of the Author: Gendering Intention in Early Modern England (Ashgate, 2009), p. 71; Melissa E. Sanchez, Erotic Subjects: The Sexuality of Politics in Early Modern English Literature (Oxford University Press, 2011), p. 93ff. Августин визначає сексуальну цілісність (pudicitia) як виключно духовну якість, яку не може заплямувати фізичне насилля; у статті зазначено, що римляни вважали зґвалтування та інші формиstuprum в політичному контексті злочинами проти свободи громадянина.
9. ↑  Марціал (6.39) зазначав, що влада paterfamilias була настільки абсолютною, що формально секс з власним сином не був злочином (nefas), як зазначено у John Boswell, Christianity, Social Tolerance, and Homosexuality: Gay People in Western Europe from the Beginning of the Christian Era to the Fourteenth Century (University of Chicago Press, 1980), p. 67.
10. ↑  Скасуванню боргової кабали сприяло поширення кріпацтва («раб як річ») для сільськогосподарської праці; таким чином, у період римського завоювання та експансіонізму на італійському півострові виникає відмінність між римським громадянином із правами та «італійцем», який може бути поневоленим; дивись John W. Rich, "Tiberius Gracchus, Land and Manpower, " у Crises and the Roman Empire. Proceedings of the Seventh Workshop of the International Network Impact of Empire (Nijmegen, June 20–24, 2006) (Brill, 2007), p. 160.
11. ↑  У схожій історії у Валерія Максіма, юнак Тіт Ветурій, чий батько був збанкрутілим римським магістратом, віддав себе у рабство до Публія Плотія, який намагався спокусити його (stuprare). Коли Ветурій відмовився, Плотій його випоров. Ветурій поскаржився консулам, які передали скаргу сенату. Плотія ув'язнили. Дивись Cantarella, pp. 104—105

### Основна
- Adams, J.N. (1982). The Latin Sexual Vocabulary. Johns Hopkins University Press. ISBN 978-0-8018-4106-4.
- Brown, Robert D. (1987). Lucretius on Love and Sex. Brill.
- Cantarella, Eva (1992). Bisexuality in the Ancient World. Yale University Press. ISBN 978-0-300-04844-5.
- Clarke, John R. (1998). Looking at Lovemaking: Constructions of Sexuality in Roman Art 100 B.C.–A.D. 250. University of California Press.
- Colish, Marcia l. (1985). The Stoic Tradition from Antiquity to the Early Middle Ages. BRILL. ISBN 90-04-07267-5. Архів оригіналу за 4 серпня 2020. Процитовано 10 липня 2020.
- Dugan, John (2001). Preventing Ciceronianism: C. Licinius Calvus' Regimens for Sexual and Oratorical Self-Mastery. Classical Philology. 96 (4): 400—428. doi:10.1086/449558. JSTOR 1215514.
- Edwards, Catharine (1993). The Politics of Immorality in Ancient Rome. Cambridge University Press.
- Fantham, Elaine (2011). Stuprum: Public Attitudes and Penalties for Sexual Offences in Republican Rome. Roman Readings: Roman Response to Greek Literature from Plautus to Statius and Quintilian. Walter de Gruyter.
- Fredrick, David, ред. (3 жовтня 2002). The Roman Gaze: Vision, Power, and the Body. JHU Press. ISBN 978-0-8018-6961-7. Архів оригіналу за 3 серпня 2020. Процитовано 10 липня 2020.
- Gaca, Kathy L. (2003). The Making of Fornication: Eros, Ethics and Political Reform in Greek Philosophy and Early Christianity. University of California Press.
- Gardner, Jane F. (1991). Women in Roman Law and Society. Indiana University Press.
- Habinek, Thomas; Schiesaro, Alessandro (1997). The Roman Cultural Revolution. Cambridge University Press. ISBN 978-0-521-58092-2. Архів оригіналу за 21 липня 2020. Процитовано 10 липня 2020.
- Hallett, Judith P.; Skinner, Marilyn, ред. (1997). Roman Sexualities. Princeton University Press.
- Kuttner, Ann L. (1999). Culture and History at Pompey's Museum. Transactions of the American Philological Association. 129: 343—373. doi:10.2307/284436. JSTOR 284436.
- Langlands, Rebecca (2006). Sexual Morality in Ancient Rome. Cambridge University Press.
- McGinn, Thomas A.J. (1998). Prostitution, Sexuality and the Law in Ancient Rome. Oxford University Press.
- McGinn, Thomas A. (2004). The Economy of Prostitution in the Roman World. University of Michigan Press.
- The Economy of Prostitution in the Roman World. University of Michigan Press. 2004.
- Nussbaum, Martha C. (2002). The Incomplete Feminism of Musonius Rufus, Platonist, Stoic, and Roman. The Sleep of Reason: Erotic Experience and Sexual Ethics in Ancient Greece and Rome. University of Chicago Press.
- Parker, H. (2007). Free Women and Male Slaves, or Mandingo meets the Roman Empire. Presses universitaires de Franche-Comté. ISBN 2848671696. Архів оригіналу за 9 жовтня 2019. Процитовано 10 липня 2020.
- Penner, Todd C. Penner; Stichele, Caroline Van der, ред. (2007). Mapping Gender in Ancient Religious Discourses. BRILL. ISBN 90-04-15447-7. Архів оригіналу за 9 серпня 2020. Процитовано 10 липня 2020.
- Phang, Sara Elise (2001). The Marriage of Roman Soldiers (13 B.C.–A.D. 235): Law and Family in the Imperial Army. Brill.
- Phang (2008). Roman Military Service: Ideologies of Discipline in the Late Republic and Early Principate. Cambridge University Press.
- Potter, David S., ред. (2009). A Companion to the Roman Empire. John Wiley & Sons. ISBN 978-1-4051-9918-6. Архів оригіналу за 16 жовтня 2021. Процитовано 10 липня 2020.
- Richlin, Amy (1983). The Garden of Priapus: Sexuality and Aggression in Roman Humor. Oxford University Press.
- Richlin, Amy (1993). Not before Homosexuality: The Materiality of the cinaedus and the Roman Law against Love between Men. Journal of the History of Sexuality. 3 (4): 523—573. JSTOR 3704392.
- Schäfer, Peter (1997). Judeophobia: Attitudes Toward the Jews in the Ancient World. Harvard University Press. ISBN 978-0-674-48778-9. Архів оригіналу за 4 серпня 2020. Процитовано 10 липня 2020.
- Peter Schäfer (2003). The History of the Jews in the Greco-Roman World: The Jews of Palestine from Alexander the Great to the Arab Conquest. Routledge. ISBN 1-134-40316-X. Архів оригіналу за 27 травня 2020. Процитовано 10 липня 2020.
- Smallwood, E. Mary (1976). The Jews Under Roman Rule: From Pompey to Diocletian. Brill Archive. ISBN 90-04-04491-4. Архів оригіналу за 12 липня 2020. Процитовано 10 липня 2020.
- Staples, Ariadne (1998). From Good Goddess to Vestal Virgins: Sex and Category in Roman Religion. Psychology Press. ISBN 978-0-415-13233-6. Архів оригіналу за 31 грудня 2013. Процитовано 10 липня 2020.
- Taylor, Rabun M. (2008). The Moral Mirror of Roman Art. Cambridge University Press. ISBN 978-0-521-86612-5. Архів оригіналу за 11 липня 2020. Процитовано 10 липня 2020.
- Williams, Craig A. (1999). Roman Homosexuality: Ideologies of Masculinity in Classical Antiquity. Oxford University Press.
- Younger, John G. (2005). Sex in the Ancient World from A to Z. Routledge.

### Додаткова
- Ancona, Ronnie; Greene, Ellen, ред. (2005). 'Gender Dynamics in Latin Love Poetry'. Johns Hopkins University Press.
- Skinner, Marilyn (2005). Sexuality in Greek and Roman culture. Blackwell Publishing. ISBN 978-0-631-23234-6.